# A Grande Conquista
A Grande Conquista fue un reality show brasileño creado y transmitido por RecordTV. Presentado por Rachel Sheherazade con la dirección general de Chica Barros y la dirección del núcleo del reality de Rodrigo Carelli.
El programa presentó celebridades y gente corriente que viven juntos en una casa, mientras compiten en desafíos para evitar ser nominados y, posteriormente, expulsados por el público para ganar el gran premio de un millón de reales.

## Formato
Este formato fue creado originalmente por RecordTV. El programa se divide en tres etapas.

### Primera etapa
Las 16 celebridades pasan por una votación popular en R7 para ir directamente a la Mansión, con derecho a todos los beneficios que el lugar puede ofrecer. Los diez más votados son enviados al Hotel, donde serán confinados hasta el comienzo de la tercera etapa, mientras que los seis menos votados son enviados a la Aldea, donde se unirían a los 64 no famosos.

### Segunda etapa
Los 6 famosos menos votados y los 64 anónimos y también famosos que esperan para entrar en la Mansión están confinados en la Aldea, donde se dividirán en tres Casas, divididas en naranja (con cinco alojamientos para 32 personas), azul (con siete camas para 22 personas) y verde (con nueve camas para 16 personas), teniendo que compartir alimentos en cantidades limitadas. Además, los competidores también participan de pruebas en un gimnasio al aire libre y pasan por dinámicas, con algunas que serán sugeridas por el público y por votación para mantenerse en el juego y ganar los últimos diez lugares para la Mansión.
Los diez seleccionados en el avance siguen todo el desarrollo de la convivencia en Aldea en el Hotel, a través de cámaras exclusivas, y también pueden contribuir a alguna dinámica, que también cuenta con la participación del público. Diariamente, está la Tentación y el Dilema, donde los residentes de las tres casas son probados con artículos de lujo, una comida especial o incluso compras de artículos preciosos en el mercado. Si alguno de los residentes cae en la Tentación o Dilema, toda la casa sufre algún tipo de consecuencia en el juego, que puede ser el cambio de uno o más residentes de la casa correspondiente o la suspensión del suministro de un artículo de primera necesidad.

### Tercera etapa
Veinte concursantes, diez más votados en la previa y diez más votados en la Aldea, son enviados a la Mansión, pero, para permanecer en el juego y ganar el premio de 1 millón de reales, los concursantes deberán pasar por convivencia, pruebas y expulsiones. La dinámica es diferente a la de Aldea y cambia de esta etapa.
- Dueños de la Semana: Dueños de la Semana son los encargados de delegar tareas en la Mansión durante una semana, alojándose en la Habitación de los Dueños, teniendo más comodidad, privilegios y beneficios durante este período. Además, tienen la obligación de nominar a uno de los tres concursantes que irán a eliminación.
- Eliminación (estilizado como Zona Peligrosa): El nominado de los Dueños, el más votado del voto secreto entre los dos Dueños de la semana y el más votado de la votación abierta entre todos los concursantes elegibles de la Mansión van a la eliminación, a riesgo de ser expulsadas, donde compiten en la "Prueba del Turno" para escapar de la expulsión, y que también nomina a otro participante en la eliminación en su lugar. El espectador elige qué concursante será expulsado a través de una votación, la cual se realiza a través de internet a través del sitio web de R7, donde votan para salvar a un concursante, pudiendo votar tantos veces como se desee, y la eliminación se anunciará en vivo los jueves. El procedimiento se repite todas las semanas hasta el final del programa.
- Prueba del Turno: En Pruebas del Turno, los tres nominados a la expulsión se enfrentan en un desafío propuesto, que podía probar la habilidad, destreza, inteligencia, fuerza, resistencia o incluso la suerte de los concursantes. El ganador del desafío está salvado de la expulsión, sin embargo, debe reemplazarse con otro concursante de su elección para determinar el conjunto de nominados de esa semana que se enfrentarían a la votación pública.

## Ediciónes A Grande Conquista
| Edición              | Presentado         | Ganador(a)                      | Ganador(a)   |
| A Grande Conquista 1 | Mariana Rios       | Bandera del estado de Paraná    | Thiago Servo |
| A Grande Conquista 2 | Rachel Sheherazade | Bandera del estado de São Paulo | Kaio Perroni |
| -------------------- | ------------------ | ------------------------------- | ------------ |

## Primera edición (08/05/2023 – 20/07/2023)
| Bandera del estado de Paraná               | Thiago Servo       |
| Bandera del estado de Río de Janeiro       | Gabriel Roza       |
| Bandera del estado de Minas Gerais         | Natália Deodato    |
| Bandera del estado de Piauí                | Gyselle Soares     |
| Bandera del estado de Goiás                | Alexandre Suita    |
| Bandera del estado de Alagoas              | Sandra Melquiades  |
| Bandera del estado de São Paulo            | Daniel Toko        |
| Bandera del estado de Río de Janeiro       | Ricardo Villardo   |
| Bandera del estado de São Paulo            | Giulia Garcia      |
| Bandera del Distrito Federal de Brasil     | Murilo Dias        |
| Bandera del estado de Río Grande del Sur   | Victoria Macan     |
| Bandera del estado de Pernambuco           | Janielly Nogueira  |
| Bandera del estado de São Paulo            | Fernanda Medrado   |
| Bandera del estado de São Paulo            | Bruno Tálamo       |
| Bandera del estado de Río de Janeiro       | Ana Paula Almeida  |
| Bandera del estado de Río Grande del Norte | Tiago Dionisio     |
| Bandera del estado de São Paulo            | Faby Monarca       |
| Bandera del estado de Sergipe              | Erick Ricarte      |
| Bandera del estado de Río de Janeiro       | Stephanie Gomes    |
| Bandera del estado de São Paulo            | Bruno Camargo      |
| Bandera del estado de Paraná               | Dicesar Ferreira   |
| Bandera del estado de Ceará                | Camilla Uckers     |
| Bandera del estado de Espírito Santo       | Antônio Rafaski    |
| Bandera del estado de São Paulo            | Glauco Marciano    |
| Bandera del estado de Bahía                | Niick Donato       |
| Bandera del estado de Río de Janeiro       | Lary Bottino       |
| Bandera del estado de Bahía                | Davi Oliveira      |
| Bandera del estado de São Paulo            | Kelly Santos       |
| Bandera del estado de Pernambuco           | Layssa Souza       |
| Bandera del estado de São Paulo            | Hulk Magrelo       |
| Bandera del estado de Minas Gerais         | Rayana Diniz       |
| Bandera del estado de São Paulo            | MC M10             |
| Bandera del estado de Río de Janeiro       | Vic Silva          |
| Bandera del estado de Minas Gerais         | Érika Coimbra      |
| Bandera del estado de São Paulo            | Gus Saran          |
| Bandera del estado de São Paulo            | Blade              |
| Bandera del estado de São Paulo            | Cleyton Mendes     |
| Bandera del estado de São Paulo            | Tati Bambolê       |
| Bandera del estado de Goiás                | Day Oliveira       |
| Bandera del estado de Minas Gerais         | Carolina Lekker    |
| Bandera del estado de Río de Janeiro       | Maria Oliveira     |
| Bandera del estado de São Paulo            | Marcos Oliver      |
| Bandera del estado de São Paulo            | Igor Cavallo       |
| Bandera del estado de Río Grande del Sur   | Stéphanie Souza    |
| Bandera del estado de São Paulo            | Fagner Sousa       |
| Bandera del estado de Río de Janeiro       | Monsueto           |
| Bandera del estado de São Paulo            | Ronaldo Moura      |
| Bandera del estado de Bahía                | Mirian Carter      |
| Bandera del estado de São Paulo            | Jaqueline Moderna  |
| Bandera del estado de São Paulo            | Tácito Cury        |
| Bandera de Angola                          | Aícha Mubobo       |
| Bandera del estado de São Paulo            | Babi Cris          |
| Bandera del estado de Piauí                | Hagda Kerolayne    |
| Bandera del estado de São Paulo            | Nathan Camargo     |
| Bandera del estado de Bahía                | Jhon Falcão        |
| Bandera del estado de São Paulo            | Rafa Sant          |
| Bandera del estado de São Paulo            | Francis Souza      |
| Bandera del estado de São Paulo            | Carol Imoniana     |
| Bandera del estado de São Paulo            | Lukinhas           |
| Bandera del estado de Sergipe              | Elisa Guerreira    |
| Bandera del estado de Mato Grosso          | Yanne Anttunes     |
| Bandera del estado de São Paulo            | Thayra Machado     |
| Bandera del estado de São Paulo            | Douglas Martins    |
| Bandera del estado de Santa Catarina       | Gui Dams           |
| Bandera del estado de São Paulo            | Artur Frances      |
| Bandera del estado de Río de Janeiro       | Gabriel Sequeira   |
| Bandera del estado de São Paulo            | Kaline França      |
| Bandera del estado de São Paulo            | Will Barba         |
| Bandera del estado de São Paulo            | Leo Rodriguez      |
| Bandera del estado de Río de Janeiro       | Leandro Ryco       |
| Bandera del estado de São Paulo            | MC Mello           |
| Bandera del estado de Río de Janeiro       | Carlos Câmara      |
| Bandera del estado de Río Grande del Sur   | Tailane Peixoto    |
| Bandera del estado de Minas Gerais         | Jaqueline Santos   |
| Bandera del estado de São Paulo            | Ellie              |
| Bandera del estado de Alagoas              | Ítalo Coutinho     |
| Bandera del estado de São Paulo            | Jemilly Brenda     |
| Bandera del estado de São Paulo            | Priscila Parizotto |
| Bandera del estado de São Paulo            | Fernando Bueno     |
| Bandera del estado de São Paulo            | Jeferson Santos    |
| ------------------------------------------ | ------------------ |

### Tabla de nominaciones
|                             |                             | Semana 0                                                                    | Semana 0                                                            | Semana 1 | Semana 1 | Semana 1                    | Semana 1                    | Semana 1 | Semana 1 | Semana 1 | Semana 1 | Semana 1 | Semana 1 | Semana 1 | Semana 1 | Semana 1 | Semana 1 | Semana 2                           | Semana 3                             | Semana 4                        | Semana 5                          | Semana 6                               | Semana 6                          | Semana 7                              | Semana 7                        | Semana 8                    | Semana 9                     | Semana 9                        | Semana 10                           | Semana 10                                                  | Semana 10                                           | Semana 11                                 |
| Hombre                      | Mujer                       | Día 4                                                                       | Día 4                                                               | Día 5 | Día 5 | Día 6                       | Día 6                       | Día 7 | Día 7 | Día 8 | Día 8 | Día 11 | Día 11 | Día 12 | Día 12 | Día 45 | Día 46 | Semana 2                           | Semana 3                             | Semana 4                        | Semana 5                          | Día 52                                 | Día 53                            | Día 66                                | Día 67                          | Semana 8                    | Día 69                       | Día 71                          | Día 72                              | Final                                                      |                                                     |                                           |
| --------------------------- | --------------------------- | --------------------------------------------------------------------------- | ------------------------------------------------------------------- | --- | --- | --------------------------- | --------------------------- | --- | --- | --- | --- | --- | --- | --- | --- | --- | --- | ---------------------------------- | ------------------------------------ | ------------------------------- | --------------------------------- | -------------------------------------- | --------------------------------- | ------------------------------------- | ------------------------------- | --------------------------- | ---------------------------- | ------------------------------- | ----------------------------------- | ---------------------------------------------------------- | --------------------------------------------------- | ----------------------------------------- |
| Dueños                      | Dueños                      | (nadie)                                                                     | (nadie)                                                             | Kelly Thiago Servo Glauco | Kelly Thiago Servo Glauco | Kelly Thiago Servo Glauco   | Kelly Thiago Servo Glauco   | Kelly Thiago Servo Glauco | Kelly Thiago Servo Glauco | Kelly Thiago Servo Glauco | Kelly Thiago Servo Glauco | Kelly Thiago Servo Glauco | Kelly Thiago Servo Glauco | Dicesar | Dicesar | Dicesar | Dicesar | Natália Sandra                     | Erick Thiago Servo                   | Erick Ricardo                   | Alexandre Bruno Tálamo            | Janielly Natália                       | Janielly Natália                  | Alexandre Victoria                    | Alexandre Victoria              | Murilo Victoria             | Giulia Ricardo               | Giulia Ricardo                  | Natália Sandra                      | (nadie)                                                    | (nadie)                                             | (nadie)                                   |
| Nominado (Dueños)           | Nominado (Dueños)           | (nadie)                                                                     | (nadie)                                                             | Antônio Camilla Carlos Douglas Ellie Fagner Fernando Gabriel Roza Gabriel Sequeira Gyselle Janielly Jeferson Kaline Leo MC Mello Priscila Rayana Stéphanie Souza Tati Yanne Cleyton Davi Elisa Jaqueline Santos Maria Natália Oliver Tailane Thayra Will Artur Blade Gui Ítalo Jemilly Leandro | Antônio Camilla Carlos Douglas Ellie Fagner Fernando Gabriel Roza Gabriel Sequeira Gyselle Janielly Jeferson Kaline Leo MC Mello Priscila Rayana Stéphanie Souza Tati Yanne Cleyton Davi Elisa Jaqueline Santos Maria Natália Oliver Tailane Thayra Will Artur Blade Gui Ítalo Jemilly Leandro | Ronaldo Lukinhas Glauco     | Ronaldo Lukinhas Glauco     | Francis Gabriel Roza Gus Hagda Janielly Jhon Murilo Nathan Rayana Tati Aícha Babi Carol Erick Igor Maria Oliver Rafa Tácito Tiago Dionisio Antônio Blade Cleyton Davi Day Fagner Layssa MC M10 Monsueto Stéphanie Souza | Francis Gabriel Roza Gus Hagda Janielly Jhon Murilo Nathan Rayana Tati Aícha Babi Carol Erick Igor Maria Oliver Rafa Tácito Tiago Dionisio Antônio Blade Cleyton Davi Day Fagner Layssa MC M10 Monsueto Stéphanie Souza | Camilla Murilo Ronaldo Igor Maria Mirian Oliver Tiago Dionisio Antônio Carolina Cleyton Davi Fagner Gyselle Jaqueline Moderna Medrado Monsueto Natália Niick Sandra Stéphanie Souza | Camilla Murilo Ronaldo Igor Maria Mirian Oliver Tiago Dionisio Antônio Carolina Cleyton Davi Fagner Gyselle Jaqueline Moderna Medrado Monsueto Natália Niick Sandra Stéphanie Souza | Gabriel Roza Tiago Dionisio Erick Murilo Rayana Vic Cleyton                                                                                           | Gabriel Roza Tiago Dionisio Erick Murilo Rayana Vic Cleyton                                                                                           | (nadie) | (nadie) | (nadie) | (nadie) | Bruno Tálamo                       | Faby                                 | Tiago Dionisio                  | Murilo                            | Ana Paula                              | (nadie)                           | Daniel                                | (nadie)                         | Sandra                      | Sandra                       | (nadie)                         | Thiago Servo                        | (nadie)                                                    | (nadie)                                             | (nadie)                                   |
| Nominado (Votación)         | Nominado (Votación)         | (nadie)                                                                     | (nadie)                                                             | (nadie) | (nadie) | (nadie)                     | (nadie)                     | (nadie) | (nadie) | (nadie) | (nadie) | (nadie) | (nadie) | (nadie) | (nadie) | (nadie) | (nadie) | Thiago Servo                       | Stephanie Gomes                      | Gyselle                         | Ana Paula                         | Thiago Servo                           | (nadie)                           | Gabriel Roza                          | (nadie)                         | Giulia                      | Gyselle                      | (nadie)                         | Ricardo                             | (nadie)                                                    | (nadie)                                             | (nadie)                                   |
| Nominado (Otros)            | Nominado (Otros)            | (nadie)                                                                     | (nadie)                                                             | (nadie) | (nadie) | (nadie)                     | (nadie)                     | (nadie) | (nadie) | (nadie) | (nadie) | Camilla Gus Érika Lary Sandra Tati Blade Day Dicesar Gyselle MC M10 Medrado Natália Niick                                                             | Camilla Gus Érika Lary Sandra Tati Blade Day Dicesar Gyselle MC M10 Medrado Natália Niick                                                             | Murilo | Murilo | Antônio Camilla Davi Dicesar Erick Gabriel Roza Glauco Gyselle Hulk Janielly Kelly Lary Layssa Medrado Natália Niick Sandra Thiago Servo Tiago Dionisio        | Antônio Camilla Davi Dicesar Erick Gabriel Roza Glauco Gyselle Hulk Janielly Kelly Lary Layssa Medrado Natália Niick Sandra Thiago Servo Tiago Dionisio        | Natália                            | Erick                                | Erick                           | Bruno Tálamo                      | Gyselle Natália                        | Gyselle Natália Thiago Servo      | Alexandre Medrado                     | Alexandre Daniel Gabriel Roza   | Victoria                    | Giulia Murilo                | Giulia Gyselle Sandra           | Daniel Natália                      | Gyselle Natália Sandra Thiago Servo                        | Alexandre Gabriel Roza Gyselle Natália Thiago Servo | (nadie)                                   |
| Ganador de Prueba del Turno | Ganador de Prueba del Turno | (nadie)                                                                     | (nadie)                                                             | (nadie) | (nadie) | (nadie)                     | (nadie)                     | (nadie) | (nadie) | (nadie) | (nadie) | (nadie) | (nadie) | (nadie) | (nadie) | (nadie) | (nadie) | Thiago Servo                       | Faby                                 | Tiago Dionisio                  | Bruno Tálamo                      | (nadie)                                | Natália                           | (nadie)                               | Alexandre                       | Sandra                      | (nadie)                      | Sandra                          | (nadie)                             | (nadie)                                                    | (nadie)                                             | (nadie)                                   |
| Nominado (Prueba del Turno) | Nominado (Prueba del Turno) | (nadie)                                                                     | (nadie)                                                             | (nadie) | (nadie) | (nadie)                     | (nadie)                     | (nadie) | (nadie) | (nadie) | (nadie) | (nadie) | (nadie) | (nadie) | (nadie) | (nadie) | (nadie) | Bruno Camargo                      | Tiago Dionisio                       | Thiago Servo                    | Tiago Dionisio                    | (nadie)                                | Bruno Tálamo                      | (nadie)                               | Janielly                        | Ricardo                     | (nadie)                      | Daniel                          | (nadie)                             | (nadie)                                                    | (nadie)                                             | (nadie)                                   |
|                             |                             |                                                                             |                                                                     | | |                             |                             | | | | | | | | | | |                                    |                                      |                                 |                                   |                                        |                                   |                                       |                                 |                             |                              |                                 |                                     |                                                            |                                                     |                                           |
|                             | Thiago Servo                | Nominado                                                                    | Nominado                                                            | | Dueño |                             | Dueño                       | | Dueño | | Dueño | | Dueño | | No elegible | | Nominado | Murilo                             | Dueño                                | Ricardo Faby                    | Alexandre Ricardo                 | Natália Murilo                         | Nominado                          | Alexandre Medrado                     | No elegible                     | Victoria Giulia             | Giulia Murilo                | No elegible                     | Natália Alexandre                   | Nominado                                                   | Nominado                                            | Ganador (Día 75)                          |
|                             | Gabriel Roza                | No estaba en la casa                                                        | No estaba en la casa                                                | | Nominado |                             | Salvado                     | | Nominado | | Inmune | | Nominado | | No elegible | | Nominado | Sandra Gyselle                     | Erick Stephanie Gomes                | Erick Daniel                    | Bruno Tálamo Medrado              | Natália Thiago Servo                   | No elegible                       | Victoria Ricardo                      | Nominado                        | Victoria Giulia             | Ricardo Thiago Servo         | No elegible                     | Natália Ricardo                     | Salvado                                                    | Nominado                                            | 2.º finalista (Día 75)                    |
|                             | Natália                     | No estaba en la casa                                                        | No estaba en la casa                                                | | Nominada |                             | Salvada                     | | Inmune | | Nominada | | Nominada | | No elegible | | Nominada | Dueña                              | Thiago Servo Gyselle                 | Erick Gyselle                   | Alexandre Ana Paula               | Dueña                                  | Inmune                            | Victoria Giulia                       | No elegible                     | Victoria Giulia             | Giulia Gyselle               | No elegible                     | Daniel                              | Nominada                                                   | Nominada                                            | 3.ª finalista (Día 75)                    |
|                             | Gyselle                     | No estaba en la casa                                                        | No estaba en la casa                                                | | Nominada |                             | Salvada                     | | Inmune | | Nominada | | Nominada | | No elegible | | Nominada | Natália Faby                       | Thiago Servo Stephanie Gomes         | Ricardo Ana Paula               | Alexandre Ricardo                 | Natália Alexandre                      | Nominada                          | Alexandre Giulia                      | No elegible                     | Victoria Giulia             | Giulia Gabriel Roza          | Nominada                        | Natália Gabriel Roza                | Nominada                                                   | Nominada                                            | 4.ª finalista (Día 75)                    |
|                             | Alexandre                   | Nominado                                                                    | Nominado                                                            | Estaba en el hotel | Estaba en el hotel | Estaba en el hotel          | Estaba en el hotel          | Estaba en el hotel | Estaba en el hotel | Estaba en el hotel | Estaba en el hotel | Estaba en el hotel | Estaba en el hotel | Estaba en el hotel | Estaba en el hotel | Estaba en el hotel | Estaba en el hotel | Natália Ricardo                    | Thiago Servo Ana Paula               | Ricardo Ana Paula               | Dueño                             | Janielly Thiago Servo                  | No elegible                       | Dueño                                 | Inmune                          | Victoria Giulia             | Ricardo Daniel               | No elegible                     | Sandra Ricardo                      | Salvado                                                    | Nominado                                            | Expulsado (Día 73)                        |
|                             | Sandra                      | No estaba en la casa                                                        | No estaba en la casa                                                | | Inmune |                             | Salvada                     | | Inmune | | Nominada | | Nominada | | No elegible | | Nominada | Dueña                              | Erick Stephanie Gomes                | Ricardo Daniel                  | Bruno Tálamo Ana Paula            | Natália Gyselle (x2)                   | No elegible                       | Victoria Giulia                       | No elegible                     | Victoria Giulia             | Giulia Gyselle               | Inmune                          | Ricardo (x2)                        | Nominada                                                   | Expulsada (Día 72)                                  | Expulsada (Día 72)                        |
|                             | Daniel                      | Nominado                                                                    | Nominado                                                            | Estaba en el hotel | Estaba en el hotel | Estaba en el hotel          | Estaba en el hotel          | Estaba en el hotel | Estaba en el hotel | Estaba en el hotel | Estaba en el hotel | Estaba en el hotel | Estaba en el hotel | Estaba en el hotel | Estaba en el hotel | Estaba en el hotel | Estaba en el hotel | Natália Erick                      | Thiago Servo Stephanie Gomes         | Ricardo Giulia                  | Alexandre Ricardo                 | Natália Alexandre                      | No elegible                       | Alexandre Gabriel Roza                | Nominado                        | Victoria Giulia             | Giulia Natália               | Nominado                        | Natália Alexandre                   | Expulsado (Día 70)                                         | Expulsado (Día 70)                                  | Expulsado (Día 70)                        |
|                             | Ricardo                     | Nominado                                                                    | Nominado                                                            | Estaba en el hotel | Estaba en el hotel | Estaba en el hotel          | Estaba en el hotel          | Estaba en el hotel | Estaba en el hotel | Estaba en el hotel | Estaba en el hotel | Estaba en el hotel | Estaba en el hotel | Estaba en el hotel | Estaba en el hotel | Estaba en el hotel | Estaba en el hotel | Sandra Thiago Servo                | Thiago Servo Bruno Tálamo            | Dueño                           | Alexandre Daniel                  | Janielly Thiago Servo                  | No elegible                       | Alexandre Gabriel Roza                | No elegible                     | Murilo Gyselle              | Gyselle                      | Dueño                           | Sandra Alexandre                    | Expulsado (Día 70)                                         | Expulsado (Día 70)                                  | Expulsado (Día 70)                        |
|                             | Giulia                      | Nominada                                                                    | Nominada                                                            | Estaba en el hotel | Estaba en el hotel | Estaba en el hotel          | Estaba en el hotel          | Estaba en el hotel | Estaba en el hotel | Estaba en el hotel | Estaba en el hotel | Estaba en el hotel | Estaba en el hotel | Estaba en el hotel | Estaba en el hotel | Estaba en el hotel | Estaba en el hotel | Natália Thiago Servo               | Erick Gyselle                        | Erick Daniel                    | Bruno Tálamo Ana Paula            | Natália Thiago Servo Gyselle           | No elegible                       | Alexandre Gabriel Roza                | No elegible                     | Murilo Gyselle              | Gyselle                      | Nominada                        | Expulsada (Día 68)                  | Expulsada (Día 68)                                         | Expulsada (Día 68)                                  | Expulsada (Día 68)                        |
|                             | Murilo                      | No estaba en la casa                                                        | No estaba en la casa                                                | | Inmune |                             | Salvado                     | | Nominado | | Nominado | | Nominado | | Nominado | | Salvado | Natália Thiago Servo               | Erick Stephanie Gomes                | Erick Gyselle                   | Bruno Tálamo Ana Paula            | Natália Thiago Servo                   | No elegible                       | Alexandre Sandra                      | No elegible                     | Dueño                       | Ricardo Gyselle              | Expulsado (Día 67)              | Expulsado (Día 67)                  | Expulsado (Día 67)                                         | Expulsado (Día 67)                                  | Expulsado (Día 67)                        |
|                             | Victoria                    | Nominada                                                                    | Nominada                                                            | Estaba en el hotel | Estaba en el hotel | Estaba en el hotel          | Estaba en el hotel          | Estaba en el hotel | Estaba en el hotel | Estaba en el hotel | Estaba en el hotel | Estaba en el hotel | Estaba en el hotel | Estaba en el hotel | Estaba en el hotel | Estaba en el hotel | Estaba en el hotel | Sandra Thiago Servo                | Erick Gyselle                        | Erick Gyselle                   | Bruno Tálamo Ana Paula            | Natália Thiago Servo                   | No elegible                       | Dueña                                 | Dueña                           | Dueña                       | Expulsada (Día 61)           | Expulsada (Día 61)              | Expulsada (Día 61)                  | Expulsada (Día 61)                                         | Expulsada (Día 61)                                  | Expulsada (Día 61)                        |
|                             | Janielly                    | No estaba en la casa                                                        | No estaba en la casa                                                | | Nominada |                             | Salvada                     | | Nominada | | Inmune | | Inmune | | No elegible | | Nominada | Natália Erick                      | Thiago Servo Stephanie Gomes         | Erick Daniel                    | Alexandre Ana Paula               | Dueña                                  | Dueña                             | Alexandre Gabriel Roza                | Nominada                        | Expulsada (Día 54)          | Expulsada (Día 54)           | Expulsada (Día 54)              | Expulsada (Día 54)                  | Expulsada (Día 54)                                         | Expulsada (Día 54)                                  | Expulsada (Día 54)                        |
|                             | Medrado                     | No estaba en la casa                                                        | No estaba en la casa                                                | | Inmune |                             | Salvada                     | | Inmune | | Nominada | | Nominada | | No elegible | | Nominada | Sandra Thiago Servo                | Erick Bruno Tálamo                   | Erick Bruno Tálamo              | Bruno Tálamo Ana Paula            | Natália Gyselle                        | No elegible                       | Alexandre Gabriel Roza                | Expulsada (Día 53)              | Expulsada (Día 53)          | Expulsada (Día 53)           | Expulsada (Día 53)              | Expulsada (Día 53)                  | Expulsada (Día 53)                                         | Expulsada (Día 53)                                  | Expulsada (Día 53)                        |
|                             | Bruno Tálamo                | Nominado                                                                    | Nominado                                                            | Estaba en el hotel | Estaba en el hotel | Estaba en el hotel          | Estaba en el hotel          | Estaba en el hotel | Estaba en el hotel | Estaba en el hotel | Estaba en el hotel | Estaba en el hotel | Estaba en el hotel | Estaba en el hotel | Estaba en el hotel | Estaba en el hotel | Estaba en el hotel | Natália Gyselle                    | Thiago Servo Stephanie Gomes         | Ricardo Medrado                 | Dueño                             | Natália Alexandre Murilo               | Nominado                          | Expulsado (Día 47)                    | Expulsado (Día 47)              | Expulsado (Día 47)          | Expulsado (Día 47)           | Expulsado (Día 47)              | Expulsado (Día 47)                  | Expulsado (Día 47)                                         | Expulsado (Día 47)                                  | Expulsado (Día 47)                        |
|                             | Ana Paula                   | Nominada                                                                    | Nominada                                                            | Estaba en el hotel | Estaba en el hotel | Estaba en el hotel          | Estaba en el hotel          | Estaba en el hotel | Estaba en el hotel | Estaba en el hotel | Estaba en el hotel | Estaba en el hotel | Estaba en el hotel | Estaba en el hotel | Estaba en el hotel | Estaba en el hotel | Estaba en el hotel | Tiago Dionisio                     | Erick Alexandre                      | Erick Gyselle                   | Alexandre Ricardo                 | Janielly Alexandre (x2)                | Expulsada (Día 46)                | Expulsada (Día 46)                    | Expulsada (Día 46)              | Expulsada (Día 46)          | Expulsada (Día 46)           | Expulsada (Día 46)              | Expulsada (Día 46)                  | Expulsada (Día 46)                                         | Expulsada (Día 46)                                  | Expulsada (Día 46)                        |
|                             | Tiago Dionisio              | No estaba en la casa                                                        | No estaba en la casa                                                | | Inmune |                             | Salvado                     | | Nominado | | Nominado | | Nominado | | No elegible | | Nominado | Natália Erick                      | Erick Stephanie Gomes                | Erick Gyselle                   | Bruno Tálamo Ricardo              | Expulsado (Día 40)                     | Expulsado (Día 40)                | Expulsado (Día 40)                    | Expulsado (Día 40)              | Expulsado (Día 40)          | Expulsado (Día 40)           | Expulsado (Día 40)              | Expulsado (Día 40)                  | Expulsado (Día 40)                                         | Expulsado (Día 40)                                  | Expulsado (Día 40)                        |
|                             | Faby                        | Nominada                                                                    | Nominada                                                            | Estaba en el hotel | Estaba en el hotel | Estaba en el hotel          | Estaba en el hotel          | Estaba en el hotel | Estaba en el hotel | Estaba en el hotel | Estaba en el hotel | Estaba en el hotel | Estaba en el hotel | Estaba en el hotel | Estaba en el hotel | Estaba en el hotel | Estaba en el hotel | Gyselle                            | Erick Bruno Tálamo                   | Erick Thiago Servo              | Abandona (Día 34)                 | Abandona (Día 34)                      | Abandona (Día 34)                 | Abandona (Día 34)                     | Abandona (Día 34)               | Abandona (Día 34)           | Abandona (Día 34)            | Abandona (Día 34)               | Abandona (Día 34)                   | Abandona (Día 34)                                          | Abandona (Día 34)                                   | Abandona (Día 34)                         |
|                             | Erick                       | No estaba en la casa                                                        | No estaba en la casa                                                | | Inmune |                             | Salvado                     | | Nominado | | Inmune | | Nominado | | No elegible | | Nominado | Murilo                             | Dueño                                | Dueño                           | Expulsado (Día 33)                | Expulsado (Día 33)                     | Expulsado (Día 33)                | Expulsado (Día 33)                    | Expulsado (Día 33)              | Expulsado (Día 33)          | Expulsado (Día 33)           | Expulsado (Día 33)              | Expulsado (Día 33)                  | Expulsado (Día 33)                                         | Expulsado (Día 33)                                  | Expulsado (Día 33)                        |
|                             | Stephanie Gomes             | Nominada                                                                    | Nominada                                                            | Estaba en el hotel | Estaba en el hotel | Estaba en el hotel          | Estaba en el hotel          | Estaba en el hotel | Estaba en el hotel | Estaba en el hotel | Estaba en el hotel | Estaba en el hotel | Estaba en el hotel | Estaba en el hotel | Estaba en el hotel | Estaba en el hotel | Estaba en el hotel | Sandra Gyselle                     | Erick Bruno Tálamo                   | Expulsada (Día 26)              | Expulsada (Día 26)                | Expulsada (Día 26)                     | Expulsada (Día 26)                | Expulsada (Día 26)                    | Expulsada (Día 26)              | Expulsada (Día 26)          | Expulsada (Día 26)           | Expulsada (Día 26)              | Expulsada (Día 26)                  | Expulsada (Día 26)                                         | Expulsada (Día 26)                                  | Expulsada (Día 26)                        |
|                             | Bruno Camargo               | Nominado                                                                    | Nominado                                                            | Estaba en el hotel | Estaba en el hotel | Estaba en el hotel          | Estaba en el hotel          | Estaba en el hotel | Estaba en el hotel | Estaba en el hotel | Estaba en el hotel | Estaba en el hotel | Estaba en el hotel | Estaba en el hotel | Estaba en el hotel | Estaba en el hotel | Estaba en el hotel | Natália Thiago Servo               | Expulsado (Día 19)                   | Expulsado (Día 19)              | Expulsado (Día 19)                | Expulsado (Día 19)                     | Expulsado (Día 19)                | Expulsado (Día 19)                    | Expulsado (Día 19)              | Expulsado (Día 19)          | Expulsado (Día 19)           | Expulsado (Día 19)              | Expulsado (Día 19)                  | Expulsado (Día 19)                                         | Expulsado (Día 19)                                  | Expulsado (Día 19)                        |
|                             | Dicesar                     | No estaba en la casa                                                        | No estaba en la casa                                                | | Inmune |                             | Salvado                     | | Inmune | | Inmune | | Nominado | | Dueño | | Nominado | Expulsado (Día 12)                 | Expulsado (Día 12)                   | Expulsado (Día 12)              | Expulsado (Día 12)                | Expulsado (Día 12)                     | Expulsado (Día 12)                | Expulsado (Día 12)                    | Expulsado (Día 12)              | Expulsado (Día 12)          | Expulsado (Día 12)           | Expulsado (Día 12)              | Expulsado (Día 12)                  | Expulsado (Día 12)                                         | Expulsado (Día 12)                                  | Expulsado (Día 12)                        |
|                             | Camilla                     | No estaba en la casa                                                        | No estaba en la casa                                                | | Nominada |                             | Salvada                     | | Inmune | | Nominada | | Nominada | | No elegible | | Nominada | Expulsada (Día 12)                 | Expulsada (Día 12)                   | Expulsada (Día 12)              | Expulsada (Día 12)                | Expulsada (Día 12)                     | Expulsada (Día 12)                | Expulsada (Día 12)                    | Expulsada (Día 12)              | Expulsada (Día 12)          | Expulsada (Día 12)           | Expulsada (Día 12)              | Expulsada (Día 12)                  | Expulsada (Día 12)                                         | Expulsada (Día 12)                                  | Expulsada (Día 12)                        |
|                             | Antônio                     | No estaba en la casa                                                        | No estaba en la casa                                                | | Nominado |                             | Salvado                     | | Nominado | | Nominado | | Inmune | | No elegible | | Nominado | Expulsado (Día 12)                 | Expulsado (Día 12)                   | Expulsado (Día 12)              | Expulsado (Día 12)                | Expulsado (Día 12)                     | Expulsado (Día 12)                | Expulsado (Día 12)                    | Expulsado (Día 12)              | Expulsado (Día 12)          | Expulsado (Día 12)           | Expulsado (Día 12)              | Expulsado (Día 12)                  | Expulsado (Día 12)                                         | Expulsado (Día 12)                                  | Expulsado (Día 12)                        |
|                             | Glauco                      | Nominado                                                                    | Nominado                                                            | | Dueño |                             | Nominado                    | | Salvado | | Dueño | | Dueño | | No elegible | | Nominado | Expulsado (Día 12)                 | Expulsado (Día 12)                   | Expulsado (Día 12)              | Expulsado (Día 12)                | Expulsado (Día 12)                     | Expulsado (Día 12)                | Expulsado (Día 12)                    | Expulsado (Día 12)              | Expulsado (Día 12)          | Expulsado (Día 12)           | Expulsado (Día 12)              | Expulsado (Día 12)                  | Expulsado (Día 12)                                         | Expulsado (Día 12)                                  | Expulsado (Día 12)                        |
|                             | Niick                       | No estaba en la casa                                                        | No estaba en la casa                                                | | Inmune |                             | Salvada                     | | Inmune | | Nominada | | Nominada | | No elegible | | Nominada | Expulsada (Día 12)                 | Expulsada (Día 12)                   | Expulsada (Día 12)              | Expulsada (Día 12)                | Expulsada (Día 12)                     | Expulsada (Día 12)                | Expulsada (Día 12)                    | Expulsada (Día 12)              | Expulsada (Día 12)          | Expulsada (Día 12)           | Expulsada (Día 12)              | Expulsada (Día 12)                  | Expulsada (Día 12)                                         | Expulsada (Día 12)                                  | Expulsada (Día 12)                        |
|                             | Lary                        | No estaba en la casa                                                        | No estaba en la casa                                                | | Inmune |                             | Salvada                     | | Inmune | | Inmune | | Nominada | | No elegible | | Nominada | Expulsada (Día 12)                 | Expulsada (Día 12)                   | Expulsada (Día 12)              | Expulsada (Día 12)                | Expulsada (Día 12)                     | Expulsada (Día 12)                | Expulsada (Día 12)                    | Expulsada (Día 12)              | Expulsada (Día 12)          | Expulsada (Día 12)           | Expulsada (Día 12)              | Expulsada (Día 12)                  | Expulsada (Día 12)                                         | Expulsada (Día 12)                                  | Expulsada (Día 12)                        |
|                             | Davi                        | No estaba en la casa                                                        | No estaba en la casa                                                | | Nominado |                             | Salvado                     | | Nominado | | Nominado | | Inmune | | No elegible | | Nominado | Expulsado (Día 12)                 | Expulsado (Día 12)                   | Expulsado (Día 12)              | Expulsado (Día 12)                | Expulsado (Día 12)                     | Expulsado (Día 12)                | Expulsado (Día 12)                    | Expulsado (Día 12)              | Expulsado (Día 12)          | Expulsado (Día 12)           | Expulsado (Día 12)              | Expulsado (Día 12)                  | Expulsado (Día 12)                                         | Expulsado (Día 12)                                  | Expulsado (Día 12)                        |
|                             | Kelly                       | Nominada                                                                    | Nominada                                                            | | Dueña |                             | Dueña                       | | Dueña | | Dueña | | Dueña | | No elegible | | Nominada | Expulsada (Día 12)                 | Expulsada (Día 12)                   | Expulsada (Día 12)              | Expulsada (Día 12)                | Expulsada (Día 12)                     | Expulsada (Día 12)                | Expulsada (Día 12)                    | Expulsada (Día 12)              | Expulsada (Día 12)          | Expulsada (Día 12)           | Expulsada (Día 12)              | Expulsada (Día 12)                  | Expulsada (Día 12)                                         | Expulsada (Día 12)                                  | Expulsada (Día 12)                        |
|                             | Layssa                      | No estaba en la casa                                                        | No estaba en la casa                                                | | Inmune |                             | Salvada                     | | Nominada | | Inmune | | Inmune | | No elegible | | Nominada | Expulsada (Día 12)                 | Expulsada (Día 12)                   | Expulsada (Día 12)              | Expulsada (Día 12)                | Expulsada (Día 12)                     | Expulsada (Día 12)                | Expulsada (Día 12)                    | Expulsada (Día 12)              | Expulsada (Día 12)          | Expulsada (Día 12)           | Expulsada (Día 12)              | Expulsada (Día 12)                  | Expulsada (Día 12)                                         | Expulsada (Día 12)                                  | Expulsada (Día 12)                        |
|                             | Hulk                        | No estaba en la casa                                                        | No estaba en la casa                                                | | Inmune |                             | Salvado                     | | Inmune | | Inmune | | Inmune | | No elegible | | Nominado | Expulsado (Día 12)                 | Expulsado (Día 12)                   | Expulsado (Día 12)              | Expulsado (Día 12)                | Expulsado (Día 12)                     | Expulsado (Día 12)                | Expulsado (Día 12)                    | Expulsado (Día 12)              | Expulsado (Día 12)          | Expulsado (Día 12)           | Expulsado (Día 12)              | Expulsado (Día 12)                  | Expulsado (Día 12)                                         | Expulsado (Día 12)                                  | Expulsado (Día 12)                        |
|                             | Rayana                      | No estaba en la casa                                                        | No estaba en la casa                                                | | Nominada |                             | Salvada                     | | Nominada | | Inmune | | Nominada | Expulsada (Día 10) | Expulsada (Día 10) | Expulsada (Día 10) | Expulsada (Día 10) | Expulsada (Día 10)                 | Expulsada (Día 10)                   | Expulsada (Día 10)              | Expulsada (Día 10)                | Expulsada (Día 10)                     | Expulsada (Día 10)                | Expulsada (Día 10)                    | Expulsada (Día 10)              | Expulsada (Día 10)          | Expulsada (Día 10)           | Expulsada (Día 10)              | Expulsada (Día 10)                  | Expulsada (Día 10)                                         | Expulsada (Día 10)                                  | Expulsada (Día 10)                        |
|                             | MC M10                      | Nominado                                                                    | Nominado                                                            | | Inmune |                             | Salvado                     | | Nominado | | Inmune | | Nominado | Expulsado (Día 10) | Expulsado (Día 10) | Expulsado (Día 10) | Expulsado (Día 10) | Expulsado (Día 10)                 | Expulsado (Día 10)                   | Expulsado (Día 10)              | Expulsado (Día 10)                | Expulsado (Día 10)                     | Expulsado (Día 10)                | Expulsado (Día 10)                    | Expulsado (Día 10)              | Expulsado (Día 10)          | Expulsado (Día 10)           | Expulsado (Día 10)              | Expulsado (Día 10)                  | Expulsado (Día 10)                                         | Expulsado (Día 10)                                  | Expulsado (Día 10)                        |
|                             | Vic                         | No estaba en la casa                                                        | No estaba en la casa                                                | | Inmune |                             | Salvada                     | | Inmune | | Inmune | | Nominada | Expulsada (Día 10) | Expulsada (Día 10) | Expulsada (Día 10) | Expulsada (Día 10) | Expulsada (Día 10)                 | Expulsada (Día 10)                   | Expulsada (Día 10)              | Expulsada (Día 10)                | Expulsada (Día 10)                     | Expulsada (Día 10)                | Expulsada (Día 10)                    | Expulsada (Día 10)              | Expulsada (Día 10)          | Expulsada (Día 10)           | Expulsada (Día 10)              | Expulsada (Día 10)                  | Expulsada (Día 10)                                         | Expulsada (Día 10)                                  | Expulsada (Día 10)                        |
|                             | Érika                       | Nominada                                                                    | Nominada                                                            | | Inmune |                             | Salvada                     | | Inmune | | Inmune | | Nominada | Expulsada (Día 10) | Expulsada (Día 10) | Expulsada (Día 10) | Expulsada (Día 10) | Expulsada (Día 10)                 | Expulsada (Día 10)                   | Expulsada (Día 10)              | Expulsada (Día 10)                | Expulsada (Día 10)                     | Expulsada (Día 10)                | Expulsada (Día 10)                    | Expulsada (Día 10)              | Expulsada (Día 10)          | Expulsada (Día 10)           | Expulsada (Día 10)              | Expulsada (Día 10)                  | Expulsada (Día 10)                                         | Expulsada (Día 10)                                  | Expulsada (Día 10)                        |
|                             | Gus                         | No estaba en la casa                                                        | No estaba en la casa                                                | | Inmune |                             | Salvado                     | | Nominado | | Inmune | | Nominado | Expulsado (Día 10) | Expulsado (Día 10) | Expulsado (Día 10) | Expulsado (Día 10) | Expulsado (Día 10)                 | Expulsado (Día 10)                   | Expulsado (Día 10)              | Expulsado (Día 10)                | Expulsado (Día 10)                     | Expulsado (Día 10)                | Expulsado (Día 10)                    | Expulsado (Día 10)              | Expulsado (Día 10)          | Expulsado (Día 10)           | Expulsado (Día 10)              | Expulsado (Día 10)                  | Expulsado (Día 10)                                         | Expulsado (Día 10)                                  | Expulsado (Día 10)                        |
|                             | Blade                       | No estaba en la casa                                                        | No estaba en la casa                                                | | Nominado |                             | Salvado                     | | Nominado | | Inmune | | Nominado | Expulsado (Día 10) | Expulsado (Día 10) | Expulsado (Día 10) | Expulsado (Día 10) | Expulsado (Día 10)                 | Expulsado (Día 10)                   | Expulsado (Día 10)              | Expulsado (Día 10)                | Expulsado (Día 10)                     | Expulsado (Día 10)                | Expulsado (Día 10)                    | Expulsado (Día 10)              | Expulsado (Día 10)          | Expulsado (Día 10)           | Expulsado (Día 10)              | Expulsado (Día 10)                  | Expulsado (Día 10)                                         | Expulsado (Día 10)                                  | Expulsado (Día 10)                        |
|                             | Cleyton                     | No estaba en la casa                                                        | No estaba en la casa                                                | | Nominado |                             | Salvado                     | | Nominado | | Nominado | | Nominado | Expulsado (Día 10) | Expulsado (Día 10) | Expulsado (Día 10) | Expulsado (Día 10) | Expulsado (Día 10)                 | Expulsado (Día 10)                   | Expulsado (Día 10)              | Expulsado (Día 10)                | Expulsado (Día 10)                     | Expulsado (Día 10)                | Expulsado (Día 10)                    | Expulsado (Día 10)              | Expulsado (Día 10)          | Expulsado (Día 10)           | Expulsado (Día 10)              | Expulsado (Día 10)                  | Expulsado (Día 10)                                         | Expulsado (Día 10)                                  | Expulsado (Día 10)                        |
|                             | Tati                        | No estaba en la casa                                                        | No estaba en la casa                                                | | Nominada |                             | Salvada                     | | Nominada | | Inmune | | Nominada | Expulsada (Día 10) | Expulsada (Día 10) | Expulsada (Día 10) | Expulsada (Día 10) | Expulsada (Día 10)                 | Expulsada (Día 10)                   | Expulsada (Día 10)              | Expulsada (Día 10)                | Expulsada (Día 10)                     | Expulsada (Día 10)                | Expulsada (Día 10)                    | Expulsada (Día 10)              | Expulsada (Día 10)          | Expulsada (Día 10)           | Expulsada (Día 10)              | Expulsada (Día 10)                  | Expulsada (Día 10)                                         | Expulsada (Día 10)                                  | Expulsada (Día 10)                        |
|                             | Day                         | No estaba en la casa                                                        | No estaba en la casa                                                | | Inmune |                             | Salvada                     | | Nominada | | Inmune | | Nominada | Expulsada (Día 10) | Expulsada (Día 10) | Expulsada (Día 10) | Expulsada (Día 10) | Expulsada (Día 10)                 | Expulsada (Día 10)                   | Expulsada (Día 10)              | Expulsada (Día 10)                | Expulsada (Día 10)                     | Expulsada (Día 10)                | Expulsada (Día 10)                    | Expulsada (Día 10)              | Expulsada (Día 10)          | Expulsada (Día 10)           | Expulsada (Día 10)              | Expulsada (Día 10)                  | Expulsada (Día 10)                                         | Expulsada (Día 10)                                  | Expulsada (Día 10)                        |
|                             | Carolina                    | Nominada                                                                    | Nominada                                                            | | Inmune |                             | Salvada                     | | Inmune | | Nominada | Expulsada (Día 8) | Expulsada (Día 8) | Expulsada (Día 8) | Expulsada (Día 8) | Expulsada (Día 8) | Expulsada (Día 8) | Expulsada (Día 8)                  | Expulsada (Día 8)                    | Expulsada (Día 8)               | Expulsada (Día 8)                 | Expulsada (Día 8)                      | Expulsada (Día 8)                 | Expulsada (Día 8)                     | Expulsada (Día 8)               | Expulsada (Día 8)           | Expulsada (Día 8)            | Expulsada (Día 8)               | Expulsada (Día 8)                   | Expulsada (Día 8)                                          | Expulsada (Día 8)                                   | Expulsada (Día 8)                         |
|                             | Maria                       | No estaba en la casa                                                        | No estaba en la casa                                                | | Nominada |                             | Salvada                     | | Nominada | | Nominada | Expulsada (Día 8) | Expulsada (Día 8) | Expulsada (Día 8) | Expulsada (Día 8) | Expulsada (Día 8) | Expulsada (Día 8) | Expulsada (Día 8)                  | Expulsada (Día 8)                    | Expulsada (Día 8)               | Expulsada (Día 8)                 | Expulsada (Día 8)                      | Expulsada (Día 8)                 | Expulsada (Día 8)                     | Expulsada (Día 8)               | Expulsada (Día 8)           | Expulsada (Día 8)            | Expulsada (Día 8)               | Expulsada (Día 8)                   | Expulsada (Día 8)                                          | Expulsada (Día 8)                                   | Expulsada (Día 8)                         |
|                             | Oliver                      | No estaba en la casa                                                        | No estaba en la casa                                                | | Nominado |                             | Salvado                     | | Nominado | | Nominado | Expulsado (Día 8) | Expulsado (Día 8) | Expulsado (Día 8) | Expulsado (Día 8) | Expulsado (Día 8) | Expulsado (Día 8) | Expulsado (Día 8)                  | Expulsado (Día 8)                    | Expulsado (Día 8)               | Expulsado (Día 8)                 | Expulsado (Día 8)                      | Expulsado (Día 8)                 | Expulsado (Día 8)                     | Expulsado (Día 8)               | Expulsado (Día 8)           | Expulsado (Día 8)            | Expulsado (Día 8)               | Expulsado (Día 8)                   | Expulsado (Día 8)                                          | Expulsado (Día 8)                                   | Expulsado (Día 8)                         |
|                             | Igor                        | No estaba en la casa                                                        | No estaba en la casa                                                | | Inmune |                             | Salvado                     | | Nominado | | Nominado | Expulsado (Día 8) | Expulsado (Día 8) | Expulsado (Día 8) | Expulsado (Día 8) | Expulsado (Día 8) | Expulsado (Día 8) | Expulsado (Día 8)                  | Expulsado (Día 8)                    | Expulsado (Día 8)               | Expulsado (Día 8)                 | Expulsado (Día 8)                      | Expulsado (Día 8)                 | Expulsado (Día 8)                     | Expulsado (Día 8)               | Expulsado (Día 8)           | Expulsado (Día 8)            | Expulsado (Día 8)               | Expulsado (Día 8)                   | Expulsado (Día 8)                                          | Expulsado (Día 8)                                   | Expulsado (Día 8)                         |
|                             | Stéphanie Souza             | No estaba en la casa                                                        | No estaba en la casa                                                | | Nominada |                             | Salvada                     | | Nominada | | Nominada | Expulsada (Día 8) | Expulsada (Día 8) | Expulsada (Día 8) | Expulsada (Día 8) | Expulsada (Día 8) | Expulsada (Día 8) | Expulsada (Día 8)                  | Expulsada (Día 8)                    | Expulsada (Día 8)               | Expulsada (Día 8)                 | Expulsada (Día 8)                      | Expulsada (Día 8)                 | Expulsada (Día 8)                     | Expulsada (Día 8)               | Expulsada (Día 8)           | Expulsada (Día 8)            | Expulsada (Día 8)               | Expulsada (Día 8)                   | Expulsada (Día 8)                                          | Expulsada (Día 8)                                   | Expulsada (Día 8)                         |
|                             | Fagner                      | No estaba en la casa                                                        | No estaba en la casa                                                | | Nominado |                             | Salvado                     | | Nominado | | Nominado | Expulsado (Día 8) | Expulsado (Día 8) | Expulsado (Día 8) | Expulsado (Día 8) | Expulsado (Día 8) | Expulsado (Día 8) | Expulsado (Día 8)                  | Expulsado (Día 8)                    | Expulsado (Día 8)               | Expulsado (Día 8)                 | Expulsado (Día 8)                      | Expulsado (Día 8)                 | Expulsado (Día 8)                     | Expulsado (Día 8)               | Expulsado (Día 8)           | Expulsado (Día 8)            | Expulsado (Día 8)               | Expulsado (Día 8)                   | Expulsado (Día 8)                                          | Expulsado (Día 8)                                   | Expulsado (Día 8)                         |
|                             | Monsueto                    | No estaba en la casa                                                        | No estaba en la casa                                                | | Inmune |                             | Salvado                     | | Nominado | | Nominado | Expulsado (Día 8) | Expulsado (Día 8) | Expulsado (Día 8) | Expulsado (Día 8) | Expulsado (Día 8) | Expulsado (Día 8) | Expulsado (Día 8)                  | Expulsado (Día 8)                    | Expulsado (Día 8)               | Expulsado (Día 8)                 | Expulsado (Día 8)                      | Expulsado (Día 8)                 | Expulsado (Día 8)                     | Expulsado (Día 8)               | Expulsado (Día 8)           | Expulsado (Día 8)            | Expulsado (Día 8)               | Expulsado (Día 8)                   | Expulsado (Día 8)                                          | Expulsado (Día 8)                                   | Expulsado (Día 8)                         |
|                             | Ronaldo                     | No estaba en la casa                                                        | No estaba en la casa                                                | | Inmune |                             | Nominado                    | | Salvado | | Nominado | Expulsado (Día 8) | Expulsado (Día 8) | Expulsado (Día 8) | Expulsado (Día 8) | Expulsado (Día 8) | Expulsado (Día 8) | Expulsado (Día 8)                  | Expulsado (Día 8)                    | Expulsado (Día 8)               | Expulsado (Día 8)                 | Expulsado (Día 8)                      | Expulsado (Día 8)                 | Expulsado (Día 8)                     | Expulsado (Día 8)               | Expulsado (Día 8)           | Expulsado (Día 8)            | Expulsado (Día 8)               | Expulsado (Día 8)                   | Expulsado (Día 8)                                          | Expulsado (Día 8)                                   | Expulsado (Día 8)                         |
|                             | Mirian                      | No estaba en la casa                                                        | No estaba en la casa                                                | | Inmune |                             | Salvada                     | | Inmune | | Nominada | Expulsada (Día 8) | Expulsada (Día 8) | Expulsada (Día 8) | Expulsada (Día 8) | Expulsada (Día 8) | Expulsada (Día 8) | Expulsada (Día 8)                  | Expulsada (Día 8)                    | Expulsada (Día 8)               | Expulsada (Día 8)                 | Expulsada (Día 8)                      | Expulsada (Día 8)                 | Expulsada (Día 8)                     | Expulsada (Día 8)               | Expulsada (Día 8)           | Expulsada (Día 8)            | Expulsada (Día 8)               | Expulsada (Día 8)                   | Expulsada (Día 8)                                          | Expulsada (Día 8)                                   | Expulsada (Día 8)                         |
|                             | Jaqueline Moderna           | No estaba en la casa                                                        | No estaba en la casa                                                | | Inmune |                             | Salvada                     | | Inmune | | Nominada | Expulsada (Día 8) | Expulsada (Día 8) | Expulsada (Día 8) | Expulsada (Día 8) | Expulsada (Día 8) | Expulsada (Día 8) | Expulsada (Día 8)                  | Expulsada (Día 8)                    | Expulsada (Día 8)               | Expulsada (Día 8)                 | Expulsada (Día 8)                      | Expulsada (Día 8)                 | Expulsada (Día 8)                     | Expulsada (Día 8)               | Expulsada (Día 8)           | Expulsada (Día 8)            | Expulsada (Día 8)               | Expulsada (Día 8)                   | Expulsada (Día 8)                                          | Expulsada (Día 8)                                   | Expulsada (Día 8)                         |
|                             | Tácito                      | No estaba en la casa                                                        | No estaba en la casa                                                | | Inmune |                             | Salvado                     | | Nominado | Expulsado (Día 6) | Expulsado (Día 6) | Expulsado (Día 6) | Expulsado (Día 6) | Expulsado (Día 6) | Expulsado (Día 6) | Expulsado (Día 6) | Expulsado (Día 6) | Expulsado (Día 6)                  | Expulsado (Día 6)                    | Expulsado (Día 6)               | Expulsado (Día 6)                 | Expulsado (Día 6)                      | Expulsado (Día 6)                 | Expulsado (Día 6)                     | Expulsado (Día 6)               | Expulsado (Día 6)           | Expulsado (Día 6)            | Expulsado (Día 6)               | Expulsado (Día 6)                   | Expulsado (Día 6)                                          | Expulsado (Día 6)                                   | Expulsado (Día 6)                         |
|                             | Aícha                       | No estaba en la casa                                                        | No estaba en la casa                                                | | Inmune |                             | Salvada                     | | Nominada | Expulsada (Día 6) | Expulsada (Día 6) | Expulsada (Día 6) | Expulsada (Día 6) | Expulsada (Día 6) | Expulsada (Día 6) | Expulsada (Día 6) | Expulsada (Día 6) | Expulsada (Día 6)                  | Expulsada (Día 6)                    | Expulsada (Día 6)               | Expulsada (Día 6)                 | Expulsada (Día 6)                      | Expulsada (Día 6)                 | Expulsada (Día 6)                     | Expulsada (Día 6)               | Expulsada (Día 6)           | Expulsada (Día 6)            | Expulsada (Día 6)               | Expulsada (Día 6)                   | Expulsada (Día 6)                                          | Expulsada (Día 6)                                   | Expulsada (Día 6)                         |
|                             | Babi                        | No estaba en la casa                                                        | No estaba en la casa                                                | | Inmune |                             | Salvada                     | | Nominada | Expulsada (Día 6) | Expulsada (Día 6) | Expulsada (Día 6) | Expulsada (Día 6) | Expulsada (Día 6) | Expulsada (Día 6) | Expulsada (Día 6) | Expulsada (Día 6) | Expulsada (Día 6)                  | Expulsada (Día 6)                    | Expulsada (Día 6)               | Expulsada (Día 6)                 | Expulsada (Día 6)                      | Expulsada (Día 6)                 | Expulsada (Día 6)                     | Expulsada (Día 6)               | Expulsada (Día 6)           | Expulsada (Día 6)            | Expulsada (Día 6)               | Expulsada (Día 6)                   | Expulsada (Día 6)                                          | Expulsada (Día 6)                                   | Expulsada (Día 6)                         |
|                             | Hagda                       | No estaba en la casa                                                        | No estaba en la casa                                                | | Inmune |                             | Salvada                     | | Nominada | Expulsada (Día 6) | Expulsada (Día 6) | Expulsada (Día 6) | Expulsada (Día 6) | Expulsada (Día 6) | Expulsada (Día 6) | Expulsada (Día 6) | Expulsada (Día 6) | Expulsada (Día 6)                  | Expulsada (Día 6)                    | Expulsada (Día 6)               | Expulsada (Día 6)                 | Expulsada (Día 6)                      | Expulsada (Día 6)                 | Expulsada (Día 6)                     | Expulsada (Día 6)               | Expulsada (Día 6)           | Expulsada (Día 6)            | Expulsada (Día 6)               | Expulsada (Día 6)                   | Expulsada (Día 6)                                          | Expulsada (Día 6)                                   | Expulsada (Día 6)                         |
|                             | Nathan                      | No estaba en la casa                                                        | No estaba en la casa                                                | | Inmune |                             | Salvado                     | | Nominado | Expulsado (Día 6) | Expulsado (Día 6) | Expulsado (Día 6) | Expulsado (Día 6) | Expulsado (Día 6) | Expulsado (Día 6) | Expulsado (Día 6) | Expulsado (Día 6) | Expulsado (Día 6)                  | Expulsado (Día 6)                    | Expulsado (Día 6)               | Expulsado (Día 6)                 | Expulsado (Día 6)                      | Expulsado (Día 6)                 | Expulsado (Día 6)                     | Expulsado (Día 6)               | Expulsado (Día 6)           | Expulsado (Día 6)            | Expulsado (Día 6)               | Expulsado (Día 6)                   | Expulsado (Día 6)                                          | Expulsado (Día 6)                                   | Expulsado (Día 6)                         |
|                             | Jhon                        | No estaba en la casa                                                        | No estaba en la casa                                                | | Inmune |                             | Salvado                     | | Nominado | Expulsado (Día 6) | Expulsado (Día 6) | Expulsado (Día 6) | Expulsado (Día 6) | Expulsado (Día 6) | Expulsado (Día 6) | Expulsado (Día 6) | Expulsado (Día 6) | Expulsado (Día 6)                  | Expulsado (Día 6)                    | Expulsado (Día 6)               | Expulsado (Día 6)                 | Expulsado (Día 6)                      | Expulsado (Día 6)                 | Expulsado (Día 6)                     | Expulsado (Día 6)               | Expulsado (Día 6)           | Expulsado (Día 6)            | Expulsado (Día 6)               | Expulsado (Día 6)                   | Expulsado (Día 6)                                          | Expulsado (Día 6)                                   | Expulsado (Día 6)                         |
|                             | Rafa                        | No estaba en la casa                                                        | No estaba en la casa                                                | | Inmune |                             | Salvada                     | | Nominada | Expulsada (Día 6) | Expulsada (Día 6) | Expulsada (Día 6) | Expulsada (Día 6) | Expulsada (Día 6) | Expulsada (Día 6) | Expulsada (Día 6) | Expulsada (Día 6) | Expulsada (Día 6)                  | Expulsada (Día 6)                    | Expulsada (Día 6)               | Expulsada (Día 6)                 | Expulsada (Día 6)                      | Expulsada (Día 6)                 | Expulsada (Día 6)                     | Expulsada (Día 6)               | Expulsada (Día 6)           | Expulsada (Día 6)            | Expulsada (Día 6)               | Expulsada (Día 6)                   | Expulsada (Día 6)                                          | Expulsada (Día 6)                                   | Expulsada (Día 6)                         |
|                             | Francis                     | No estaba en la casa                                                        | No estaba en la casa                                                | | Inmune |                             | Salvado                     | | Nominado | Expulsado (Día 6) | Expulsado (Día 6) | Expulsado (Día 6) | Expulsado (Día 6) | Expulsado (Día 6) | Expulsado (Día 6) | Expulsado (Día 6) | Expulsado (Día 6) | Expulsado (Día 6)                  | Expulsado (Día 6)                    | Expulsado (Día 6)               | Expulsado (Día 6)                 | Expulsado (Día 6)                      | Expulsado (Día 6)                 | Expulsado (Día 6)                     | Expulsado (Día 6)               | Expulsado (Día 6)           | Expulsado (Día 6)            | Expulsado (Día 6)               | Expulsado (Día 6)                   | Expulsado (Día 6)                                          | Expulsado (Día 6)                                   | Expulsado (Día 6)                         |
|                             | Carol                       | No estaba en la casa                                                        | No estaba en la casa                                                | | Inmune |                             | Salvada                     | | Nominada | Expulsada (Día 6) | Expulsada (Día 6) | Expulsada (Día 6) | Expulsada (Día 6) | Expulsada (Día 6) | Expulsada (Día 6) | Expulsada (Día 6) | Expulsada (Día 6) | Expulsada (Día 6)                  | Expulsada (Día 6)                    | Expulsada (Día 6)               | Expulsada (Día 6)                 | Expulsada (Día 6)                      | Expulsada (Día 6)                 | Expulsada (Día 6)                     | Expulsada (Día 6)               | Expulsada (Día 6)           | Expulsada (Día 6)            | Expulsada (Día 6)               | Expulsada (Día 6)                   | Expulsada (Día 6)                                          | Expulsada (Día 6)                                   | Expulsada (Día 6)                         |
|                             | Lukinhas                    | No estaba en la casa                                                        | No estaba en la casa                                                | | Inmune |                             | Nominado                    | Expulsado (Día 6) | Expulsado (Día 6) | Expulsado (Día 6) | Expulsado (Día 6) | Expulsado (Día 6) | Expulsado (Día 6) | Expulsado (Día 6) | Expulsado (Día 6) | Expulsado (Día 6) | Expulsado (Día 6) | Expulsado (Día 6)                  | Expulsado (Día 6)                    | Expulsado (Día 6)               | Expulsado (Día 6)                 | Expulsado (Día 6)                      | Expulsado (Día 6)                 | Expulsado (Día 6)                     | Expulsado (Día 6)               | Expulsado (Día 6)           | Expulsado (Día 6)            | Expulsado (Día 6)               | Expulsado (Día 6)                   | Expulsado (Día 6)                                          | Expulsado (Día 6)                                   | Expulsado (Día 6)                         |
|                             | Elisa                       | No estaba en la casa                                                        | No estaba en la casa                                                | | Nominada | Retirada (Día 5)            | Retirada (Día 5)            | Retirada (Día 5) | Retirada (Día 5) | Retirada (Día 5) | Retirada (Día 5) | Retirada (Día 5) | Retirada (Día 5) | Retirada (Día 5) | Retirada (Día 5) | Retirada (Día 5) | Retirada (Día 5) | Retirada (Día 5)                   | Retirada (Día 5)                     | Retirada (Día 5)                | Retirada (Día 5)                  | Retirada (Día 5)                       | Retirada (Día 5)                  | Retirada (Día 5)                      | Retirada (Día 5)                | Retirada (Día 5)            | Retirada (Día 5)             | Retirada (Día 5)                | Retirada (Día 5)                    | Retirada (Día 5)                                           | Retirada (Día 5)                                    | Retirada (Día 5)                          |
|                             | Yanne                       | No estaba en la casa                                                        | No estaba en la casa                                                | | Nominada | Expulsada (Día 4)           | Expulsada (Día 4)           | Expulsada (Día 4) | Expulsada (Día 4) | Expulsada (Día 4) | Expulsada (Día 4) | Expulsada (Día 4) | Expulsada (Día 4) | Expulsada (Día 4) | Expulsada (Día 4) | Expulsada (Día 4) | Expulsada (Día 4) | Expulsada (Día 4)                  | Expulsada (Día 4)                    | Expulsada (Día 4)               | Expulsada (Día 4)                 | Expulsada (Día 4)                      | Expulsada (Día 4)                 | Expulsada (Día 4)                     | Expulsada (Día 4)               | Expulsada (Día 4)           | Expulsada (Día 4)            | Expulsada (Día 4)               | Expulsada (Día 4)                   | Expulsada (Día 4)                                          | Expulsada (Día 4)                                   | Expulsada (Día 4)                         |
|                             | Thayra                      | No estaba en la casa                                                        | No estaba en la casa                                                | | Nominada | Expulsada (Día 4)           | Expulsada (Día 4)           | Expulsada (Día 4) | Expulsada (Día 4) | Expulsada (Día 4) | Expulsada (Día 4) | Expulsada (Día 4) | Expulsada (Día 4) | Expulsada (Día 4) | Expulsada (Día 4) | Expulsada (Día 4) | Expulsada (Día 4) | Expulsada (Día 4)                  | Expulsada (Día 4)                    | Expulsada (Día 4)               | Expulsada (Día 4)                 | Expulsada (Día 4)                      | Expulsada (Día 4)                 | Expulsada (Día 4)                     | Expulsada (Día 4)               | Expulsada (Día 4)           | Expulsada (Día 4)            | Expulsada (Día 4)               | Expulsada (Día 4)                   | Expulsada (Día 4)                                          | Expulsada (Día 4)                                   | Expulsada (Día 4)                         |
|                             | Douglas                     | No estaba en la casa                                                        | No estaba en la casa                                                | | Nominado | Expulsado (Día 4)           | Expulsado (Día 4)           | Expulsado (Día 4) | Expulsado (Día 4) | Expulsado (Día 4) | Expulsado (Día 4) | Expulsado (Día 4) | Expulsado (Día 4) | Expulsado (Día 4) | Expulsado (Día 4) | Expulsado (Día 4) | Expulsado (Día 4) | Expulsado (Día 4)                  | Expulsado (Día 4)                    | Expulsado (Día 4)               | Expulsado (Día 4)                 | Expulsado (Día 4)                      | Expulsado (Día 4)                 | Expulsado (Día 4)                     | Expulsado (Día 4)               | Expulsado (Día 4)           | Expulsado (Día 4)            | Expulsado (Día 4)               | Expulsado (Día 4)                   | Expulsado (Día 4)                                          | Expulsado (Día 4)                                   | Expulsado (Día 4)                         |
|                             | Gui                         | No estaba en la casa                                                        | No estaba en la casa                                                | | Nominado | Expulsado (Día 4)           | Expulsado (Día 4)           | Expulsado (Día 4) | Expulsado (Día 4) | Expulsado (Día 4) | Expulsado (Día 4) | Expulsado (Día 4) | Expulsado (Día 4) | Expulsado (Día 4) | Expulsado (Día 4) | Expulsado (Día 4) | Expulsado (Día 4) | Expulsado (Día 4)                  | Expulsado (Día 4)                    | Expulsado (Día 4)               | Expulsado (Día 4)                 | Expulsado (Día 4)                      | Expulsado (Día 4)                 | Expulsado (Día 4)                     | Expulsado (Día 4)               | Expulsado (Día 4)           | Expulsado (Día 4)            | Expulsado (Día 4)               | Expulsado (Día 4)                   | Expulsado (Día 4)                                          | Expulsado (Día 4)                                   | Expulsado (Día 4)                         |
|                             | Artur                       | No estaba en la casa                                                        | No estaba en la casa                                                | | Nominado | Expulsado (Día 4)           | Expulsado (Día 4)           | Expulsado (Día 4) | Expulsado (Día 4) | Expulsado (Día 4) | Expulsado (Día 4) | Expulsado (Día 4) | Expulsado (Día 4) | Expulsado (Día 4) | Expulsado (Día 4) | Expulsado (Día 4) | Expulsado (Día 4) | Expulsado (Día 4)                  | Expulsado (Día 4)                    | Expulsado (Día 4)               | Expulsado (Día 4)                 | Expulsado (Día 4)                      | Expulsado (Día 4)                 | Expulsado (Día 4)                     | Expulsado (Día 4)               | Expulsado (Día 4)           | Expulsado (Día 4)            | Expulsado (Día 4)               | Expulsado (Día 4)                   | Expulsado (Día 4)                                          | Expulsado (Día 4)                                   | Expulsado (Día 4)                         |
|                             | Gabriel Siqueira            | No estaba en la casa                                                        | No estaba en la casa                                                | | Nominado | Expulsado (Día 4)           | Expulsado (Día 4)           | Expulsado (Día 4) | Expulsado (Día 4) | Expulsado (Día 4) | Expulsado (Día 4) | Expulsado (Día 4) | Expulsado (Día 4) | Expulsado (Día 4) | Expulsado (Día 4) | Expulsado (Día 4) | Expulsado (Día 4) | Expulsado (Día 4)                  | Expulsado (Día 4)                    | Expulsado (Día 4)               | Expulsado (Día 4)                 | Expulsado (Día 4)                      | Expulsado (Día 4)                 | Expulsado (Día 4)                     | Expulsado (Día 4)               | Expulsado (Día 4)           | Expulsado (Día 4)            | Expulsado (Día 4)               | Expulsado (Día 4)                   | Expulsado (Día 4)                                          | Expulsado (Día 4)                                   | Expulsado (Día 4)                         |
|                             | Kaline                      | No estaba en la casa                                                        | No estaba en la casa                                                | | Nominada | Expulsada (Día 4)           | Expulsada (Día 4)           | Expulsada (Día 4) | Expulsada (Día 4) | Expulsada (Día 4) | Expulsada (Día 4) | Expulsada (Día 4) | Expulsada (Día 4) | Expulsada (Día 4) | Expulsada (Día 4) | Expulsada (Día 4) | Expulsada (Día 4) | Expulsada (Día 4)                  | Expulsada (Día 4)                    | Expulsada (Día 4)               | Expulsada (Día 4)                 | Expulsada (Día 4)                      | Expulsada (Día 4)                 | Expulsada (Día 4)                     | Expulsada (Día 4)               | Expulsada (Día 4)           | Expulsada (Día 4)            | Expulsada (Día 4)               | Expulsada (Día 4)                   | Expulsada (Día 4)                                          | Expulsada (Día 4)                                   | Expulsada (Día 4)                         |
|                             | Will                        | No estaba en la casa                                                        | No estaba en la casa                                                | | Nominado | Expulsado (Día 4)           | Expulsado (Día 4)           | Expulsado (Día 4) | Expulsado (Día 4) | Expulsado (Día 4) | Expulsado (Día 4) | Expulsado (Día 4) | Expulsado (Día 4) | Expulsado (Día 4) | Expulsado (Día 4) | Expulsado (Día 4) | Expulsado (Día 4) | Expulsado (Día 4)                  | Expulsado (Día 4)                    | Expulsado (Día 4)               | Expulsado (Día 4)                 | Expulsado (Día 4)                      | Expulsado (Día 4)                 | Expulsado (Día 4)                     | Expulsado (Día 4)               | Expulsado (Día 4)           | Expulsado (Día 4)            | Expulsado (Día 4)               | Expulsado (Día 4)                   | Expulsado (Día 4)                                          | Expulsado (Día 4)                                   | Expulsado (Día 4)                         |
|                             | Leo                         | No estaba en la casa                                                        | No estaba en la casa                                                | | Nominado | Expulsado (Día 4)           | Expulsado (Día 4)           | Expulsado (Día 4) | Expulsado (Día 4) | Expulsado (Día 4) | Expulsado (Día 4) | Expulsado (Día 4) | Expulsado (Día 4) | Expulsado (Día 4) | Expulsado (Día 4) | Expulsado (Día 4) | Expulsado (Día 4) | Expulsado (Día 4)                  | Expulsado (Día 4)                    | Expulsado (Día 4)               | Expulsado (Día 4)                 | Expulsado (Día 4)                      | Expulsado (Día 4)                 | Expulsado (Día 4)                     | Expulsado (Día 4)               | Expulsado (Día 4)           | Expulsado (Día 4)            | Expulsado (Día 4)               | Expulsado (Día 4)                   | Expulsado (Día 4)                                          | Expulsado (Día 4)                                   | Expulsado (Día 4)                         |
|                             | Leandro                     | No estaba en la casa                                                        | No estaba en la casa                                                | | Nominado | Expulsado (Día 4)           | Expulsado (Día 4)           | Expulsado (Día 4) | Expulsado (Día 4) | Expulsado (Día 4) | Expulsado (Día 4) | Expulsado (Día 4) | Expulsado (Día 4) | Expulsado (Día 4) | Expulsado (Día 4) | Expulsado (Día 4) | Expulsado (Día 4) | Expulsado (Día 4)                  | Expulsado (Día 4)                    | Expulsado (Día 4)               | Expulsado (Día 4)                 | Expulsado (Día 4)                      | Expulsado (Día 4)                 | Expulsado (Día 4)                     | Expulsado (Día 4)               | Expulsado (Día 4)           | Expulsado (Día 4)            | Expulsado (Día 4)               | Expulsado (Día 4)                   | Expulsado (Día 4)                                          | Expulsado (Día 4)                                   | Expulsado (Día 4)                         |
|                             | MC Mello                    | No estaba en la casa                                                        | No estaba en la casa                                                | | Nominada | Expulsada (Día 4)           | Expulsada (Día 4)           | Expulsada (Día 4) | Expulsada (Día 4) | Expulsada (Día 4) | Expulsada (Día 4) | Expulsada (Día 4) | Expulsada (Día 4) | Expulsada (Día 4) | Expulsada (Día 4) | Expulsada (Día 4) | Expulsada (Día 4) | Expulsada (Día 4)                  | Expulsada (Día 4)                    | Expulsada (Día 4)               | Expulsada (Día 4)                 | Expulsada (Día 4)                      | Expulsada (Día 4)                 | Expulsada (Día 4)                     | Expulsada (Día 4)               | Expulsada (Día 4)           | Expulsada (Día 4)            | Expulsada (Día 4)               | Expulsada (Día 4)                   | Expulsada (Día 4)                                          | Expulsada (Día 4)                                   | Expulsada (Día 4)                         |
|                             | Carlos                      | No estaba en la casa                                                        | No estaba en la casa                                                | | Nominado | Expulsado (Día 4)           | Expulsado (Día 4)           | Expulsado (Día 4) | Expulsado (Día 4) | Expulsado (Día 4) | Expulsado (Día 4) | Expulsado (Día 4) | Expulsado (Día 4) | Expulsado (Día 4) | Expulsado (Día 4) | Expulsado (Día 4) | Expulsado (Día 4) | Expulsado (Día 4)                  | Expulsado (Día 4)                    | Expulsado (Día 4)               | Expulsado (Día 4)                 | Expulsado (Día 4)                      | Expulsado (Día 4)                 | Expulsado (Día 4)                     | Expulsado (Día 4)               | Expulsado (Día 4)           | Expulsado (Día 4)            | Expulsado (Día 4)               | Expulsado (Día 4)                   | Expulsado (Día 4)                                          | Expulsado (Día 4)                                   | Expulsado (Día 4)                         |
|                             | Tailane                     | No estaba en la casa                                                        | No estaba en la casa                                                | | Nominada | Expulsada (Día 4)           | Expulsada (Día 4)           | Expulsada (Día 4) | Expulsada (Día 4) | Expulsada (Día 4) | Expulsada (Día 4) | Expulsada (Día 4) | Expulsada (Día 4) | Expulsada (Día 4) | Expulsada (Día 4) | Expulsada (Día 4) | Expulsada (Día 4) | Expulsada (Día 4)                  | Expulsada (Día 4)                    | Expulsada (Día 4)               | Expulsada (Día 4)                 | Expulsada (Día 4)                      | Expulsada (Día 4)                 | Expulsada (Día 4)                     | Expulsada (Día 4)               | Expulsada (Día 4)           | Expulsada (Día 4)            | Expulsada (Día 4)               | Expulsada (Día 4)                   | Expulsada (Día 4)                                          | Expulsada (Día 4)                                   | Expulsada (Día 4)                         |
|                             | Jaqueline Santos            | No estaba en la casa                                                        | No estaba en la casa                                                | | Nominada | Expulsada (Día 4)           | Expulsada (Día 4)           | Expulsada (Día 4) | Expulsada (Día 4) | Expulsada (Día 4) | Expulsada (Día 4) | Expulsada (Día 4) | Expulsada (Día 4) | Expulsada (Día 4) | Expulsada (Día 4) | Expulsada (Día 4) | Expulsada (Día 4) | Expulsada (Día 4)                  | Expulsada (Día 4)                    | Expulsada (Día 4)               | Expulsada (Día 4)                 | Expulsada (Día 4)                      | Expulsada (Día 4)                 | Expulsada (Día 4)                     | Expulsada (Día 4)               | Expulsada (Día 4)           | Expulsada (Día 4)            | Expulsada (Día 4)               | Expulsada (Día 4)                   | Expulsada (Día 4)                                          | Expulsada (Día 4)                                   | Expulsada (Día 4)                         |
|                             | Ellie                       | No estaba en la casa                                                        | No estaba en la casa                                                | | Nominada | Expulsada (Día 4)           | Expulsada (Día 4)           | Expulsada (Día 4) | Expulsada (Día 4) | Expulsada (Día 4) | Expulsada (Día 4) | Expulsada (Día 4) | Expulsada (Día 4) | Expulsada (Día 4) | Expulsada (Día 4) | Expulsada (Día 4) | Expulsada (Día 4) | Expulsada (Día 4)                  | Expulsada (Día 4)                    | Expulsada (Día 4)               | Expulsada (Día 4)                 | Expulsada (Día 4)                      | Expulsada (Día 4)                 | Expulsada (Día 4)                     | Expulsada (Día 4)               | Expulsada (Día 4)           | Expulsada (Día 4)            | Expulsada (Día 4)               | Expulsada (Día 4)                   | Expulsada (Día 4)                                          | Expulsada (Día 4)                                   | Expulsada (Día 4)                         |
|                             | Ítalo                       | No estaba en la casa                                                        | No estaba en la casa                                                | | Nominado | Expulsado (Día 4)           | Expulsado (Día 4)           | Expulsado (Día 4) | Expulsado (Día 4) | Expulsado (Día 4) | Expulsado (Día 4) | Expulsado (Día 4) | Expulsado (Día 4) | Expulsado (Día 4) | Expulsado (Día 4) | Expulsado (Día 4) | Expulsado (Día 4) | Expulsado (Día 4)                  | Expulsado (Día 4)                    | Expulsado (Día 4)               | Expulsado (Día 4)                 | Expulsado (Día 4)                      | Expulsado (Día 4)                 | Expulsado (Día 4)                     | Expulsado (Día 4)               | Expulsado (Día 4)           | Expulsado (Día 4)            | Expulsado (Día 4)               | Expulsado (Día 4)                   | Expulsado (Día 4)                                          | Expulsado (Día 4)                                   | Expulsado (Día 4)                         |
|                             | Jemilly                     | No estaba en la casa                                                        | No estaba en la casa                                                | | Nominada | Expulsada (Día 4)           | Expulsada (Día 4)           | Expulsada (Día 4) | Expulsada (Día 4) | Expulsada (Día 4) | Expulsada (Día 4) | Expulsada (Día 4) | Expulsada (Día 4) | Expulsada (Día 4) | Expulsada (Día 4) | Expulsada (Día 4) | Expulsada (Día 4) | Expulsada (Día 4)                  | Expulsada (Día 4)                    | Expulsada (Día 4)               | Expulsada (Día 4)                 | Expulsada (Día 4)                      | Expulsada (Día 4)                 | Expulsada (Día 4)                     | Expulsada (Día 4)               | Expulsada (Día 4)           | Expulsada (Día 4)            | Expulsada (Día 4)               | Expulsada (Día 4)                   | Expulsada (Día 4)                                          | Expulsada (Día 4)                                   | Expulsada (Día 4)                         |
|                             | Priscila                    | No estaba en la casa                                                        | No estaba en la casa                                                | | Nominada | Expulsada (Día 4)           | Expulsada (Día 4)           | Expulsada (Día 4) | Expulsada (Día 4) | Expulsada (Día 4) | Expulsada (Día 4) | Expulsada (Día 4) | Expulsada (Día 4) | Expulsada (Día 4) | Expulsada (Día 4) | Expulsada (Día 4) | Expulsada (Día 4) | Expulsada (Día 4)                  | Expulsada (Día 4)                    | Expulsada (Día 4)               | Expulsada (Día 4)                 | Expulsada (Día 4)                      | Expulsada (Día 4)                 | Expulsada (Día 4)                     | Expulsada (Día 4)               | Expulsada (Día 4)           | Expulsada (Día 4)            | Expulsada (Día 4)               | Expulsada (Día 4)                   | Expulsada (Día 4)                                          | Expulsada (Día 4)                                   | Expulsada (Día 4)                         |
|                             | Fernando                    | No estaba en la casa                                                        | No estaba en la casa                                                | | Nominado | Expulsado (Día 4)           | Expulsado (Día 4)           | Expulsado (Día 4) | Expulsado (Día 4) | Expulsado (Día 4) | Expulsado (Día 4) | Expulsado (Día 4) | Expulsado (Día 4) | Expulsado (Día 4) | Expulsado (Día 4) | Expulsado (Día 4) | Expulsado (Día 4) | Expulsado (Día 4)                  | Expulsado (Día 4)                    | Expulsado (Día 4)               | Expulsado (Día 4)                 | Expulsado (Día 4)                      | Expulsado (Día 4)                 | Expulsado (Día 4)                     | Expulsado (Día 4)               | Expulsado (Día 4)           | Expulsado (Día 4)            | Expulsado (Día 4)               | Expulsado (Día 4)                   | Expulsado (Día 4)                                          | Expulsado (Día 4)                                   | Expulsado (Día 4)                         |
|                             | Jeferson                    | No estaba en la casa                                                        | No estaba en la casa                                                | | Nominado | Expulsado (Día 4)           | Expulsado (Día 4)           | Expulsado (Día 4) | Expulsado (Día 4) | Expulsado (Día 4) | Expulsado (Día 4) | Expulsado (Día 4) | Expulsado (Día 4) | Expulsado (Día 4) | Expulsado (Día 4) | Expulsado (Día 4) | Expulsado (Día 4) | Expulsado (Día 4)                  | Expulsado (Día 4)                    | Expulsado (Día 4)               | Expulsado (Día 4)                 | Expulsado (Día 4)                      | Expulsado (Día 4)                 | Expulsado (Día 4)                     | Expulsado (Día 4)               | Expulsado (Día 4)           | Expulsado (Día 4)            | Expulsado (Día 4)               | Expulsado (Día 4)                   | Expulsado (Día 4)                                          | Expulsado (Día 4)                                   | Expulsado (Día 4)                         |
|                             |                             |                                                                             |                                                                     | | |                             |                             | | | | | | | | | | |                                    |                                      |                                 |                                   |                                        |                                   |                                       |                                 |                             |                              |                                 |                                     |                                                            |                                                     |                                           |
| Nominados                   | Nominados                   | (nadie)                                                                     | (nadie)                                                             | Antônio Artur Blade Camilla Carlos Cleyton Davi Douglas Elisa Ellie Fagner Fernando Gabriel Roza Gabriel Sequeira Gui Gyselle Ítalo Janielly Jaqueline Santos Jeferson Jemilly Kaline Leandro Leo Maria MC Mello Natália Oliver Priscila Rayana Stéphanie Souza Tailane Tati Thayra Will Yanne | Antônio Artur Blade Camilla Carlos Cleyton Davi Douglas Elisa Ellie Fagner Fernando Gabriel Roza Gabriel Sequeira Gui Gyselle Ítalo Janielly Jaqueline Santos Jeferson Jemilly Kaline Leandro Leo Maria MC Mello Natália Oliver Priscila Rayana Stéphanie Souza Tailane Tati Thayra Will Yanne | (nadie)                     | (nadie)                     | Aícha Antônio Babi Blade Carol Cleyton Davi Day Erick Fagner Francis Gabriel Roza Gus Hagda Igor Janielly Jhon Layssa Maria MC M10 Monsueto Murilo Nathan Oliver Rafa Rayana Stéphanie Souza Tácito Tati Tiago Dionisio | Aícha Antônio Babi Blade Carol Cleyton Davi Day Erick Fagner Francis Gabriel Roza Gus Hagda Igor Janielly Jhon Layssa Maria MC M10 Monsueto Murilo Nathan Oliver Rafa Rayana Stéphanie Souza Tácito Tati Tiago Dionisio | Antônio Camilla Carolina Cleyton Davi Fagner Gyselle Igor Jaqueline Moderna Maria Medrado Mirian Monsueto Murilo Natália Niick Oliver Ronaldo Sandra Stéphanie Souza Tiago Dionisio | Antônio Camilla Carolina Cleyton Davi Fagner Gyselle Igor Jaqueline Moderna Maria Medrado Mirian Monsueto Murilo Natália Niick Oliver Ronaldo Sandra Stéphanie Souza Tiago Dionisio | Blade Camilla Cleyton Day Dicesar Erick Érika Gabriel Roza Gus Gyselle Lary MC M10 Medrado Murilo Natália Niick Rayana Sandra Tati Tiago Dionisio Vic | Blade Camilla Cleyton Day Dicesar Erick Érika Gabriel Roza Gus Gyselle Lary MC M10 Medrado Murilo Natália Niick Rayana Sandra Tati Tiago Dionisio Vic | Antônio Camilla Davi Dicesar Erick Gabriel Roza Glauco Gyselle Hulk Janielly Kelly Lary Layssa Medrado Murilo Natália Niick Sandra Thiago Servo Tiago Dionisio | Antônio Camilla Davi Dicesar Erick Gabriel Roza Glauco Gyselle Hulk Janielly Kelly Lary Layssa Medrado Murilo Natália Niick Sandra Thiago Servo Tiago Dionisio | Antônio Camilla Davi Dicesar Erick Gabriel Roza Glauco Gyselle Hulk Janielly Kelly Lary Layssa Medrado Murilo Natália Niick Sandra Thiago Servo Tiago Dionisio | Antônio Camilla Davi Dicesar Erick Gabriel Roza Glauco Gyselle Hulk Janielly Kelly Lary Layssa Medrado Murilo Natália Niick Sandra Thiago Servo Tiago Dionisio | Bruno Tálamo Natália Thiago Servo  | Erick Faby Stephanie Gomes           | Erick Gyselle Tiago Dionisio    | Ana Paula Bruno Tálamo Murilo     | (nadie)                                | Gyselle Natália Thiago Servo      | (nadie)                               | Alexandre Daniel Gabriel Roza   | Giulia Sandra Victoria      | (nadie)                      | Giulia Gyselle Sandra           | (nadie)                             | Alexandre Gabriel Roza Gyselle Natália Sandra Thiago Servo | (nadie)                                             | (nadie)                                   |
| Salvado por Pruebla         | Salvado por Pruebla         | (nadie)                                                                     | (nadie)                                                             | Blade Cleyton Davi Elisa Gabriel Roza Janielly Maria Natália Stéphanie Souza Tati | Blade Cleyton Davi Elisa Gabriel Roza Janielly Maria Natália Stéphanie Souza Tati | (nadie)                     | (nadie)                     | Antônio Blade Cleyton Davi Day Fagner Layssa MC M10 Monsueto Stéphanie Souza | Antônio Blade Cleyton Davi Day Fagner Layssa MC M10 Monsueto Stéphanie Souza | Camilla Cleyton Davi Gyselle Medrado Niick Sandra | Camilla Cleyton Davi Gyselle Medrado Niick Sandra | Lary Medrado Niick | Lary Medrado Niick | (nadie) | (nadie) | Murilo | Murilo | Thiago Servo                       | Faby                                 | Tiago Dionisio                  | Bruno Tálamo                      | (nadie)                                | Natália                           | (nadie)                               | Alexandre                       | Sandra                      | (nadie)                      | Sandra                          | (nadie)                             | Alexandre Gabriel Roza                                     | (nadie)                                             | (nadie)                                   |
| Nominados por Expulsión     | Nominados por Expulsión     | Alexandre Bruno Camargo Bruno Tálamo Daniel Glauco MC M10 Ricardo Thiago S. | Ana Paula Carolina Érika Faby Giulia Kelly Stephanie Gomes Victoria | Antônio Artur Camilla Carlos Douglas Ellie Fagner Fernando Gabriel Sequeira Gui Gyselle Ítalo Jaqueline Santos Jeferson Jemilly Kaline Leandro Leo MC Mello Oliver Priscila Rayana Tailane Thayra Will Yanne                                                                                   | Antônio Artur Camilla Carlos Douglas Ellie Fagner Fernando Gabriel Sequeira Gui Gyselle Ítalo Jaqueline Santos Jeferson Jemilly Kaline Leandro Leo MC Mello Oliver Priscila Rayana Tailane Thayra Will Yanne                                                                                   | Glauco Lukinhas Ronaldo     | Glauco Lukinhas Ronaldo     | Aícha Babi Carol Erick Francis Gabriel Roza Gus Hagda Igor Janielly Jhon Maria Murilo Nathan Oliver Rafa Rayana Tácito Tati Tiago Dionisio                                                                              | Aícha Babi Carol Erick Francis Gabriel Roza Gus Hagda Igor Janielly Jhon Maria Murilo Nathan Oliver Rafa Rayana Tácito Tati Tiago Dionisio                                                                              | Antônio Carolina Fagner Igor Jaqueline Moderna Maria Mirian Monsueto Murilo Natália Oliver Ronaldo Stéphanie Souza Tiago Dionisio                                                   | Antônio Carolina Fagner Igor Jaqueline Moderna Maria Mirian Monsueto Murilo Natália Oliver Ronaldo Stéphanie Souza Tiago Dionisio                                                   | Blade Camilla Cleyton Day Dicesar Erick Érika Gabriel Roza Gus Gyselle MC M10 Murilo Natália Rayana Sandra Tati Tiago Dionisio Vic                    | Blade Camilla Cleyton Day Dicesar Erick Érika Gabriel Roza Gus Gyselle MC M10 Murilo Natália Rayana Sandra Tati Tiago Dionisio Vic                    | Murilo | Murilo | Antônio Camilla Davi Dicesar Erick Gabriel Roza Glauco Gyselle Hulk Janielly Kelly Lary Layssa Medrado Natália Niick Sandra Thiago Servo Tiago Dionisio        | Antônio Camilla Davi Dicesar Erick Gabriel Roza Glauco Gyselle Hulk Janielly Kelly Lary Layssa Medrado Natália Niick Sandra Thiago Servo Tiago Dionisio        | Bruno Camargo Bruno Tálamo Natália | Erick Stephanie Gomes Tiago Dionisio | Erick Gyselle Thiago Servo      | Ana Paula Murilo Tiago Dionisio   | Ana Paula Gyselle Natália Thiago Servo | Bruno Tálamo Gyselle Thiago Servo | Alexandre Daniel Gabriel Roza Medrado | Daniel Gabriel Roza Janielly    | Giulia Ricardo Victoria     | Giulia Gyselle Murilo Sandra | Daniel Giulia Gyselle           | Daniel Natália Ricardo Thiago Servo | Gyselle Natália Sandra Thiago Servo                        | Alexandre Gabriel Roza Gyselle Natália Thiago Servo | Gabriel Roza Gyselle Natália Thiago Servo |
| Expulsados                  | Expulsados                  | Glauco No divulgado para salvar                                             | Carolina No divulgado para salvar                                   | Jeferson 0,48% para salvar | Jeferson 0,48% para salvar | Elisa Retirada              | Elisa Retirada              | Carol 0,83% para salvar | Carol 0,83% para salvar | Jaqueline Moderna 0,32% para salvar | Jaqueline Moderna 0,32% para salvar | Day 0,52% para salvar | Day 0,52% para salvar | Murilo 72,02% para salvar | Murilo 72,02% para salvar | Hulk 0,79% para salvar | Hulk 0,79% para salvar | Bruno Camargo 11,67% para salvar   | Stephanie Gomes 18,39% para salvar   | Erick 15,69% para salvar        | Faby Abandona                     | Ana Paula 5,96% para salvar            | Bruno Tálamo 25,81% para salvar   | Medrado 16,75% para salvar            | Janielly 17% para salvar        | Victoria 23,73% para salvar | Murilo 19,11% para salvar    | Giulia 21,73% para salvar       | Ricardo 3,90% para salvar           | Sandra 21,41% para salvar                                  | Alexandre 7,61% para salvar                         | Gyselle 17,95% para ganar                 |
| Expulsados                  | Expulsados                  | Glauco No divulgado para salvar                                             | Carolina No divulgado para salvar                                   | Fernando 0,68% para salvar | | Elisa Retirada              | Elisa Retirada              | Carol 0,83% para salvar | Carol 0,83% para salvar | Jaqueline Moderna 0,32% para salvar | Jaqueline Moderna 0,32% para salvar | Day 0,52% para salvar | Day 0,52% para salvar | Murilo 72,02% para salvar | Murilo 72,02% para salvar | Hulk 0,79% para salvar | Hulk 0,79% para salvar | Bruno Camargo 11,67% para salvar   | Stephanie Gomes 18,39% para salvar   | Erick 15,69% para salvar        | Faby Abandona                     | Ana Paula 5,96% para salvar            | Bruno Tálamo 25,81% para salvar   | Medrado 16,75% para salvar            | Janielly 17% para salvar        | Victoria 23,73% para salvar | Murilo 19,11% para salvar    | Giulia 21,73% para salvar       | Ricardo 3,90% para salvar           | Sandra 21,41% para salvar                                  | Alexandre 7,61% para salvar                         | Gyselle 17,95% para ganar                 |
| Expulsados                  | Expulsados                  | Glauco No divulgado para salvar                                             | Carolina No divulgado para salvar                                   | Priscila 0,71% para salvar | Priscila 0,71% para salvar | Elisa Retirada              | Elisa Retirada              | Carol 0,83% para salvar | Carol 0,83% para salvar | Mirian 0,69% para salvar | Mirian 0,69% para salvar | Day 0,52% para salvar | Day 0,52% para salvar | Murilo 72,02% para salvar | Murilo 72,02% para salvar | Layssa 0,87% para salvar | Layssa 0,87% para salvar | Bruno Camargo 11,67% para salvar   | Stephanie Gomes 18,39% para salvar   | Erick 15,69% para salvar        | Faby Abandona                     | Ana Paula 5,96% para salvar            | Bruno Tálamo 25,81% para salvar   | Medrado 16,75% para salvar            | Janielly 17% para salvar        | Victoria 23,73% para salvar | Murilo 19,11% para salvar    | Giulia 21,73% para salvar       | Ricardo 3,90% para salvar           | Sandra 21,41% para salvar                                  | Alexandre 7,61% para salvar                         | Gyselle 17,95% para ganar                 |
| Expulsados                  | Expulsados                  | Glauco No divulgado para salvar                                             | Carolina No divulgado para salvar                                   | Priscila 0,71% para salvar | Priscila 0,71% para salvar | Elisa Retirada              | Elisa Retirada              | Francis 0,93% para salvar | Francis 0,93% para salvar | Mirian 0,69% para salvar | Mirian 0,69% para salvar | Tati 1,08% para salvar | Tati 1,08% para salvar | Murilo 72,02% para salvar | Murilo 72,02% para salvar | Layssa 0,87% para salvar | Layssa 0,87% para salvar | Bruno Camargo 11,67% para salvar   | Stephanie Gomes 18,39% para salvar   | Erick 15,69% para salvar        | Faby Abandona                     | Ana Paula 5,96% para salvar            | Bruno Tálamo 25,81% para salvar   | Medrado 16,75% para salvar            | Janielly 17% para salvar        | Victoria 23,73% para salvar | Murilo 19,11% para salvar    | Giulia 21,73% para salvar       | Ricardo 3,90% para salvar           | Sandra 21,41% para salvar                                  | Alexandre 7,61% para salvar                         | Gyselle 17,95% para ganar                 |
| Expulsados                  | Expulsados                  | Glauco No divulgado para salvar                                             | Carolina No divulgado para salvar                                   | Jemilly 0,84% para salvar | | Elisa Retirada              | Elisa Retirada              | Francis 0,93% para salvar | Francis 0,93% para salvar | Mirian 0,69% para salvar | Mirian 0,69% para salvar | Tati 1,08% para salvar | Tati 1,08% para salvar | Murilo 72,02% para salvar | Murilo 72,02% para salvar | Layssa 0,87% para salvar | Layssa 0,87% para salvar | Bruno Camargo 11,67% para salvar   | Stephanie Gomes 18,39% para salvar   | Erick 15,69% para salvar        | Faby Abandona                     | Ana Paula 5,96% para salvar            | Bruno Tálamo 25,81% para salvar   | Medrado 16,75% para salvar            | Janielly 17% para salvar        | Victoria 23,73% para salvar | Murilo 19,11% para salvar    | Giulia 21,73% para salvar       | Ricardo 3,90% para salvar           | Sandra 21,41% para salvar                                  | Alexandre 7,61% para salvar                         | Gyselle 17,95% para ganar                 |
| Expulsados                  | Expulsados                  | Glauco No divulgado para salvar                                             | Carolina No divulgado para salvar                                   | Ítalo 1% para salvar | Ítalo 1% para salvar | Elisa Retirada              | Elisa Retirada              | Francis 0,93% para salvar | Francis 0,93% para salvar | Ronaldo 0,92% para salvar | Ronaldo 0,92% para salvar | Tati 1,08% para salvar | Tati 1,08% para salvar | Murilo 72,02% para salvar | Murilo 72,02% para salvar | Kelly 0,89% para salvar | Kelly 0,89% para salvar | Bruno Camargo 11,67% para salvar   | Stephanie Gomes 18,39% para salvar   | Erick 15,69% para salvar        | Faby Abandona                     | Ana Paula 5,96% para salvar            | Bruno Tálamo 25,81% para salvar   | Medrado 16,75% para salvar            | Janielly 17% para salvar        | Victoria 23,73% para salvar | Murilo 19,11% para salvar    | Giulia 21,73% para salvar       | Ricardo 3,90% para salvar           | Sandra 21,41% para salvar                                  | Alexandre 7,61% para salvar                         | Gyselle 17,95% para ganar                 |
| Expulsados                  | Expulsados                  | Glauco No divulgado para salvar                                             | Carolina No divulgado para salvar                                   | Ítalo 1% para salvar | Ítalo 1% para salvar | Elisa Retirada              | Elisa Retirada              | Rafa 0,93% para salvar | Rafa 0,93% para salvar | Ronaldo 0,92% para salvar | Ronaldo 0,92% para salvar | Cleyton 1,09% para salvar | Cleyton 1,09% para salvar | Murilo 72,02% para salvar | Murilo 72,02% para salvar | Kelly 0,89% para salvar | Kelly 0,89% para salvar | Bruno Camargo 11,67% para salvar   | Stephanie Gomes 18,39% para salvar   | Erick 15,69% para salvar        | Faby Abandona                     | Ana Paula 5,96% para salvar            | Bruno Tálamo 25,81% para salvar   | Medrado 16,75% para salvar            | Janielly 17% para salvar        | Victoria 23,73% para salvar | Murilo 19,11% para salvar    | Giulia 21,73% para salvar       | Ricardo 3,90% para salvar           | Sandra 21,41% para salvar                                  | Alexandre 7,61% para salvar                         | Gyselle 17,95% para ganar                 |
| Expulsados                  | Expulsados                  | Glauco No divulgado para salvar                                             | Carolina No divulgado para salvar                                   | Ellie 1,08% para salvar | | Elisa Retirada              | Elisa Retirada              | Rafa 0,93% para salvar | Rafa 0,93% para salvar | Ronaldo 0,92% para salvar | Ronaldo 0,92% para salvar | Cleyton 1,09% para salvar | Cleyton 1,09% para salvar | Murilo 72,02% para salvar | Murilo 72,02% para salvar | Kelly 0,89% para salvar | Kelly 0,89% para salvar | Bruno Camargo 11,67% para salvar   | Stephanie Gomes 18,39% para salvar   | Erick 15,69% para salvar        | Faby Abandona                     | Ana Paula 5,96% para salvar            | Bruno Tálamo 25,81% para salvar   | Medrado 16,75% para salvar            | Janielly 17% para salvar        | Victoria 23,73% para salvar | Murilo 19,11% para salvar    | Giulia 21,73% para salvar       | Ricardo 3,90% para salvar           | Sandra 21,41% para salvar                                  | Alexandre 7,61% para salvar                         | Gyselle 17,95% para ganar                 |
| Expulsados                  | Expulsados                  | Glauco No divulgado para salvar                                             | Carolina No divulgado para salvar                                   | Jaqueline Santos 1,40% para salvar | Jaqueline Santos 1,40% para salvar | Elisa Retirada              | Elisa Retirada              | Rafa 0,93% para salvar | Rafa 0,93% para salvar | Monsueto 1,01% para salvar | Monsueto 1,01% para salvar | Cleyton 1,09% para salvar | Cleyton 1,09% para salvar | Murilo 72,02% para salvar | Murilo 72,02% para salvar | Davi 1,19% para salvar | Davi 1,19% para salvar | Bruno Camargo 11,67% para salvar   | Stephanie Gomes 18,39% para salvar   | Erick 15,69% para salvar        | Faby Abandona                     | Ana Paula 5,96% para salvar            | Bruno Tálamo 25,81% para salvar   | Medrado 16,75% para salvar            | Janielly 17% para salvar        | Victoria 23,73% para salvar | Murilo 19,11% para salvar    | Giulia 21,73% para salvar       | Ricardo 3,90% para salvar           | Sandra 21,41% para salvar                                  | Alexandre 7,61% para salvar                         | Gyselle 17,95% para ganar                 |
| Expulsados                  | Expulsados                  | MC M10 No divulgado para salvar                                             | Érika No divulgado para salvar                                      | Jaqueline Santos 1,40% para salvar | Jaqueline Santos 1,40% para salvar | Elisa Retirada              | Elisa Retirada              | Jhon 0,97% para salvar | Jhon 0,97% para salvar | Monsueto 1,01% para salvar | Monsueto 1,01% para salvar | Blade 1,14% para salvar | Blade 1,14% para salvar | Murilo 72,02% para salvar | Murilo 72,02% para salvar | Davi 1,19% para salvar | Davi 1,19% para salvar | Bruno Camargo 11,67% para salvar   | Stephanie Gomes 18,39% para salvar   | Erick 15,69% para salvar        | Faby Abandona                     | Ana Paula 5,96% para salvar            | Bruno Tálamo 25,81% para salvar   | Medrado 16,75% para salvar            | Janielly 17% para salvar        | Victoria 23,73% para salvar | Murilo 19,11% para salvar    | Giulia 21,73% para salvar       | Ricardo 3,90% para salvar           | Sandra 21,41% para salvar                                  | Alexandre 7,61% para salvar                         | Natália 21,59% para ganar                 |
| Expulsados                  | Expulsados                  | MC M10 No divulgado para salvar                                             | Érika No divulgado para salvar                                      | Tailane 1,45% para salvar | | Elisa Retirada              | Elisa Retirada              | Jhon 0,97% para salvar | Jhon 0,97% para salvar | Monsueto 1,01% para salvar | Monsueto 1,01% para salvar | Blade 1,14% para salvar | Blade 1,14% para salvar | Murilo 72,02% para salvar | Murilo 72,02% para salvar | Davi 1,19% para salvar | Davi 1,19% para salvar | Bruno Camargo 11,67% para salvar   | Stephanie Gomes 18,39% para salvar   | Erick 15,69% para salvar        | Faby Abandona                     | Ana Paula 5,96% para salvar            | Bruno Tálamo 25,81% para salvar   | Medrado 16,75% para salvar            | Janielly 17% para salvar        | Victoria 23,73% para salvar | Murilo 19,11% para salvar    | Giulia 21,73% para salvar       | Ricardo 3,90% para salvar           | Sandra 21,41% para salvar                                  | Alexandre 7,61% para salvar                         | Natália 21,59% para ganar                 |
| Expulsados                  | Expulsados                  | MC M10 No divulgado para salvar                                             | Érika No divulgado para salvar                                      | Carlos 1,63% para salvar | Carlos 1,63% para salvar | Elisa Retirada              | Elisa Retirada              | Jhon 0,97% para salvar | Jhon 0,97% para salvar | Fagner 1,34% para salvar | Fagner 1,34% para salvar | Blade 1,14% para salvar | Blade 1,14% para salvar | Murilo 72,02% para salvar | Murilo 72,02% para salvar | Lary 1,76% para salvar | Lary 1,76% para salvar | Bruno Camargo 11,67% para salvar   | Stephanie Gomes 18,39% para salvar   | Erick 15,69% para salvar        | Faby Abandona                     | Ana Paula 5,96% para salvar            | Bruno Tálamo 25,81% para salvar   | Medrado 16,75% para salvar            | Janielly 17% para salvar        | Victoria 23,73% para salvar | Murilo 19,11% para salvar    | Giulia 21,73% para salvar       | Ricardo 3,90% para salvar           | Sandra 21,41% para salvar                                  | Alexandre 7,61% para salvar                         | Natália 21,59% para ganar                 |
| Expulsados                  | Expulsados                  | MC M10 No divulgado para salvar                                             | Érika No divulgado para salvar                                      | Carlos 1,63% para salvar | Carlos 1,63% para salvar | Elisa Retirada              | Elisa Retirada              | Nathan 1,19% para salvar | Nathan 1,19% para salvar | Fagner 1,34% para salvar | Fagner 1,34% para salvar | Gus 1,63% para salvar | Gus 1,63% para salvar | Murilo 72,02% para salvar | Murilo 72,02% para salvar | Lary 1,76% para salvar | Lary 1,76% para salvar | Bruno Camargo 11,67% para salvar   | Stephanie Gomes 18,39% para salvar   | Erick 15,69% para salvar        | Faby Abandona                     | Ana Paula 5,96% para salvar            | Bruno Tálamo 25,81% para salvar   | Medrado 16,75% para salvar            | Janielly 17% para salvar        | Victoria 23,73% para salvar | Murilo 19,11% para salvar    | Giulia 21,73% para salvar       | Ricardo 3,90% para salvar           | Sandra 21,41% para salvar                                  | Alexandre 7,61% para salvar                         | Natália 21,59% para ganar                 |
| Expulsados                  | Expulsados                  | MC M10 No divulgado para salvar                                             | Érika No divulgado para salvar                                      | MC Mello 1,90% para salvar | | Elisa Retirada              | Elisa Retirada              | Nathan 1,19% para salvar | Nathan 1,19% para salvar | Fagner 1,34% para salvar | Fagner 1,34% para salvar | Gus 1,63% para salvar | Gus 1,63% para salvar | Murilo 72,02% para salvar | Murilo 72,02% para salvar | Lary 1,76% para salvar | Lary 1,76% para salvar | Bruno Camargo 11,67% para salvar   | Stephanie Gomes 18,39% para salvar   | Erick 15,69% para salvar        | Faby Abandona                     | Ana Paula 5,96% para salvar            | Bruno Tálamo 25,81% para salvar   | Medrado 16,75% para salvar            | Janielly 17% para salvar        | Victoria 23,73% para salvar | Murilo 19,11% para salvar    | Giulia 21,73% para salvar       | Ricardo 3,90% para salvar           | Sandra 21,41% para salvar                                  | Alexandre 7,61% para salvar                         | Natália 21,59% para ganar                 |
| Expulsados                  | Expulsados                  | MC M10 No divulgado para salvar                                             | Érika No divulgado para salvar                                      | Leandro 1,91% para salvar | Leandro 1,91% para salvar | Lukinhas 17,15% para salvar | Lukinhas 17,15% para salvar | Nathan 1,19% para salvar | Nathan 1,19% para salvar | Stéphanie Souza 2,45% para salvar | Stéphanie Souza 2,45% para salvar | Gus 1,63% para salvar | Gus 1,63% para salvar | Murilo 72,02% para salvar | Murilo 72,02% para salvar | Niick 2,26% para salvar | Niick 2,26% para salvar | Bruno Camargo 11,67% para salvar   | Stephanie Gomes 18,39% para salvar   | Erick 15,69% para salvar        | Tiago Dionisio 20,69% para salvar | Ana Paula 5,96% para salvar            | Bruno Tálamo 25,81% para salvar   | Medrado 16,75% para salvar            | Janielly 17% para salvar        | Victoria 23,73% para salvar | Murilo 19,11% para salvar    | Giulia 21,73% para salvar       | Daniel 24,96% para salvar           | Sandra 21,41% para salvar                                  | Alexandre 7,61% para salvar                         | Natália 21,59% para ganar                 |
| Expulsados                  | Expulsados                  | MC M10 No divulgado para salvar                                             | Érika No divulgado para salvar                                      | Leo 1,92% para salvar | Leo 1,92% para salvar | Lukinhas 17,15% para salvar | Lukinhas 17,15% para salvar | Hagda 1,27% para salvar | Hagda 1,27% para salvar | Stéphanie Souza 2,45% para salvar | Stéphanie Souza 2,45% para salvar | Érika 2,01% para salvar | Érika 2,01% para salvar | Murilo 72,02% para salvar | Murilo 72,02% para salvar | Niick 2,26% para salvar | Niick 2,26% para salvar | Bruno Camargo 11,67% para salvar   | Stephanie Gomes 18,39% para salvar   | Erick 15,69% para salvar        | Tiago Dionisio 20,69% para salvar | Ana Paula 5,96% para salvar            | Bruno Tálamo 25,81% para salvar   | Medrado 16,75% para salvar            | Janielly 17% para salvar        | Victoria 23,73% para salvar | Murilo 19,11% para salvar    | Giulia 21,73% para salvar       | Daniel 24,96% para salvar           | Sandra 21,41% para salvar                                  | Alexandre 7,61% para salvar                         | Natália 21,59% para ganar                 |
| Expulsados                  | Expulsados                  | MC M10 No divulgado para salvar                                             | Érika No divulgado para salvar                                      | Will 2,12% para salvar | Will 2,12% para salvar | Lukinhas 17,15% para salvar | Lukinhas 17,15% para salvar | Hagda 1,27% para salvar | Hagda 1,27% para salvar | Igor 6,75% para salvar | Igor 6,75% para salvar | Érika 2,01% para salvar | Érika 2,01% para salvar | Murilo 72,02% para salvar | Murilo 72,02% para salvar | Glauco 3,33% para salvar | Glauco 3,33% para salvar | Bruno Camargo 11,67% para salvar   | Stephanie Gomes 18,39% para salvar   | Erick 15,69% para salvar        | Tiago Dionisio 20,69% para salvar | Ana Paula 5,96% para salvar            | Bruno Tálamo 25,81% para salvar   | Medrado 16,75% para salvar            | Janielly 17% para salvar        | Victoria 23,73% para salvar | Murilo 19,11% para salvar    | Giulia 21,73% para salvar       | Daniel 24,96% para salvar           | Sandra 21,41% para salvar                                  | Alexandre 7,61% para salvar                         | Natália 21,59% para ganar                 |
| Expulsados                  | Expulsados                  | MC M10 No divulgado para salvar                                             | Érika No divulgado para salvar                                      | Kaline 2,32% para salvar | | Lukinhas 17,15% para salvar | Lukinhas 17,15% para salvar | Hagda 1,27% para salvar | Hagda 1,27% para salvar | Igor 6,75% para salvar | Igor 6,75% para salvar | Érika 2,01% para salvar | Érika 2,01% para salvar | Murilo 72,02% para salvar | Murilo 72,02% para salvar | Glauco 3,33% para salvar | Glauco 3,33% para salvar | Bruno Camargo 11,67% para salvar   | Stephanie Gomes 18,39% para salvar   | Erick 15,69% para salvar        | Tiago Dionisio 20,69% para salvar | Ana Paula 5,96% para salvar            | Bruno Tálamo 25,81% para salvar   | Medrado 16,75% para salvar            | Janielly 17% para salvar        | Victoria 23,73% para salvar | Murilo 19,11% para salvar    | Giulia 21,73% para salvar       | Daniel 24,96% para salvar           | Sandra 21,41% para salvar                                  | Alexandre 7,61% para salvar                         | Natália 21,59% para ganar                 |
| Expulsados                  | Expulsados                  | Thiago Servo No divulgado para salvar                                       | Kelly No divulgado para salvar                                      | Babi 1,31% para salvar | Babi 1,31% para salvar | Lukinhas 17,15% para salvar | Lukinhas 17,15% para salvar | Vic 2,89% para salvar | Vic 2,89% para salvar | Igor 6,75% para salvar | Igor 6,75% para salvar | Gabriel Roza 24,86% para ganar | | Murilo 72,02% para salvar | Murilo 72,02% para salvar | Glauco 3,33% para salvar | Glauco 3,33% para salvar | Bruno Camargo 11,67% para salvar   | Stephanie Gomes 18,39% para salvar   | Erick 15,69% para salvar        | Tiago Dionisio 20,69% para salvar | Ana Paula 5,96% para salvar            | Bruno Tálamo 25,81% para salvar   | Medrado 16,75% para salvar            | Janielly 17% para salvar        | Victoria 23,73% para salvar | Murilo 19,11% para salvar    | Giulia 21,73% para salvar       | Daniel 24,96% para salvar           | Sandra 21,41% para salvar                                  | Alexandre 7,61% para salvar                         |                                           |
| Expulsados                  | Expulsados                  | Thiago Servo No divulgado para salvar                                       | Kelly No divulgado para salvar                                      | Babi 1,31% para salvar | Babi 1,31% para salvar | Lukinhas 17,15% para salvar | Lukinhas 17,15% para salvar | Vic 2,89% para salvar | Vic 2,89% para salvar | Gabriel Sequeira 2,49% para salvar | Gabriel Sequeira 2,49% para salvar | Gabriel Roza 24,86% para ganar | Oliver 6,90% para salvar | Oliver 6,90% para salvar | Murilo 72,02% para salvar | Antônio 3,36% para salvar | Antônio 3,36% para salvar | Bruno Camargo 11,67% para salvar   | Stephanie Gomes 18,39% para salvar   | Erick 15,69% para salvar        | Tiago Dionisio 20,69% para salvar | Ana Paula 5,96% para salvar            | Bruno Tálamo 25,81% para salvar   | Medrado 16,75% para salvar            | Janielly 17% para salvar        | Victoria 23,73% para salvar | Murilo 19,11% para salvar    | Giulia 21,73% para salvar       | Daniel 24,96% para salvar           | Sandra 21,41% para salvar                                  | Alexandre 7,61% para salvar                         |                                           |
| Expulsados                  | Expulsados                  | Thiago Servo No divulgado para salvar                                       | Kelly No divulgado para salvar                                      | Babi 1,31% para salvar | Babi 1,31% para salvar | Lukinhas 17,15% para salvar | Lukinhas 17,15% para salvar | Vic 2,89% para salvar | Vic 2,89% para salvar | Artur 2,53% para salvar | | Gabriel Roza 24,86% para ganar | Oliver 6,90% para salvar | Oliver 6,90% para salvar | Murilo 72,02% para salvar | Antônio 3,36% para salvar | Antônio 3,36% para salvar | Bruno Camargo 11,67% para salvar   | Stephanie Gomes 18,39% para salvar   | Erick 15,69% para salvar        | Tiago Dionisio 20,69% para salvar | Ana Paula 5,96% para salvar            | Bruno Tálamo 25,81% para salvar   | Medrado 16,75% para salvar            | Janielly 17% para salvar        | Victoria 23,73% para salvar | Murilo 19,11% para salvar    | Giulia 21,73% para salvar       | Daniel 24,96% para salvar           | Sandra 21,41% para salvar                                  | Alexandre 7,61% para salvar                         |                                           |
| Expulsados                  | Expulsados                  | Thiago Servo No divulgado para salvar                                       | Kelly No divulgado para salvar                                      | Aícha 1,36% para salvar | Aícha 1,36% para salvar | Lukinhas 17,15% para salvar | Lukinhas 17,15% para salvar | MC M10 3,20% para salvar | MC M10 3,20% para salvar | | | Gabriel Roza 24,86% para ganar | Oliver 6,90% para salvar | Oliver 6,90% para salvar | Murilo 72,02% para salvar | Antônio 3,36% para salvar | Antônio 3,36% para salvar | Bruno Camargo 11,67% para salvar   | Stephanie Gomes 18,39% para salvar   | Erick 15,69% para salvar        | Tiago Dionisio 20,69% para salvar | Ana Paula 5,96% para salvar            | Bruno Tálamo 25,81% para salvar   | Medrado 16,75% para salvar            | Janielly 17% para salvar        | Victoria 23,73% para salvar | Murilo 19,11% para salvar    | Giulia 21,73% para salvar       | Daniel 24,96% para salvar           | Sandra 21,41% para salvar                                  | Alexandre 7,61% para salvar                         |                                           |
| Expulsados                  | Expulsados                  | Thiago Servo No divulgado para salvar                                       | Kelly No divulgado para salvar                                      | Aícha 1,36% para salvar | Aícha 1,36% para salvar | Lukinhas 17,15% para salvar | Lukinhas 17,15% para salvar | MC M10 3,20% para salvar | MC M10 3,20% para salvar | Gui 2,80% para salvar | Gui 2,80% para salvar | Gabriel Roza 24,86% para ganar | Maria 7,90% para salvar | Maria 7,90% para salvar | Murilo 72,02% para salvar | Camilla 3,38% para salvar | Camilla 3,38% para salvar | Bruno Camargo 11,67% para salvar   | Stephanie Gomes 18,39% para salvar   | Erick 15,69% para salvar        | Tiago Dionisio 20,69% para salvar | Ana Paula 5,96% para salvar            | Bruno Tálamo 25,81% para salvar   | Medrado 16,75% para salvar            | Janielly 17% para salvar        | Victoria 23,73% para salvar | Murilo 19,11% para salvar    | Giulia 21,73% para salvar       | Daniel 24,96% para salvar           | Sandra 21,41% para salvar                                  | Alexandre 7,61% para salvar                         |                                           |
| Expulsados                  | Expulsados                  | Thiago Servo No divulgado para salvar                                       | Kelly No divulgado para salvar                                      | Aícha 1,36% para salvar | Aícha 1,36% para salvar | Lukinhas 17,15% para salvar | Lukinhas 17,15% para salvar | MC M10 3,20% para salvar | MC M10 3,20% para salvar | Douglas 3,04% para salvar | | Gabriel Roza 24,86% para ganar | Maria 7,90% para salvar | Maria 7,90% para salvar | Murilo 72,02% para salvar | Camilla 3,38% para salvar | Camilla 3,38% para salvar | Bruno Camargo 11,67% para salvar   | Stephanie Gomes 18,39% para salvar   | Erick 15,69% para salvar        | Tiago Dionisio 20,69% para salvar | Ana Paula 5,96% para salvar            | Bruno Tálamo 25,81% para salvar   | Medrado 16,75% para salvar            | Janielly 17% para salvar        | Victoria 23,73% para salvar | Murilo 19,11% para salvar    | Giulia 21,73% para salvar       | Daniel 24,96% para salvar           | Sandra 21,41% para salvar                                  | Alexandre 7,61% para salvar                         |                                           |
| Expulsados                  | Expulsados                  | Thiago Servo No divulgado para salvar                                       | Kelly No divulgado para salvar                                      | Tácito 1,41% para salvar | Tácito 1,41% para salvar | Lukinhas 17,15% para salvar | Lukinhas 17,15% para salvar | Rayana 3,45% para salvar | Rayana 3,45% para salvar | | | Gabriel Roza 24,86% para ganar | Maria 7,90% para salvar | Maria 7,90% para salvar | Murilo 72,02% para salvar | Camilla 3,38% para salvar | Camilla 3,38% para salvar | Bruno Camargo 11,67% para salvar   | Stephanie Gomes 18,39% para salvar   | Erick 15,69% para salvar        | Tiago Dionisio 20,69% para salvar | Ana Paula 5,96% para salvar            | Bruno Tálamo 25,81% para salvar   | Medrado 16,75% para salvar            | Janielly 17% para salvar        | Victoria 23,73% para salvar | Murilo 19,11% para salvar    | Giulia 21,73% para salvar       | Daniel 24,96% para salvar           | Sandra 21,41% para salvar                                  | Alexandre 7,61% para salvar                         |                                           |
| Expulsados                  | Expulsados                  | Thiago Servo No divulgado para salvar                                       | Kelly No divulgado para salvar                                      | Tácito 1,41% para salvar | Tácito 1,41% para salvar | Lukinhas 17,15% para salvar | Lukinhas 17,15% para salvar | Rayana 3,45% para salvar | Rayana 3,45% para salvar | Thayra 3,51% para salvar | Thayra 3,51% para salvar | Gabriel Roza 24,86% para ganar | Carolina 8,28% para salvar | Carolina 8,28% para salvar | Murilo 72,02% para salvar | Dicesar 4,06% para salvar | Dicesar 4,06% para salvar | Bruno Camargo 11,67% para salvar   | Stephanie Gomes 18,39% para salvar   | Erick 15,69% para salvar        | Tiago Dionisio 20,69% para salvar | Ana Paula 5,96% para salvar            | Bruno Tálamo 25,81% para salvar   | Medrado 16,75% para salvar            | Janielly 17% para salvar        | Victoria 23,73% para salvar | Murilo 19,11% para salvar    | Giulia 21,73% para salvar       | Daniel 24,96% para salvar           | Sandra 21,41% para salvar                                  | Alexandre 7,61% para salvar                         |                                           |
| Expulsados                  | Expulsados                  | Thiago Servo No divulgado para salvar                                       | Kelly No divulgado para salvar                                      | Tácito 1,41% para salvar | Tácito 1,41% para salvar | Lukinhas 17,15% para salvar | Lukinhas 17,15% para salvar | Rayana 3,45% para salvar | Rayana 3,45% para salvar | Yanne 3,55% para salvar | | Gabriel Roza 24,86% para ganar | Carolina 8,28% para salvar | Carolina 8,28% para salvar | Murilo 72,02% para salvar | Dicesar 4,06% para salvar | Dicesar 4,06% para salvar | Bruno Camargo 11,67% para salvar   | Stephanie Gomes 18,39% para salvar   | Erick 15,69% para salvar        | Tiago Dionisio 20,69% para salvar | Ana Paula 5,96% para salvar            | Bruno Tálamo 25,81% para salvar   | Medrado 16,75% para salvar            | Janielly 17% para salvar        | Victoria 23,73% para salvar | Murilo 19,11% para salvar    | Giulia 21,73% para salvar       | Daniel 24,96% para salvar           | Sandra 21,41% para salvar                                  | Alexandre 7,61% para salvar                         |                                           |
| Salvados                    | Salvados                    | Alexandre No divulgado para salvar                                          | Ana Paula No divulgado para salvar                                  | Fagner 4,97% para salvar | Fagner 4,97% para salvar | Ronaldo 19,62% para salvar  | Ronaldo 19,62% para salvar  | Gus 1,71% para salvar | Gus 1,71% para salvar | Antônio 9,88% para salvar | Antônio 9,88% para salvar | Camilla 3,64% para salvar | Camilla 3,64% para salvar | Murilo 27,98% para no salvar | Murilo 27,98% para no salvar | Janielly 4,32% para salvar | Janielly 4,32% para salvar | Natália 32% para salvar            | Erick 38,06% para salvar             | Gyselle 37,67% para salvar      | Murilo 28,64% para salvar         | Gyselle 24,82% para salvar             | Gyselle 29,66% para salvar        | Daniel 22,35% para salvar             | Daniel 31,71% para salvar       | Ricardo 35,15% para salvar  | Giulia 21,72% para salvar    | Gyselle 37,99% para salvar      | Natália 30,96% para salvar          | Natália 21,51% para salvar                                 | Natália 20,37% para salvar                          | Thiago Servo 35,60% para ganar            |
| Salvados                    | Salvados                    | Alexandre No divulgado para salvar                                          | Ana Paula No divulgado para salvar                                  | Fagner 4,97% para salvar | Fagner 4,97% para salvar | Ronaldo 19,62% para salvar  | Ronaldo 19,62% para salvar  | Tati 2,26% para salvar | | Antônio 9,88% para salvar | Antônio 9,88% para salvar | Camilla 3,64% para salvar | Camilla 3,64% para salvar | Murilo 27,98% para no salvar | Murilo 27,98% para no salvar | Janielly 4,32% para salvar | Janielly 4,32% para salvar | Natália 32% para salvar            | Erick 38,06% para salvar             | Gyselle 37,67% para salvar      | Murilo 28,64% para salvar         | Gyselle 24,82% para salvar             | Gyselle 29,66% para salvar        | Daniel 22,35% para salvar             | Daniel 31,71% para salvar       | Ricardo 35,15% para salvar  | Giulia 21,72% para salvar    | Gyselle 37,99% para salvar      | Natália 30,96% para salvar          | Natália 21,51% para salvar                                 | Natália 20,37% para salvar                          | Thiago Servo 35,60% para ganar            |
| Salvados                    | Salvados                    | Alexandre No divulgado para salvar                                          | Ana Paula No divulgado para salvar                                  | Oliver 7,12% para salvar | Oliver 7,12% para salvar | Ronaldo 19,62% para salvar  | Ronaldo 19,62% para salvar  | Erick 4,07% para salvar | Erick 4,07% para salvar | Antônio 9,88% para salvar | Antônio 9,88% para salvar | Erick 4,58% para salvar | Erick 4,58% para salvar | Murilo 27,98% para no salvar | Murilo 27,98% para no salvar | | | Natália 32% para salvar            | Erick 38,06% para salvar             | Gyselle 37,67% para salvar      | Murilo 28,64% para salvar         | Gyselle 24,82% para salvar             | Gyselle 29,66% para salvar        | Daniel 22,35% para salvar             | Daniel 31,71% para salvar       | Ricardo 35,15% para salvar  | Giulia 21,72% para salvar    | Gyselle 37,99% para salvar      | Natália 30,96% para salvar          | Natália 21,51% para salvar                                 | Natália 20,37% para salvar                          | Thiago Servo 35,60% para ganar            |
| Salvados                    | Salvados                    | Bruno Camargo No divulgado para salvar                                      | Faby No divulgado para salvar                                       | Oliver 7,12% para salvar | Oliver 7,12% para salvar | Ronaldo 19,62% para salvar  | Ronaldo 19,62% para salvar  | Erick 4,07% para salvar | Erick 4,07% para salvar | Antônio 9,88% para salvar | Antônio 9,88% para salvar | Erick 4,58% para salvar | Erick 4,58% para salvar | Murilo 27,98% para no salvar | Murilo 27,98% para no salvar | Erick 3,33% para salvar | Erick 3,33% para salvar | Natália 32% para salvar            | Erick 38,06% para salvar             | Gyselle 37,67% para salvar      | Murilo 28,64% para salvar         | Gyselle 24,82% para salvar             | Gyselle 29,66% para salvar        | Daniel 22,35% para salvar             | Daniel 31,71% para salvar       | Ricardo 35,15% para salvar  | Giulia 21,72% para salvar    | Gyselle 37,99% para salvar      | Natália 30,96% para salvar          | Natália 21,51% para salvar                                 | Natália 20,37% para salvar                          | Thiago Servo 35,60% para ganar            |
| Salvados                    | Salvados                    | Bruno Camargo No divulgado para salvar                                      | Faby No divulgado para salvar                                       | Oliver 7,12% para salvar | Oliver 7,12% para salvar | Ronaldo 19,62% para salvar  | Ronaldo 19,62% para salvar  | Murilo 12,79% para salvar | Murilo 12,79% para salvar | Dicesar 4,69% para salvar | Dicesar 4,69% para salvar | Medrado 6,50% para salvar | Medrado 6,50% para salvar | Murilo 27,98% para no salvar | Murilo 27,98% para no salvar | Erick 3,33% para salvar | Erick 3,33% para salvar | Natália 32% para salvar            | Erick 38,06% para salvar             | Gyselle 37,67% para salvar      | Murilo 28,64% para salvar         | Gyselle 24,82% para salvar             | Gyselle 29,66% para salvar        | Daniel 22,35% para salvar             | Daniel 31,71% para salvar       | Ricardo 35,15% para salvar  | Giulia 21,72% para salvar    | Gyselle 37,99% para salvar      | Natália 30,96% para salvar          | Natália 21,51% para salvar                                 | Gyselle 21,52% para salvar                          | Thiago Servo 35,60% para ganar            |
| Salvados                    | Salvados                    | Bruno Camargo No divulgado para salvar                                      | Faby No divulgado para salvar                                       | Oliver 7,12% para salvar | Oliver 7,12% para salvar | Ronaldo 19,62% para salvar  | Ronaldo 19,62% para salvar  | Murilo 12,79% para salvar | Murilo 12,79% para salvar | Dicesar 4,69% para salvar | Dicesar 4,69% para salvar | Medrado 6,50% para salvar | Medrado 6,50% para salvar | Murilo 27,98% para no salvar | Murilo 27,98% para no salvar | Igor 4,87% para salvar | | Natália 32% para salvar            | Erick 38,06% para salvar             | Gyselle 37,67% para salvar      | Murilo 28,64% para salvar         | Gyselle 24,82% para salvar             | Gyselle 29,66% para salvar        | Daniel 22,35% para salvar             | Daniel 31,71% para salvar       | Ricardo 35,15% para salvar  | Giulia 21,72% para salvar    | Gyselle 37,99% para salvar      | Natália 30,96% para salvar          | Natália 21,51% para salvar                                 | Gyselle 21,52% para salvar                          | Thiago Servo 35,60% para ganar            |
| Salvados                    | Salvados                    | Bruno Camargo No divulgado para salvar                                      | Faby No divulgado para salvar                                       | Rayana 9,01% para salvar | Rayana 9,01% para salvar | Ronaldo 19,62% para salvar  | Ronaldo 19,62% para salvar  | Murilo 12,79% para salvar | Murilo 12,79% para salvar | Gyselle 4,82% para salvar | Gyselle 4,82% para salvar | Tiago Dionisio 7,36% para salvar | Tiago Dionisio 7,36% para salvar | Murilo 27,98% para no salvar | Murilo 27,98% para no salvar | Natália 25,23% para salvar | Alexandre 27,51% para salvar | Natália 32% para salvar            | Erick 38,06% para salvar             | Gyselle 37,67% para salvar      | Murilo 28,64% para salvar         | Sandra 26,38% para salvar              | Gyselle 29,66% para salvar        | Gyselle 24,34% para salvar            | Daniel 31,71% para salvar       | Ricardo 35,15% para salvar  |                              | Gyselle 37,99% para salvar      | Natália 30,96% para salvar          |                                                            | Gyselle 21,52% para salvar                          | Thiago Servo 35,60% para ganar            |
| Salvados                    | Salvados                    | Bruno Tálamo No divulgado para salvar                                       | Giulia No divulgado para salvar                                     | Rayana 9,01% para salvar | Rayana 9,01% para salvar | Ronaldo 19,62% para salvar  | Ronaldo 19,62% para salvar  | Murilo 12,79% para salvar | Murilo 12,79% para salvar | Gyselle 4,82% para salvar | Gyselle 4,82% para salvar | Tiago Dionisio 7,36% para salvar | Tiago Dionisio 7,36% para salvar | Murilo 27,98% para no salvar | Murilo 27,98% para no salvar | Natália 25,23% para salvar | Alexandre 27,51% para salvar | Natália 32% para salvar            | Erick 38,06% para salvar             | Gyselle 37,67% para salvar      | Murilo 28,64% para salvar         | Sandra 26,38% para salvar              | Gyselle 29,66% para salvar        | Gyselle 24,34% para salvar            | Daniel 31,71% para salvar       | Ricardo 35,15% para salvar  | Oliver 6,68% para salvar     | Oliver 6,68% para salvar        | Natália 30,96% para salvar          |                                                            | Gyselle 21,52% para salvar                          | Thiago Servo 35,60% para ganar            |
| Salvados                    | Salvados                    | Bruno Tálamo No divulgado para salvar                                       | Giulia No divulgado para salvar                                     | Rayana 9,01% para salvar | Rayana 9,01% para salvar | Ronaldo 19,62% para salvar  | Ronaldo 19,62% para salvar  | Murilo 12,79% para salvar | Murilo 12,79% para salvar | Murilo 6,60% para salvar | Murilo 6,60% para salvar | Gyselle 7,97% para salvar | Gyselle 7,97% para salvar | Murilo 27,98% para no salvar | Murilo 27,98% para no salvar | Natália 25,23% para salvar | Alexandre 27,51% para salvar | Natália 32% para salvar            | Erick 38,06% para salvar             | Gyselle 37,67% para salvar      | Murilo 28,64% para salvar         | Sandra 26,38% para salvar              | Gyselle 29,66% para salvar        | Gyselle 24,34% para salvar            | Daniel 31,71% para salvar       | Ricardo 35,15% para salvar  | Oliver 6,68% para salvar     | Oliver 6,68% para salvar        | Natália 30,96% para salvar          |                                                            | Gyselle 21,52% para salvar                          | Thiago Servo 35,60% para ganar            |
| Salvados                    | Salvados                    | Bruno Tálamo No divulgado para salvar                                       | Giulia No divulgado para salvar                                     | Rayana 9,01% para salvar | Rayana 9,01% para salvar | Ronaldo 19,62% para salvar  | Ronaldo 19,62% para salvar  | Murilo 12,79% para salvar | Murilo 12,79% para salvar | Murilo 6,60% para salvar | Murilo 6,60% para salvar | Gyselle 7,97% para salvar | Gyselle 7,97% para salvar | Murilo 27,98% para no salvar | Murilo 27,98% para no salvar | Natália 25,23% para salvar | Alexandre 27,51% para salvar | Natália 32% para salvar            | Erick 38,06% para salvar             | Gyselle 37,67% para salvar      | Murilo 28,64% para salvar         | Sandra 26,38% para salvar              | Gyselle 29,66% para salvar        | Gyselle 24,34% para salvar            | Daniel 31,71% para salvar       | Ricardo 35,15% para salvar  | Rayana 8,28% para salvar     |                                 | Natália 30,96% para salvar          |                                                            | Gyselle 21,52% para salvar                          | Thiago Servo 35,60% para ganar            |
| Salvados                    | Salvados                    | Bruno Tálamo No divulgado para salvar                                       | Giulia No divulgado para salvar                                     | Antônio 11,82% para salvar | Antônio 11,82% para salvar | Glauco 63,23% para salvar   | Glauco 63,23% para salvar   | Tiago Dionisio 14,29% para salvar | Tiago Dionisio 14,29% para salvar | Murilo 6,60% para salvar | Murilo 6,60% para salvar | Gyselle 7,97% para salvar | Gyselle 7,97% para salvar | Murilo 27,98% para no salvar | Murilo 27,98% para no salvar | Natália 25,23% para salvar | Alexandre 27,51% para salvar | Bruno Tálamo 56,33% para salvar    | Tiago Dionisio 43,55% para salvar    | Thiago Servo 46,64% para salvar | Ana Paula 50,67% para salvar      | Sandra 26,38% para salvar              | Thiago Servo 44,53% para salvar   | Gyselle 24,34% para salvar            | Gabriel Roza 51,29% para salvar | Giulia 41,12% para salvar   | Daniel 40,28% para salvar    | Thiago Servo 40,18% para salvar | Gabriel Roza 22,52% para salvar     |                                                            |                                                     | Thiago Servo 35,60% para ganar            |
| Salvados                    | Salvados                    | Bruno Tálamo No divulgado para salvar                                       | Giulia No divulgado para salvar                                     | Antônio 11,82% para salvar | Antônio 11,82% para salvar | Glauco 63,23% para salvar   | Glauco 63,23% para salvar   | Tiago Dionisio 14,29% para salvar | Tiago Dionisio 14,29% para salvar | Murilo 6,60% para salvar | Murilo 6,60% para salvar | Gyselle 7,97% para salvar | Gyselle 7,97% para salvar | Murilo 27,98% para no salvar | Murilo 27,98% para no salvar | Natália 25,23% para salvar | Alexandre 27,51% para salvar | Bruno Tálamo 56,33% para salvar    | Tiago Dionisio 43,55% para salvar    | Thiago Servo 46,64% para salvar | Ana Paula 50,67% para salvar      | Sandra 26,38% para salvar              | Thiago Servo 44,53% para salvar   | Gyselle 24,34% para salvar            | Gabriel Roza 51,29% para salvar | Giulia 41,12% para salvar   | Daniel 40,28% para salvar    | Thiago Servo 40,18% para salvar | Gabriel Roza 22,52% para salvar     | Murilo 8,36% para salvar                                   |                                                     | Thiago Servo 35,60% para ganar            |
| Salvados                    | Salvados                    | Bruno Tálamo No divulgado para salvar                                       | Giulia No divulgado para salvar                                     | Antônio 11,82% para salvar | Antônio 11,82% para salvar | Glauco 63,23% para salvar   | Glauco 63,23% para salvar   | Tiago Dionisio 14,29% para salvar | Tiago Dionisio 14,29% para salvar | Tiago Dionisio 7,43% para salvar | Tiago Dionisio 7,43% para salvar | Thiago Servo 9,78% para salvar | Thiago Servo 9,78% para salvar | Murilo 27,98% para no salvar | Murilo 27,98% para no salvar | Natália 25,23% para salvar | Alexandre 27,51% para salvar | Bruno Tálamo 56,33% para salvar    | Tiago Dionisio 43,55% para salvar    | Thiago Servo 46,64% para salvar | Ana Paula 50,67% para salvar      | Sandra 26,38% para salvar              | Thiago Servo 44,53% para salvar   | Gyselle 24,34% para salvar            | Gabriel Roza 51,29% para salvar | Giulia 41,12% para salvar   | Daniel 40,28% para salvar    | Thiago Servo 40,18% para salvar | Gabriel Roza 22,52% para salvar     |                                                            |                                                     | Thiago Servo 35,60% para ganar            |
| Salvados                    | Salvados                    | Daniel No divulgado para salvar                                             | Stephanie Gomes No divulgado para salvar                            | Antônio 11,82% para salvar | Antônio 11,82% para salvar | Glauco 63,23% para salvar   | Glauco 63,23% para salvar   | Tiago Dionisio 14,29% para salvar | Tiago Dionisio 14,29% para salvar | Tiago Dionisio 7,43% para salvar | Tiago Dionisio 7,43% para salvar | Thiago Servo 9,78% para salvar | Thiago Servo 9,78% para salvar | Murilo 27,98% para no salvar | Murilo 27,98% para no salvar | Natália 25,23% para salvar | Alexandre 27,51% para salvar | Bruno Tálamo 56,33% para salvar    | Tiago Dionisio 43,55% para salvar    | Thiago Servo 46,64% para salvar | Ana Paula 50,67% para salvar      | Sandra 26,38% para salvar              | Thiago Servo 44,53% para salvar   | Gyselle 24,34% para salvar            | Gabriel Roza 51,29% para salvar | Giulia 41,12% para salvar   | Daniel 40,28% para salvar    | Thiago Servo 40,18% para salvar | Gabriel Roza 22,52% para salvar     | Janielly 9,46% para salvar                                 | Janielly 9,46% para salvar                          | Thiago Servo 35,60% para ganar            |
| Salvados                    | Salvados                    | Daniel No divulgado para salvar                                             | Stephanie Gomes No divulgado para salvar                            | Gyselle 14,37% para salvar | Gyselle 14,37% para salvar | Glauco 63,23% para salvar   | Glauco 63,23% para salvar   | Tiago Dionisio 14,29% para salvar | Tiago Dionisio 14,29% para salvar | Gabriel Roza 15,14% para salvar | Gabriel Roza 15,14% para salvar | Natália 10,12% para salvar | Natália 10,12% para salvar | Murilo 27,98% para no salvar | Murilo 27,98% para no salvar | Thiago Servo 43,99% para salvar | Gabriel Roza 33,39% para salvar | Bruno Tálamo 56,33% para salvar    | Tiago Dionisio 43,55% para salvar    | Thiago Servo 46,64% para salvar | Ana Paula 50,67% para salvar      | Gyselle 32,79% para salvar             | Thiago Servo 44,53% para salvar   | Thiago Servo 32,74% para salvar       | Gabriel Roza 51,29% para salvar | Giulia 41,12% para salvar   | Daniel 40,28% para salvar    | Thiago Servo 40,18% para salvar | Gabriel Roza 22,52% para salvar     | Janielly 9,46% para salvar                                 | Janielly 9,46% para salvar                          | Thiago Servo 35,60% para ganar            |
| Salvados                    | Salvados                    | Daniel No divulgado para salvar                                             | Stephanie Gomes No divulgado para salvar                            | Gyselle 14,37% para salvar | Gyselle 14,37% para salvar | Glauco 63,23% para salvar   | Glauco 63,23% para salvar   | Tiago Dionisio 14,29% para salvar | Tiago Dionisio 14,29% para salvar | Gabriel Roza 15,14% para salvar | Gabriel Roza 15,14% para salvar | Natália 10,12% para salvar | Natália 10,12% para salvar | Murilo 27,98% para no salvar | Murilo 27,98% para no salvar | Thiago Servo 43,99% para salvar | Gabriel Roza 33,39% para salvar | Bruno Tálamo 56,33% para salvar    | Tiago Dionisio 43,55% para salvar    | Thiago Servo 46,64% para salvar | Ana Paula 50,67% para salvar      | Gyselle 32,79% para salvar             | Thiago Servo 44,53% para salvar   | Thiago Servo 32,74% para salvar       | Gabriel Roza 51,29% para salvar | Giulia 41,12% para salvar   | Daniel 40,28% para salvar    | Thiago Servo 40,18% para salvar | Gabriel Roza 22,52% para salvar     | Tiago Dionisio 9,77% para salvar                           |                                                     | Thiago Servo 35,60% para ganar            |
| Salvados                    | Salvados                    | Daniel No divulgado para salvar                                             | Stephanie Gomes No divulgado para salvar                            | Gyselle 14,37% para salvar | Gyselle 14,37% para salvar | Glauco 63,23% para salvar   | Glauco 63,23% para salvar   | Natália 26,48% para salvar | Natália 26,48% para salvar | Natália 18,14% para salvar | Natália 18,14% para salvar | Sandra 13,46% para salvar | Sandra 13,46% para salvar | Murilo 27,98% para no salvar | Murilo 27,98% para no salvar | Thiago Servo 43,99% para salvar | Gabriel Roza 33,39% para salvar | Bruno Tálamo 56,33% para salvar    | Tiago Dionisio 43,55% para salvar    | Thiago Servo 46,64% para salvar | Ana Paula 50,67% para salvar      | Gyselle 32,79% para salvar             | Thiago Servo 44,53% para salvar   | Thiago Servo 32,74% para salvar       | Gabriel Roza 51,29% para salvar | Giulia 41,12% para salvar   | Daniel 40,28% para salvar    | Thiago Servo 40,18% para salvar | Thiago Servo 27,98% para salvar     |                                                            |                                                     | Thiago Servo 35,60% para ganar            |
| Salvados                    | Salvados                    | Ricardo No divulgado para salvar                                            | Victoria No divulgado para salvar                                   | Gyselle 14,37% para salvar | Gyselle 14,37% para salvar | Glauco 63,23% para salvar   | Glauco 63,23% para salvar   | Natália 26,48% para salvar | Natália 26,48% para salvar | Natália 18,14% para salvar | Natália 18,14% para salvar | Sandra 13,46% para salvar | Sandra 13,46% para salvar | Murilo 27,98% para no salvar | Murilo 27,98% para no salvar | Thiago Servo 43,99% para salvar | Gabriel Roza 33,39% para salvar | Bruno Tálamo 56,33% para salvar    | Tiago Dionisio 43,55% para salvar    | Thiago Servo 46,64% para salvar | Ana Paula 50,67% para salvar      | Gyselle 32,79% para salvar             | Thiago Servo 44,53% para salvar   | Thiago Servo 32,74% para salvar       | Gabriel Roza 51,29% para salvar | Giulia 41,12% para salvar   | Daniel 40,28% para salvar    | Thiago Servo 40,18% para salvar | Thiago Servo 27,98% para salvar     | Maria 10,93% para salvar                                   | Maria 10,93% para salvar                            | Thiago Servo 35,60% para ganar            |
| Salvados                    | Salvados                    | Ricardo No divulgado para salvar                                            | Victoria No divulgado para salvar                                   | Camilla 15,35% para salvar | Camilla 15,35% para salvar | Glauco 63,23% para salvar   | Glauco 63,23% para salvar   | Natália 26,48% para salvar | Natália 26,48% para salvar | Sandra 18,46% para salvar | Sandra 18,46% para salvar | Gabriel Roza 14,02% para salvar | Gabriel Roza 14,02% para salvar | Murilo 27,98% para no salvar | Murilo 27,98% para no salvar | Thiago Servo 43,99% para salvar | Gabriel Roza 33,39% para salvar | Bruno Tálamo 56,33% para salvar    | Tiago Dionisio 43,55% para salvar    | Thiago Servo 46,64% para salvar | Ana Paula 50,67% para salvar      | Gyselle 32,79% para salvar             | Thiago Servo 44,53% para salvar   | Thiago Servo 32,74% para salvar       | Gabriel Roza 51,29% para salvar | Giulia 41,12% para salvar   | Daniel 40,28% para salvar    | Thiago Servo 40,18% para salvar | Thiago Servo 27,98% para salvar     | Maria 10,93% para salvar                                   | Maria 10,93% para salvar                            | Thiago Servo 35,60% para ganar            |
| Salvados                    | Salvados                    | Ricardo No divulgado para salvar                                            | Victoria No divulgado para salvar                                   | Camilla 15,35% para salvar | Camilla 15,35% para salvar | Glauco 63,23% para salvar   | Glauco 63,23% para salvar   | Natália 26,48% para salvar | Natália 26,48% para salvar | Sandra 18,46% para salvar | Sandra 18,46% para salvar | Gabriel Roza 14,02% para salvar | Gabriel Roza 14,02% para salvar | Murilo 27,98% para no salvar | Murilo 27,98% para no salvar | Thiago Servo 43,99% para salvar | Gabriel Roza 33,39% para salvar | Bruno Tálamo 56,33% para salvar    | Tiago Dionisio 43,55% para salvar    | Thiago Servo 46,64% para salvar | Ana Paula 50,67% para salvar      | Gyselle 32,79% para salvar             | Thiago Servo 44,53% para salvar   | Thiago Servo 32,74% para salvar       | Gabriel Roza 51,29% para salvar | Giulia 41,12% para salvar   | Daniel 40,28% para salvar    | Thiago Servo 40,18% para salvar | Thiago Servo 27,98% para salvar     | Gabriel Roza 24,15% para salvar                            |                                                     | Thiago Servo 35,60% para ganar            |

|  | Mansión      |  |           | Aldea |
|  | Casa Verde   |  | Casa Azul |       |
|  | Casa Naranja |  | Hotel     |       |

## Segunda edición (22/04/2024 – 18/07/2024)
| Bandera del estado de São Paulo           | Kaio Perroni         |
| Bandera del estado de Espírito Santo      | João Hadad           |
| Bandera del estado de Pará                | Will Rambo           |
| Bandera del estado de Bahía               | Fernando Sampaio     |
| Bandera del estado de Maranhão            | Taty Pink            |
| Bandera del estado de Mato Grosso del Sur | Hideo Matsunaga      |
| Bandera del estado de São Paulo           | Guipa Pallesi        |
| Bandera de Japón                          | Cel Hayashi          |
| Bandera del estado de São Paulo           | Brenno Pavarini      |
| Bandera del estado de Minas Gerais        | Fellipe Villas       |
| Bandera del estado de Río de Janeiro      | Liziane Gutierrez    |
| Bandera del estado de Paraná              | Geni Grohalski       |
| Bandera del estado de Acre                | Anahí Rodrighero     |
| Bandera del estado de Ceará               | Lucas de Albú        |
| Bandera del estado de São Paulo           | Bruno Cardoso        |
| Bandera del Distrito Federal de Brasil    | Cátia Paganote       |
| Bandera del estado de Río de Janeiro      | Edlaine Barboza      |
| Bandera del estado de São Paulo           | Vinigram             |
| Bandera del estado de Bahía               | MC Mari              |
| Bandera del estado de São Paulo           | Cláudia Baronesa     |
| Bandera del estado de São Paulo           | Andreia Andrade      |
| Bandera del estado de Minas Gerais        | MC Jey Jey           |
| Bandera del estado de São Paulo           | Brunna Bernardy      |
| Bandera del estado de São Paulo           | Bifão                |
| Bandera del estado de São Paulo           | João Victor Pinto    |
| Bandera del estado de Rondonia            | Gabriela Rossi       |
| Bandera del estado de São Paulo           | Lippe Rodrigues      |
| Bandera del estado de Mato Grosso         | Ysani Kalapalo       |
| Bandera del estado de Pará                | Heitor Ximenis       |
| Bandera del estado de Sergipe             | Clevinho Santana     |
| Bandera del estado de Río de Janeiro      | Jaline Araújo        |
| Bandera del Distrito Federal de Brasil    | Thiago Cirillo       |
| Bandera del estado de Maranhão            | Manoelzinho Gomes    |
| Bandera del estado de Río de Janeiro      | Charles Daves        |
| Bandera del estado de Sergipe             | Maysa Reis           |
| Bandera del estado de Espírito Santo      | Thiago Luz           |
| Bandera del estado de São Paulo           | Michael Calasans     |
| Bandera del estado de Río Grande del Sur  | Maizy Magalhães      |
| Bandera del estado de Minas Gerais        | Brunno Danese        |
| Bandera del estado de Santa Catarina      | Graci Zermiani       |
| Bandera del Distrito Federal de Brasil    | Vivi Fernandez       |
| Bandera del estado de Bahía               | Aline Bina           |
| Bandera del estado de São Paulo           | Danilo Garcia        |
| Bandera del estado de Minas Gerais        | Poliana Roberta      |
| Bandera del estado de Río de Janeiro      | Biel Azevedo         |
| Bandera del estado de São Paulo           | Raphinha Hoffman     |
| Bandera del estado de Bahía               | Nathana Britto       |
| Bandera del estado de Minas Gerais        | Izumed               |
| Bandera del estado de São Paulo           | Matheus Destri       |
| Bandera del estado de São Paulo           | Claudia Cramo        |
| Bandera del estado de São Paulo           | Lara Costa           |
| Bandera del estado de Río Grande del Sur  | Luciano Rodrigues    |
| Bandera del estado de São Paulo           | Jonas Bento          |
| Bandera del estado de Minas Gerais        | Cacau Luz            |
| Bandera del estado de Minas Gerais        | Dani Bavoso          |
| Bandera del estado de São Paulo           | Bruninho Mano        |
| Bandera del estado de São Paulo           | Carolina Roland      |
| Bandera del estado de Paraná              | Michelle Heiden      |
| Bandera del estado de Minas Gerais        | Fábio Gontijo        |
| Bandera del estado de São Paulo           | Stephany Carvalho    |
| Bandera del estado de São Paulo           | Vanessa Di Santo     |
| Bandera del estado de Río de Janeiro      | Madson Formagini     |
| Bandera del estado de Goiás               | Preta Praiana        |
| Bandera del estado de Goiás               | Wellen Rocha         |
| Bandera del estado de São Paulo           | Luciana Mirihad      |
| Bandera del estado de São Paulo           | Cibelle Mestre       |
| Bandera del estado de São Paulo           | Vinicius Venturini   |
| Bandera del estado de Río de Janeiro      | Amanda Martins       |
| Bandera del estado de Minas Gerais        | Jéssica Marisol      |
| Bandera del estado de São Paulo           | Hanny Boni           |
| Bandera del estado de Minas Gerais        | Nadya França         |
| Bandera del estado de Río Grande del Sur  | Ana Paula Oliveira   |
| Bandera del estado de Paraná              | Fabrício Almeida     |
| Bandera del estado de Río Grande del Sur  | Nelson Albuquerque   |
| Bandera del estado de Alagoas             | Tatiane Melo         |
| Bandera del estado de São Paulo           | Márcia Barroz        |
| Bandera del estado de Río de Janeiro      | Uarzancler Zuckerman |
| Bandera del estado de Bahía               | Neuma Carolina       |
| Bandera del estado de Minas Gerais        | Jordana Guimarães    |
| Bandera del estado de São Paulo           | Theo Black           |
| Bandera del estado de Minas Gerais        | Leonardo Saavedra    |
| Bandera del estado de Minas Gerais        | Bruno Canaan         |
| Bandera del estado de São Paulo           | Thay Sampaio         |
| Bandera del estado de Río de Janeiro      | Ingrid Caravellas    |
| Bandera del estado de São Paulo           | Nemo Pimenta         |
| Bandera del estado de São Paulo           | Rita Assumpção       |
| Bandera del estado de Bahía               | Diego Silva          |
| Bandera del estado de São Paulo           | Ricardo Costa        |
| Bandera del estado de São Paulo           | Gustavo Mustafe      |
| Bandera del estado de São Paulo           | Ana Karolina Abreu   |
| Bandera del Distrito Federal de Brasil    | Luiza Aragão         |
| Bandera del estado de São Paulo           | Billy Santana        |
| Bandera del estado de São Paulo           | Ratinho              |
| Bandera del estado de São Paulo           | Kadu Rodrigues       |
| Bandera del estado de Río de Janeiro      | Vini Sassone         |
| Bandera de Paraguay                       | Sandro França        |
| Bandera del estado de Goiás               | Marcus Cowboy        |
| Bandera del estado de Río Grande del Sur  | Jo Werner            |
| Bandera del estado de Paraíba             | Fran Sabino          |
| Bandera del estado de São Paulo           | Flavinha Cheirosa    |
| Bandera del estado de São Paulo           | Gaby Fontenelle      |
| ----------------------------------------- | -------------------- |

### Tabla de nominaciones
|                             |                             | Semana 1 | Semana 1 | Semana 1 | Semana 1 | Semana 1 | Semana 1 | Semana 2 | Semana 2 | Semana 2 | Semana 2 | Semana 3                         | Semana 4                  | Semana 5                    | Semana 6                   | Semana 7                    | Semana 8                         | Semana 9                 | Semana 10                   | Semana 11                  | Semana 11                   | Semana 12                 | Semana 12                | Semana 12                   | Semana 12                 |
| Día 3                       | Día 3                       | Día 7 | Día 7 | Día 10 | Día 10 | Día 14 | Día 14 | Día 17 | Día 17 | Día 80 | Día 81 | Semana 3                         | Semana 4                  | Semana 5                    | Semana 6                   | Semana 7                    | Semana 8                         | Semana 9                 | Semana 10                   | Día 83                     | Día 85                      | Día 85                    | Final                    |                             |                           |
| --------------------------- | --------------------------- | --- | --- | --- | --- | --- | --- | --- | --- | --- | --- | -------------------------------- | ------------------------- | --------------------------- | -------------------------- | --------------------------- | -------------------------------- | ------------------------ | --------------------------- | -------------------------- | --------------------------- | ------------------------- | ------------------------ | --------------------------- | ------------------------- |
| Dueños                      | Dueños                      | Cacau Claudia Madson | Cacau Claudia Madson | Lucas Gabriela Brunno Danese | Lucas Gabriela Brunno Danese | Edlaine Jaline Luciano | Edlaine Jaline Luciano | Manoelzinho Thiago Luz Clevinho | Manoelzinho Thiago Luz Clevinho | Lucas Jey Jey Jaline | Lucas Jey Jey Jaline | Baronesa Will                    | Hadad Kaio                | Hideo Lucas                 | Edlaine Liziane            | Fernando Geni               | Fellipe Guipa                    | Brenno Kaio              | Anahí Liziane               | Geni Guipa                 | Guipa                       | Cel Hadad                 | (nadie)                  | (nadie)                     | (nadie)                   |
| Nominado (Dueños)           | Nominado (Dueños)           | Anahí Billy Cel Fellipe Flavinha Fran Jo Kadu Kaio Mari Ratinho Sandro Vinigram Biel Brunno Danese Gabriela Hideo Lucas Luiza Maizy Matheus Vini Bruno Cardoso Edlaine João Victor Marcus Poliana       | Anahí Billy Cel Fellipe Flavinha Fran Jo Kadu Kaio Mari Ratinho Sandro Vinigram Biel Brunno Danese Gabriela Hideo Lucas Luiza Maizy Matheus Vini Bruno Cardoso Edlaine João Victor Marcus Poliana       | Anahí Brenno Cel Charles Edlaine Ingrid Jaline Jordana Leonardo Lippe Luciano Márcia Neuma Raphinha Tatiane Theo Ysani Ana Paula Andreia Bruno Canaan Fabrício Jey Jey Lara Maizy Nelson Nemo Taty Uarzancler Carolina Cátia Diego João Victor Michael Rita Thay             | Anahí Brenno Cel Charles Edlaine Ingrid Jaline Jordana Leonardo Lippe Luciano Márcia Neuma Raphinha Tatiane Theo Ysani Ana Paula Andreia Bruno Canaan Fabrício Jey Jey Lara Maizy Nelson Nemo Taty Uarzancler Carolina Cátia Diego João Victor Michael Rita Thay             | Amanda Baronesa Bruninho Brunna Cacau Fábio Geni Heitor Lippe Liziane Lucas Luciana Michelle Vanessa Wellen Biel Cibelle Clevinho Dani Fernando Gabriela Hanny Hideo Jonas Manoelzinho Maysa Nadya Preta Taty Thiago Cirillo Thiago Luz Bifão Bruno Cardoso Carolina Jéssica Madson Stephany Vinicius Will       | Amanda Baronesa Bruninho Brunna Cacau Fábio Geni Heitor Lippe Liziane Lucas Luciana Michelle Vanessa Wellen Biel Cibelle Clevinho Dani Fernando Gabriela Hanny Hideo Jonas Manoelzinho Maysa Nadya Preta Taty Thiago Cirillo Thiago Luz Bifão Bruno Cardoso Carolina Jéssica Madson Stephany Vinicius Will       | Baronesa Brenno Brunna Cacau Danilo Edlaine Fellipe Hadad Heitor Kaio Lippe Liziane Lucas Mari Raphinha Vinigram Ysani Andreia Biel Claudia Graci Hideo Izumed Jaline Jey Jey Jonas Lara Maizy Matheus Nathana Taty Vivi Aline Brunno Danese Cátia João Victor Luciano Michael Poliana Will | Baronesa Brenno Brunna Cacau Danilo Edlaine Fellipe Hadad Heitor Kaio Lippe Liziane Lucas Mari Raphinha Vinigram Ysani Andreia Biel Claudia Graci Hideo Izumed Jaline Jey Jey Jonas Lara Maizy Matheus Nathana Taty Vivi Aline Brunno Danese Cátia João Victor Luciano Michael Poliana Will | (nadie) | (nadie) | (nadie)                          | Brenno                    | Cel                         | (nadie)                    | Taty                        | Fernando                         | Lucas                    | Will                        | Fellipe                    | (nadie)                     | Taty                      | (nadie)                  | (nadie)                     | (nadie)                   |
| Nominado (Votación)         | Nominado (Votación)         | (nadie) | (nadie) | (nadie) | (nadie) | (nadie) | (nadie) | (nadie) | (nadie) | (nadie) | (nadie) | Bruno Cardoso                    | Anahí                     | Hadad                       | Guipa                      | Cátia                       | Bruno Cardoso                    | Guipa                    | Fernando                    | Liziane                    | (nadie)                     | Brenno                    | (nadie)                  | (nadie)                     | (nadie)                   |
| Nominado (Otros)            | Nominado (Otros)            | Hadad | Hadad | Danilo Mari | Danilo Mari | Guipa | Guipa | (nadie) | (nadie) | Andreia Baronesa Bifão Brenno Brunna Cátia Charles Clevinho Edlaine Fellipe Fernando Gabriela Guipa Heitor Hideo Jaline Jey Jey João Victor Lippe Liziane Lucas Manoelzinho Mari Maysa Taty Thiago Cirillo Thiago Luz Vinigram Will Ysani | Andreia Baronesa Bifão Brenno Brunna Cátia Charles Clevinho Edlaine Fellipe Fernando Gabriela Guipa Heitor Hideo Jaline Jey Jey João Victor Lippe Liziane Lucas Manoelzinho Mari Maysa Taty Thiago Cirillo Thiago Luz Vinigram Will Ysani | Baronesa Will                    | Kaio                      | Lucas                       | Edlaine Liziane            | Fernando                    | Guipa                            | Brenno                   | Anahí                       | Geni Kaio                  | Fellipe Kaio Liziane        | Guipa Hadad               | Cel Guipa Hadad Will     | Fernando Hideo Kaio Taty    | (nadie)                   |
| Ganador de Prueba del Turno | Ganador de Prueba del Turno | (nadie) | (nadie) | (nadie) | (nadie) | (nadie) | (nadie) | (nadie) | (nadie) | (nadie) | (nadie) | Will                             | Kaio                      | Cel                         | Liziane                    | Taty                        | Guipa                            | Brenno                   | Will                        | (nadie)                    | Fellipe                     | Hadad                     | (nadie)                  | (nadie)                     | (nadie)                   |
| Nominado (Prueba del Turno) | Nominado (Prueba del Turno) | (nadie) | (nadie) | (nadie) | (nadie) | (nadie) | (nadie) | (nadie) | (nadie) | (nadie) | (nadie) | Guipa                            | Mari                      | Vinigram                    | Kaio                       | Hadad                       | Kaio                             | Hadad                    | Hadad                       | (nadie)                    | Fernando                    | Will                      | (nadie)                  | (nadie)                     | (nadie)                   |
|                             |                             | | | | | | | | | | |                                  |                           |                             |                            |                             |                                  |                          |                             |                            |                             |                           |                          |                             |                           |
|                             | Kaio                        | | Nominado | | Inmune | | Inmune | | Nominado | Estaba en el hotel | Estaba en el hotel | Mari                             | Dueño                     | Lucas Brenno                | Brenno                     | Fernando Hadad              | Guipa Liziane                    | Guipa                    | Liziane Fernando            | Guipa Liziane              | Nominado                    | Hadad Brenno              | Salvado                  | Fernando Hideo Taty         | Ganador (Día 89)          |
|                             | Hadad                       | | Nominado | | Inmune | | Inmune | | Nominado | Estaba en el hotel | Estaba en el hotel | Cel                              | Anahí                     | Hideo Liziane               | Fellipe                    | Geni Fellipe Will           | Fellipe Will                     | Kaio Will                | Anahí Fellipe               | Geni Kaio                  | No elegible                 | Dueño                     | Nominado                 | Salvado                     | 2.º finalista (Día 89)    |
|                             | Will                        | | Inmune | | Inmune | | Nominado | | Nominado | | Nominado | Dueño                            | Hadad Lucas               | Lucas Guipa                 | Guipa                      | Geni Cátia                  | Guipa Lucas                      | Brenno Guipa             | Anahí Hadad                 | Guipa Liziane              | No elegible                 | Hadad Guipa               | Guipa Hadad Cel          | Salvado                     | 3.º finalista (Día 89)    |
|                             | Fernando                    | | Inmune | | Inmune | | Nominado | | Inmune | | Nominado | Hideo                            | Kaio Cel                  | Hideo Geni                  | Anahí                      | Dueño                       | Guipa Bruno Cardoso              | Brenno Geni              | Anahí Fellipe               | Geni Kaio                  | Nominado                    | Cel Brenno                | Salvado                  | Nominado                    | 4.º finalista (Día 89)    |
|                             | Taty                        | | Inmune | | Nominada | | Nominada | | Nominada | | Nominada | Cátia                            | Hadad Cátia               | Lucas Hadad                 | Hadad                      | Fernando Cátia              | Guipa Geni                       | Kaio                     | Liziane Fernando            | Geni Liziane (x2)          | No elegible                 | Hadad Guipa               | Salvada                  | Nominada                    | Expulsada (Día 87)        |
|                             | Hideo                       | | Nominado | | Inmune | | Nominado | | Nominado | | Nominado | Fernando                         | Kaio Cel                  | Dueño                       | Lucas                      | Fernando Cátia              | Guipa Hadad Lucas                | Brenno Guipa             | Liziane Fernando            | Guipa Liziane (x2)         | No elegible                 | Hadad Brenno              | Salvado                  | Nominado                    | Expulsado (Día 87)        |
|                             | Guipa                       | | Inmune | | Inmune | | Nominado | | Inmune | | Nominado | Bruno Cardoso                    | Kaio Mari                 | Hideo Will                  | Will                       | Fernando Fellipe Will       | Dueño                            | Brenno Will              | Anahí Taty                  | Dueño                      | Dueño                       | Cel Kaio                  | Nominado                 | Expulsado (Día 86)          | Expulsado (Día 86)        |
|                             | Cel                         | | Nominado | | Nominado | Estaba en el hotel | Estaba en el hotel | Estaba en el hotel | Estaba en el hotel | Estaba en el hotel | Estaba en el hotel | Mari                             | Hadad Lucas               | Lucas Hadad                 | Guipa                      | Fernando Hadad              | Fellipe Lucas                    | Brenno Guipa             | Liziane Fellipe             | Guipa Brenno               | No elegible                 | Dueño                     | Nominado                 | Expulsado (Día 86)          | Expulsado (Día 86)        |
|                             | Brenno                      | | Inmune | | Nominado | | Inmune | | Nominado | | Nominado | Fernando                         | Kaio Guipa                | Lucas Kaio                  | Guipa                      | Geni Kaio                   | Guipa Bruno Cardoso              | Dueño                    | Anahí Kaio                  | Geni Kaio                  | No elegible                 | Hadad Kaio                | Expulsado (Día 84)       | Expulsado (Día 84)          | Expulsado (Día 84)        |
|                             | Fellipe                     | | Nominado | | Inmune | | Inmune | | Nominado | | Nominado | Cel                              | Hadad Anahí               | Lucas Hadad                 | Hadad                      | Fernando Cátia              | Dueño                            | Kaio Guipa               | Anahí Hadad                 | Geni Fernando              | Inmune                      | Retirado (Día 83)         | Retirado (Día 83)        | Retirado (Día 83)           | Retirado (Día 83)         |
|                             | Liziane                     | | Inmune | | Inmune | | Nominada | | Nominada | | Nominada | Bruno Cardoso                    | Kaio Anahí                | Hideo Hadad                 | Dueña                      | Fernando Kaio               | Guipa Bruno Cardoso              | Kaio Geni                | Dueña                       | Geni Kaio                  | Nominada                    | Expulsada (Día 82)        | Expulsada (Día 82)       | Expulsada (Día 82)          | Expulsada (Día 82)        |
|                             | Geni                        | | Inmune | | Inmune | | Nominada | Estaba en el hotel | Estaba en el hotel | Estaba en el hotel | Estaba en el hotel | Guipa                            | Hadad Hideo               | Lucas Fernando              | Fernando                   | Dueña                       | Guipa Brenno Liziane             | Brenno Fernando          | Liziane Fernando            | Dueña                      | Expulsada (Día 81)          | Expulsada (Día 81)        | Expulsada (Día 81)       | Expulsada (Día 81)          | Expulsada (Día 81)        |
|                             | Anahí                       | | Nominada | | Nominada | Estaba en el hotel | Estaba en el hotel | Estaba en el hotel | Estaba en el hotel | Estaba en el hotel | Estaba en el hotel | Fernando                         | Hadad Lucas               | Lucas Hadad                 | Fernando                   | Fernando Hadad              | Guipa Will                       | Brenno Will              | Dueña                       | Expulsada (Día 75)         | Expulsada (Día 75)          | Expulsada (Día 75)        | Expulsada (Día 75)       | Expulsada (Día 75)          | Expulsada (Día 75)        |
|                             | Lucas                       | | Nominado | | Dueño | | Nominado | | Nominado | | Nominado | Bruno Cardoso                    | Kaio Anahí                | Dueño                       | Will                       | Geni Hideo                  | Fellipe Bruno Cardoso            | Brenno Will              | Expulsado (Día 68)          | Expulsado (Día 68)         | Expulsado (Día 68)          | Expulsado (Día 68)        | Expulsado (Día 68)       | Expulsado (Día 68)          | Expulsado (Día 68)        |
|                             | Bruno Cardoso               | | Nominado | | Inmune | | Nominado | Estaba en el hotel | Estaba en el hotel | Estaba en el hotel | Estaba en el hotel | Cátia                            | Hadad Guipa               | Lucas Hadad                 | Guipa                      | Fernando Cátia              | Guipa Liziane                    | Expulsado (Día 61)       | Expulsado (Día 61)          | Expulsado (Día 61)         | Expulsado (Día 61)          | Expulsado (Día 61)        | Expulsado (Día 61)       | Expulsado (Día 61)          | Expulsado (Día 61)        |
|                             | Cátia                       | | Inmune | | Nominada | | Inmune | | Nominada | | Nominada | Bruno Cardoso                    | Kaio Guipa                | Hideo Edlaine               | Will                       | Fernando Bruno Cardoso      | Expulsada (Día 54)               | Expulsada (Día 54)       | Expulsada (Día 54)          | Expulsada (Día 54)         | Expulsada (Día 54)          | Expulsada (Día 54)        | Expulsada (Día 54)       | Expulsada (Día 54)          | Expulsada (Día 54)        |
|                             | Edlaine                     | | Nominada | | Nominada | | Dueña | | Nominada | | Nominada | Cátia                            | Hadad Cátia               | Lucas Liziane               | Dueña                      | Expulsada (Día 47)          | Expulsada (Día 47)               | Expulsada (Día 47)       | Expulsada (Día 47)          | Expulsada (Día 47)         | Expulsada (Día 47)          | Expulsada (Día 47)        | Expulsada (Día 47)       | Expulsada (Día 47)          | Expulsada (Día 47)        |
|                             | Vinigram                    | | Nominado | | Inmune | | Inmune | | Nominado | | Nominado | Bruno Cardoso                    | Kaio Anahí                | Hideo Kaio                  | Expulsado (Día 40)         | Expulsado (Día 40)          | Expulsado (Día 40)               | Expulsado (Día 40)       | Expulsado (Día 40)          | Expulsado (Día 40)         | Expulsado (Día 40)          | Expulsado (Día 40)        | Expulsado (Día 40)       | Expulsado (Día 40)          | Expulsado (Día 40)        |
|                             | Mari                        | | Nominada | | Nominada | | Inmune | | Nominada | | Nominada | Cel                              | Kaio Guipa                | Expulsada (Día 33)          | Expulsada (Día 33)         | Expulsada (Día 33)          | Expulsada (Día 33)               | Expulsada (Día 33)       | Expulsada (Día 33)          | Expulsada (Día 33)         | Expulsada (Día 33)          | Expulsada (Día 33)        | Expulsada (Día 33)       | Expulsada (Día 33)          | Expulsada (Día 33)        |
|                             | Baronesa                    | | Inmune | | Inmune | | Nominada | | Nominada | | Nominada | Dueña                            | Expulsada (Día 26)        | Expulsada (Día 26)          | Expulsada (Día 26)         | Expulsada (Día 26)          | Expulsada (Día 26)               | Expulsada (Día 26)       | Expulsada (Día 26)          | Expulsada (Día 26)         | Expulsada (Día 26)          | Expulsada (Día 26)        | Expulsada (Día 26)       | Expulsada (Día 26)          | Expulsada (Día 26)        |
|                             | Andreia                     | | Inmune | | Nominada | | Inmune | | Nominada | | Nominada | Expulsada (Día 19)               | Expulsada (Día 19)        | Expulsada (Día 19)          | Expulsada (Día 19)         | Expulsada (Día 19)          | Expulsada (Día 19)               | Expulsada (Día 19)       | Expulsada (Día 19)          | Expulsada (Día 19)         | Expulsada (Día 19)          | Expulsada (Día 19)        | Expulsada (Día 19)       | Expulsada (Día 19)          | Expulsada (Día 19)        |
|                             | Jey Jey                     | | Inmune | | Nominada | | Inmune | | Nominada | | Nominada | Expulsada (Día 19)               | Expulsada (Día 19)        | Expulsada (Día 19)          | Expulsada (Día 19)         | Expulsada (Día 19)          | Expulsada (Día 19)               | Expulsada (Día 19)       | Expulsada (Día 19)          | Expulsada (Día 19)         | Expulsada (Día 19)          | Expulsada (Día 19)        | Expulsada (Día 19)       | Expulsada (Día 19)          | Expulsada (Día 19)        |
|                             | Brunna                      | | Inmune | | Inmune | | Nominada | | Nominada | | Nominada | Expulsada (Día 19)               | Expulsada (Día 19)        | Expulsada (Día 19)          | Expulsada (Día 19)         | Expulsada (Día 19)          | Expulsada (Día 19)               | Expulsada (Día 19)       | Expulsada (Día 19)          | Expulsada (Día 19)         | Expulsada (Día 19)          | Expulsada (Día 19)        | Expulsada (Día 19)       | Expulsada (Día 19)          | Expulsada (Día 19)        |
|                             | Bifão                       | | Inmune | | Inmune | | Nominada | | Inmune | | Nominada | Expulsada (Día 19)               | Expulsada (Día 19)        | Expulsada (Día 19)          | Expulsada (Día 19)         | Expulsada (Día 19)          | Expulsada (Día 19)               | Expulsada (Día 19)       | Expulsada (Día 19)          | Expulsada (Día 19)         | Expulsada (Día 19)          | Expulsada (Día 19)        | Expulsada (Día 19)       | Expulsada (Día 19)          | Expulsada (Día 19)        |
|                             | João Victor                 | | Nominado | | Nominado | | Inmune | | Nominado | | Nominado | Expulsado (Día 19)               | Expulsado (Día 19)        | Expulsado (Día 19)          | Expulsado (Día 19)         | Expulsado (Día 19)          | Expulsado (Día 19)               | Expulsado (Día 19)       | Expulsado (Día 19)          | Expulsado (Día 19)         | Expulsado (Día 19)          | Expulsado (Día 19)        | Expulsado (Día 19)       | Expulsado (Día 19)          | Expulsado (Día 19)        |
|                             | Gabriela                    | | Nominada | | Dueña | | Nominada | | Inmune | | Nominada | Expulsada (Día 19)               | Expulsada (Día 19)        | Expulsada (Día 19)          | Expulsada (Día 19)         | Expulsada (Día 19)          | Expulsada (Día 19)               | Expulsada (Día 19)       | Expulsada (Día 19)          | Expulsada (Día 19)         | Expulsada (Día 19)          | Expulsada (Día 19)        | Expulsada (Día 19)       | Expulsada (Día 19)          | Expulsada (Día 19)        |
|                             | Lippe                       | | Inmune | | Nominado | | Nominado | | Nominado | | Nominado | Expulsado (Día 19)               | Expulsado (Día 19)        | Expulsado (Día 19)          | Expulsado (Día 19)         | Expulsado (Día 19)          | Expulsado (Día 19)               | Expulsado (Día 19)       | Expulsado (Día 19)          | Expulsado (Día 19)         | Expulsado (Día 19)          | Expulsado (Día 19)        | Expulsado (Día 19)       | Expulsado (Día 19)          | Expulsado (Día 19)        |
|                             | Ysani                       | No estaba en la aldea | No estaba en la aldea | | Nominada | | Inmune | | Nominada | | Nominada | Expulsada (Día 19)               | Expulsada (Día 19)        | Expulsada (Día 19)          | Expulsada (Día 19)         | Expulsada (Día 19)          | Expulsada (Día 19)               | Expulsada (Día 19)       | Expulsada (Día 19)          | Expulsada (Día 19)         | Expulsada (Día 19)          | Expulsada (Día 19)        | Expulsada (Día 19)       | Expulsada (Día 19)          | Expulsada (Día 19)        |
|                             | Heitor                      | | Inmune | | Inmune | | Nominado | | Nominado | | Nominado | Expulsado (Día 19)               | Expulsado (Día 19)        | Expulsado (Día 19)          | Expulsado (Día 19)         | Expulsado (Día 19)          | Expulsado (Día 19)               | Expulsado (Día 19)       | Expulsado (Día 19)          | Expulsado (Día 19)         | Expulsado (Día 19)          | Expulsado (Día 19)        | Expulsado (Día 19)       | Expulsado (Día 19)          | Expulsado (Día 19)        |
|                             | Clevinho                    | | Inmune | | Inmune | | Nominado | | Dueño | | Nominado | Expulsado (Día 19)               | Expulsado (Día 19)        | Expulsado (Día 19)          | Expulsado (Día 19)         | Expulsado (Día 19)          | Expulsado (Día 19)               | Expulsado (Día 19)       | Expulsado (Día 19)          | Expulsado (Día 19)         | Expulsado (Día 19)          | Expulsado (Día 19)        | Expulsado (Día 19)       | Expulsado (Día 19)          | Expulsado (Día 19)        |
|                             | Jaline                      | | Inmune | | Nominada | | Dueña | | Nominada | | Nominada | Expulsada (Día 19)               | Expulsada (Día 19)        | Expulsada (Día 19)          | Expulsada (Día 19)         | Expulsada (Día 19)          | Expulsada (Día 19)               | Expulsada (Día 19)       | Expulsada (Día 19)          | Expulsada (Día 19)         | Expulsada (Día 19)          | Expulsada (Día 19)        | Expulsada (Día 19)       | Expulsada (Día 19)          | Expulsada (Día 19)        |
|                             | Thiago Cirillo              | | Inmune | | Inmune | | Nominado | | Inmune | | Nominado | Expulsado (Día 19)               | Expulsado (Día 19)        | Expulsado (Día 19)          | Expulsado (Día 19)         | Expulsado (Día 19)          | Expulsado (Día 19)               | Expulsado (Día 19)       | Expulsado (Día 19)          | Expulsado (Día 19)         | Expulsado (Día 19)          | Expulsado (Día 19)        | Expulsado (Día 19)       | Expulsado (Día 19)          | Expulsado (Día 19)        |
|                             | Manoelzinho                 | | Inmune | | Inmune | | Nominado | | Dueño | | Nominado | Expulsado (Día 19)               | Expulsado (Día 19)        | Expulsado (Día 19)          | Expulsado (Día 19)         | Expulsado (Día 19)          | Expulsado (Día 19)               | Expulsado (Día 19)       | Expulsado (Día 19)          | Expulsado (Día 19)         | Expulsado (Día 19)          | Expulsado (Día 19)        | Expulsado (Día 19)       | Expulsado (Día 19)          | Expulsado (Día 19)        |
|                             | Charles                     | | Inmune | | Nominado | | Inmune | | Inmune | | Nominado | Expulsado (Día 19)               | Expulsado (Día 19)        | Expulsado (Día 19)          | Expulsado (Día 19)         | Expulsado (Día 19)          | Expulsado (Día 19)               | Expulsado (Día 19)       | Expulsado (Día 19)          | Expulsado (Día 19)         | Expulsado (Día 19)          | Expulsado (Día 19)        | Expulsado (Día 19)       | Expulsado (Día 19)          | Expulsado (Día 19)        |
|                             | Maysa                       | | Inmune | | Inmune | | Nominada | | Inmune | | Nominada | Expulsada (Día 19)               | Expulsada (Día 19)        | Expulsada (Día 19)          | Expulsada (Día 19)         | Expulsada (Día 19)          | Expulsada (Día 19)               | Expulsada (Día 19)       | Expulsada (Día 19)          | Expulsada (Día 19)         | Expulsada (Día 19)          | Expulsada (Día 19)        | Expulsada (Día 19)       | Expulsada (Día 19)          | Expulsada (Día 19)        |
|                             | Thiago Luz                  | | Inmune | | Inmune | | Nominado | | Dueño | | Nominado | Expulsado (Día 19)               | Expulsado (Día 19)        | Expulsado (Día 19)          | Expulsado (Día 19)         | Expulsado (Día 19)          | Expulsado (Día 19)               | Expulsado (Día 19)       | Expulsado (Día 19)          | Expulsado (Día 19)         | Expulsado (Día 19)          | Expulsado (Día 19)        | Expulsado (Día 19)       | Expulsado (Día 19)          | Expulsado (Día 19)        |
|                             | Michael                     | | Inmune | | Nominado | | Inmune | | Nominado | Expulsado (Día 16) | Expulsado (Día 16) | Expulsado (Día 16)               | Expulsado (Día 16)        | Expulsado (Día 16)          | Expulsado (Día 16)         | Expulsado (Día 16)          | Expulsado (Día 16)               | Expulsado (Día 16)       | Expulsado (Día 16)          | Expulsado (Día 16)         | Expulsado (Día 16)          | Expulsado (Día 16)        | Expulsado (Día 16)       | Expulsado (Día 16)          | Expulsado (Día 16)        |
|                             | Maizy                       | | Nominada | | Nominada | | Inmune | | Nominada | Expulsada (Día 16) | Expulsada (Día 16) | Expulsada (Día 16)               | Expulsada (Día 16)        | Expulsada (Día 16)          | Expulsada (Día 16)         | Expulsada (Día 16)          | Expulsada (Día 16)               | Expulsada (Día 16)       | Expulsada (Día 16)          | Expulsada (Día 16)         | Expulsada (Día 16)          | Expulsada (Día 16)        | Expulsada (Día 16)       | Expulsada (Día 16)          | Expulsada (Día 16)        |
|                             | Brunno Danese               | | Nominado | | Dueño | | Inmune | | Nominado | Expulsado (Día 16) | Expulsado (Día 16) | Expulsado (Día 16)               | Expulsado (Día 16)        | Expulsado (Día 16)          | Expulsado (Día 16)         | Expulsado (Día 16)          | Expulsado (Día 16)               | Expulsado (Día 16)       | Expulsado (Día 16)          | Expulsado (Día 16)         | Expulsado (Día 16)          | Expulsado (Día 16)        | Expulsado (Día 16)       | Expulsado (Día 16)          | Expulsado (Día 16)        |
|                             | Graci                       | | Inmune | | Inmune | | Inmune | | Nominada | Expulsada (Día 16) | Expulsada (Día 16) | Expulsada (Día 16)               | Expulsada (Día 16)        | Expulsada (Día 16)          | Expulsada (Día 16)         | Expulsada (Día 16)          | Expulsada (Día 16)               | Expulsada (Día 16)       | Expulsada (Día 16)          | Expulsada (Día 16)         | Expulsada (Día 16)          | Expulsada (Día 16)        | Expulsada (Día 16)       | Expulsada (Día 16)          | Expulsada (Día 16)        |
|                             | Vivi                        | | Inmune | | Inmune | | Inmune | | Nominada | Expulsada (Día 16) | Expulsada (Día 16) | Expulsada (Día 16)               | Expulsada (Día 16)        | Expulsada (Día 16)          | Expulsada (Día 16)         | Expulsada (Día 16)          | Expulsada (Día 16)               | Expulsada (Día 16)       | Expulsada (Día 16)          | Expulsada (Día 16)         | Expulsada (Día 16)          | Expulsada (Día 16)        | Expulsada (Día 16)       | Expulsada (Día 16)          | Expulsada (Día 16)        |
|                             | Aline                       | | Inmune | | Inmune | | Inmune | | Nominada | Expulsada (Día 16) | Expulsada (Día 16) | Expulsada (Día 16)               | Expulsada (Día 16)        | Expulsada (Día 16)          | Expulsada (Día 16)         | Expulsada (Día 16)          | Expulsada (Día 16)               | Expulsada (Día 16)       | Expulsada (Día 16)          | Expulsada (Día 16)         | Expulsada (Día 16)          | Expulsada (Día 16)        | Expulsada (Día 16)       | Expulsada (Día 16)          | Expulsada (Día 16)        |
|                             | Danilo                      | | Inmune | | Nominado | | Inmune | | Nominado | Expulsado (Día 16) | Expulsado (Día 16) | Expulsado (Día 16)               | Expulsado (Día 16)        | Expulsado (Día 16)          | Expulsado (Día 16)         | Expulsado (Día 16)          | Expulsado (Día 16)               | Expulsado (Día 16)       | Expulsado (Día 16)          | Expulsado (Día 16)         | Expulsado (Día 16)          | Expulsado (Día 16)        | Expulsado (Día 16)       | Expulsado (Día 16)          | Expulsado (Día 16)        |
|                             | Poliana                     | | Nominada | | Inmune | | Inmune | | Nominada | Expulsada (Día 16) | Expulsada (Día 16) | Expulsada (Día 16)               | Expulsada (Día 16)        | Expulsada (Día 16)          | Expulsada (Día 16)         | Expulsada (Día 16)          | Expulsada (Día 16)               | Expulsada (Día 16)       | Expulsada (Día 16)          | Expulsada (Día 16)         | Expulsada (Día 16)          | Expulsada (Día 16)        | Expulsada (Día 16)       | Expulsada (Día 16)          | Expulsada (Día 16)        |
|                             | Biel                        | | Nominado | | Inmune | | Nominado | | Nominado | Expulsado (Día 16) | Expulsado (Día 16) | Expulsado (Día 16)               | Expulsado (Día 16)        | Expulsado (Día 16)          | Expulsado (Día 16)         | Expulsado (Día 16)          | Expulsado (Día 16)               | Expulsado (Día 16)       | Expulsado (Día 16)          | Expulsado (Día 16)         | Expulsado (Día 16)          | Expulsado (Día 16)        | Expulsado (Día 16)       | Expulsado (Día 16)          | Expulsado (Día 16)        |
|                             | Raphinha                    | | Inmune | | Nominado | | Inmune | | Nominado | Expulsado (Día 16) | Expulsado (Día 16) | Expulsado (Día 16)               | Expulsado (Día 16)        | Expulsado (Día 16)          | Expulsado (Día 16)         | Expulsado (Día 16)          | Expulsado (Día 16)               | Expulsado (Día 16)       | Expulsado (Día 16)          | Expulsado (Día 16)         | Expulsado (Día 16)          | Expulsado (Día 16)        | Expulsado (Día 16)       | Expulsado (Día 16)          | Expulsado (Día 16)        |
|                             | Nathana                     | | Inmune | | Inmune | | Inmune | | Nominada | Expulsada (Día 16) | Expulsada (Día 16) | Expulsada (Día 16)               | Expulsada (Día 16)        | Expulsada (Día 16)          | Expulsada (Día 16)         | Expulsada (Día 16)          | Expulsada (Día 16)               | Expulsada (Día 16)       | Expulsada (Día 16)          | Expulsada (Día 16)         | Expulsada (Día 16)          | Expulsada (Día 16)        | Expulsada (Día 16)       | Expulsada (Día 16)          | Expulsada (Día 16)        |
|                             | Izumed                      | | Inmune | | Inmune | | Inmune | | Nominado | Expulsado (Día 16) | Expulsado (Día 16) | Expulsado (Día 16)               | Expulsado (Día 16)        | Expulsado (Día 16)          | Expulsado (Día 16)         | Expulsado (Día 16)          | Expulsado (Día 16)               | Expulsado (Día 16)       | Expulsado (Día 16)          | Expulsado (Día 16)         | Expulsado (Día 16)          | Expulsado (Día 16)        | Expulsado (Día 16)       | Expulsado (Día 16)          | Expulsado (Día 16)        |
|                             | Matheus                     | | Nominado | | Inmune | | Inmune | | Nominado | Expulsado (Día 16) | Expulsado (Día 16) | Expulsado (Día 16)               | Expulsado (Día 16)        | Expulsado (Día 16)          | Expulsado (Día 16)         | Expulsado (Día 16)          | Expulsado (Día 16)               | Expulsado (Día 16)       | Expulsado (Día 16)          | Expulsado (Día 16)         | Expulsado (Día 16)          | Expulsado (Día 16)        | Expulsado (Día 16)       | Expulsado (Día 16)          | Expulsado (Día 16)        |
|                             | Claudia                     | | Dueña | | Inmune | | Inmune | | Nominada | Expulsada (Día 16) | Expulsada (Día 16) | Expulsada (Día 16)               | Expulsada (Día 16)        | Expulsada (Día 16)          | Expulsada (Día 16)         | Expulsada (Día 16)          | Expulsada (Día 16)               | Expulsada (Día 16)       | Expulsada (Día 16)          | Expulsada (Día 16)         | Expulsada (Día 16)          | Expulsada (Día 16)        | Expulsada (Día 16)       | Expulsada (Día 16)          | Expulsada (Día 16)        |
|                             | Lara                        | | Inmune | | Nominada | | Inmune | | Nominada | Expulsada (Día 16) | Expulsada (Día 16) | Expulsada (Día 16)               | Expulsada (Día 16)        | Expulsada (Día 16)          | Expulsada (Día 16)         | Expulsada (Día 16)          | Expulsada (Día 16)               | Expulsada (Día 16)       | Expulsada (Día 16)          | Expulsada (Día 16)         | Expulsada (Día 16)          | Expulsada (Día 16)        | Expulsada (Día 16)       | Expulsada (Día 16)          | Expulsada (Día 16)        |
|                             | Luciano                     | | Inmune | | Nominado | | Dueño | | Nominado | Expulsado (Día 16) | Expulsado (Día 16) | Expulsado (Día 16)               | Expulsado (Día 16)        | Expulsado (Día 16)          | Expulsado (Día 16)         | Expulsado (Día 16)          | Expulsado (Día 16)               | Expulsado (Día 16)       | Expulsado (Día 16)          | Expulsado (Día 16)         | Expulsado (Día 16)          | Expulsado (Día 16)        | Expulsado (Día 16)       | Expulsado (Día 16)          | Expulsado (Día 16)        |
|                             | Jonas                       | | Inmune | | Inmune | | Nominado | | Nominado | Expulsado (Día 16) | Expulsado (Día 16) | Expulsado (Día 16)               | Expulsado (Día 16)        | Expulsado (Día 16)          | Expulsado (Día 16)         | Expulsado (Día 16)          | Expulsado (Día 16)               | Expulsado (Día 16)       | Expulsado (Día 16)          | Expulsado (Día 16)         | Expulsado (Día 16)          | Expulsado (Día 16)        | Expulsado (Día 16)       | Expulsado (Día 16)          | Expulsado (Día 16)        |
|                             | Cacau                       | | Dueña | | Inmune | | Nominada | | Nominada | Abandona (Día 16) | Abandona (Día 16) | Abandona (Día 16)                | Abandona (Día 16)         | Abandona (Día 16)           | Abandona (Día 16)          | Abandona (Día 16)           | Abandona (Día 16)                | Abandona (Día 16)        | Abandona (Día 16)           | Abandona (Día 16)          | Abandona (Día 16)           | Abandona (Día 16)         | Abandona (Día 16)        | Abandona (Día 16)           | Abandona (Día 16)         |
|                             | Dani                        | | Inmune | | Inmune | | Nominada | Expulsada (Día 12) | Expulsada (Día 12) | Expulsada (Día 12) | Expulsada (Día 12) | Expulsada (Día 12)               | Expulsada (Día 12)        | Expulsada (Día 12)          | Expulsada (Día 12)         | Expulsada (Día 12)          | Expulsada (Día 12)               | Expulsada (Día 12)       | Expulsada (Día 12)          | Expulsada (Día 12)         | Expulsada (Día 12)          | Expulsada (Día 12)        | Expulsada (Día 12)       | Expulsada (Día 12)          | Expulsada (Día 12)        |
|                             | Bruninho                    | | Inmune | | Inmune | | Nominado | Expulsado (Día 12) | Expulsado (Día 12) | Expulsado (Día 12) | Expulsado (Día 12) | Expulsado (Día 12)               | Expulsado (Día 12)        | Expulsado (Día 12)          | Expulsado (Día 12)         | Expulsado (Día 12)          | Expulsado (Día 12)               | Expulsado (Día 12)       | Expulsado (Día 12)          | Expulsado (Día 12)         | Expulsado (Día 12)          | Expulsado (Día 12)        | Expulsado (Día 12)       | Expulsado (Día 12)          | Expulsado (Día 12)        |
|                             | Carolina                    | | Inmune | | Nominada | | Nominada | Expulsada (Día 12) | Expulsada (Día 12) | Expulsada (Día 12) | Expulsada (Día 12) | Expulsada (Día 12)               | Expulsada (Día 12)        | Expulsada (Día 12)          | Expulsada (Día 12)         | Expulsada (Día 12)          | Expulsada (Día 12)               | Expulsada (Día 12)       | Expulsada (Día 12)          | Expulsada (Día 12)         | Expulsada (Día 12)          | Expulsada (Día 12)        | Expulsada (Día 12)       | Expulsada (Día 12)          | Expulsada (Día 12)        |
|                             | Michelle                    | | Inmune | | Inmune | | Nominada | Expulsada (Día 12) | Expulsada (Día 12) | Expulsada (Día 12) | Expulsada (Día 12) | Expulsada (Día 12)               | Expulsada (Día 12)        | Expulsada (Día 12)          | Expulsada (Día 12)         | Expulsada (Día 12)          | Expulsada (Día 12)               | Expulsada (Día 12)       | Expulsada (Día 12)          | Expulsada (Día 12)         | Expulsada (Día 12)          | Expulsada (Día 12)        | Expulsada (Día 12)       | Expulsada (Día 12)          | Expulsada (Día 12)        |
|                             | Fábio                       | | Inmune | | Inmune | | Nominado | Expulsado (Día 12) | Expulsado (Día 12) | Expulsado (Día 12) | Expulsado (Día 12) | Expulsado (Día 12)               | Expulsado (Día 12)        | Expulsado (Día 12)          | Expulsado (Día 12)         | Expulsado (Día 12)          | Expulsado (Día 12)               | Expulsado (Día 12)       | Expulsado (Día 12)          | Expulsado (Día 12)         | Expulsado (Día 12)          | Expulsado (Día 12)        | Expulsado (Día 12)       | Expulsado (Día 12)          | Expulsado (Día 12)        |
|                             | Stephany                    | | Inmune | | Inmune | | Nominada | Expulsada (Día 12) | Expulsada (Día 12) | Expulsada (Día 12) | Expulsada (Día 12) | Expulsada (Día 12)               | Expulsada (Día 12)        | Expulsada (Día 12)          | Expulsada (Día 12)         | Expulsada (Día 12)          | Expulsada (Día 12)               | Expulsada (Día 12)       | Expulsada (Día 12)          | Expulsada (Día 12)         | Expulsada (Día 12)          | Expulsada (Día 12)        | Expulsada (Día 12)       | Expulsada (Día 12)          | Expulsada (Día 12)        |
|                             | Vanessa                     | | Inmune | | Inmune | | Nominada | Expulsada (Día 12) | Expulsada (Día 12) | Expulsada (Día 12) | Expulsada (Día 12) | Expulsada (Día 12)               | Expulsada (Día 12)        | Expulsada (Día 12)          | Expulsada (Día 12)         | Expulsada (Día 12)          | Expulsada (Día 12)               | Expulsada (Día 12)       | Expulsada (Día 12)          | Expulsada (Día 12)         | Expulsada (Día 12)          | Expulsada (Día 12)        | Expulsada (Día 12)       | Expulsada (Día 12)          | Expulsada (Día 12)        |
|                             | Madson                      | | Dueño | | Inmune | | Nominado | Expulsado (Día 12) | Expulsado (Día 12) | Expulsado (Día 12) | Expulsado (Día 12) | Expulsado (Día 12)               | Expulsado (Día 12)        | Expulsado (Día 12)          | Expulsado (Día 12)         | Expulsado (Día 12)          | Expulsado (Día 12)               | Expulsado (Día 12)       | Expulsado (Día 12)          | Expulsado (Día 12)         | Expulsado (Día 12)          | Expulsado (Día 12)        | Expulsado (Día 12)       | Expulsado (Día 12)          | Expulsado (Día 12)        |
|                             | Preta                       | | Inmune | | Inmune | | Nominada | Expulsada (Día 12) | Expulsada (Día 12) | Expulsada (Día 12) | Expulsada (Día 12) | Expulsada (Día 12)               | Expulsada (Día 12)        | Expulsada (Día 12)          | Expulsada (Día 12)         | Expulsada (Día 12)          | Expulsada (Día 12)               | Expulsada (Día 12)       | Expulsada (Día 12)          | Expulsada (Día 12)         | Expulsada (Día 12)          | Expulsada (Día 12)        | Expulsada (Día 12)       | Expulsada (Día 12)          | Expulsada (Día 12)        |
|                             | Wellen                      | | Inmune | | Inmune | | Nominada | Expulsada (Día 12) | Expulsada (Día 12) | Expulsada (Día 12) | Expulsada (Día 12) | Expulsada (Día 12)               | Expulsada (Día 12)        | Expulsada (Día 12)          | Expulsada (Día 12)         | Expulsada (Día 12)          | Expulsada (Día 12)               | Expulsada (Día 12)       | Expulsada (Día 12)          | Expulsada (Día 12)         | Expulsada (Día 12)          | Expulsada (Día 12)        | Expulsada (Día 12)       | Expulsada (Día 12)          | Expulsada (Día 12)        |
|                             | Luciana                     | | Inmune | | Inmune | | Nominada | Expulsada (Día 12) | Expulsada (Día 12) | Expulsada (Día 12) | Expulsada (Día 12) | Expulsada (Día 12)               | Expulsada (Día 12)        | Expulsada (Día 12)          | Expulsada (Día 12)         | Expulsada (Día 12)          | Expulsada (Día 12)               | Expulsada (Día 12)       | Expulsada (Día 12)          | Expulsada (Día 12)         | Expulsada (Día 12)          | Expulsada (Día 12)        | Expulsada (Día 12)       | Expulsada (Día 12)          | Expulsada (Día 12)        |
|                             | Cibelle                     | | Inmune | | Inmune | | Nominada | Expulsada (Día 12) | Expulsada (Día 12) | Expulsada (Día 12) | Expulsada (Día 12) | Expulsada (Día 12)               | Expulsada (Día 12)        | Expulsada (Día 12)          | Expulsada (Día 12)         | Expulsada (Día 12)          | Expulsada (Día 12)               | Expulsada (Día 12)       | Expulsada (Día 12)          | Expulsada (Día 12)         | Expulsada (Día 12)          | Expulsada (Día 12)        | Expulsada (Día 12)       | Expulsada (Día 12)          | Expulsada (Día 12)        |
|                             | Vinicius                    | | Inmune | | Inmune | | Nominado | Expulsado (Día 12) | Expulsado (Día 12) | Expulsado (Día 12) | Expulsado (Día 12) | Expulsado (Día 12)               | Expulsado (Día 12)        | Expulsado (Día 12)          | Expulsado (Día 12)         | Expulsado (Día 12)          | Expulsado (Día 12)               | Expulsado (Día 12)       | Expulsado (Día 12)          | Expulsado (Día 12)         | Expulsado (Día 12)          | Expulsado (Día 12)        | Expulsado (Día 12)       | Expulsado (Día 12)          | Expulsado (Día 12)        |
|                             | Amanda                      | | Inmune | | Inmune | | Nominada | Expulsada (Día 12) | Expulsada (Día 12) | Expulsada (Día 12) | Expulsada (Día 12) | Expulsada (Día 12)               | Expulsada (Día 12)        | Expulsada (Día 12)          | Expulsada (Día 12)         | Expulsada (Día 12)          | Expulsada (Día 12)               | Expulsada (Día 12)       | Expulsada (Día 12)          | Expulsada (Día 12)         | Expulsada (Día 12)          | Expulsada (Día 12)        | Expulsada (Día 12)       | Expulsada (Día 12)          | Expulsada (Día 12)        |
|                             | Jéssica                     | | Inmune | | Inmune | | Nominada | Expulsada (Día 12) | Expulsada (Día 12) | Expulsada (Día 12) | Expulsada (Día 12) | Expulsada (Día 12)               | Expulsada (Día 12)        | Expulsada (Día 12)          | Expulsada (Día 12)         | Expulsada (Día 12)          | Expulsada (Día 12)               | Expulsada (Día 12)       | Expulsada (Día 12)          | Expulsada (Día 12)         | Expulsada (Día 12)          | Expulsada (Día 12)        | Expulsada (Día 12)       | Expulsada (Día 12)          | Expulsada (Día 12)        |
|                             | Hanny                       | | Inmune | | Inmune | | Nominada | Expulsada (Día 12) | Expulsada (Día 12) | Expulsada (Día 12) | Expulsada (Día 12) | Expulsada (Día 12)               | Expulsada (Día 12)        | Expulsada (Día 12)          | Expulsada (Día 12)         | Expulsada (Día 12)          | Expulsada (Día 12)               | Expulsada (Día 12)       | Expulsada (Día 12)          | Expulsada (Día 12)         | Expulsada (Día 12)          | Expulsada (Día 12)        | Expulsada (Día 12)       | Expulsada (Día 12)          | Expulsada (Día 12)        |
|                             | Nadya                       | | Inmune | | Inmune | | Nominada | Expulsada (Día 12) | Expulsada (Día 12) | Expulsada (Día 12) | Expulsada (Día 12) | Expulsada (Día 12)               | Expulsada (Día 12)        | Expulsada (Día 12)          | Expulsada (Día 12)         | Expulsada (Día 12)          | Expulsada (Día 12)               | Expulsada (Día 12)       | Expulsada (Día 12)          | Expulsada (Día 12)         | Expulsada (Día 12)          | Expulsada (Día 12)        | Expulsada (Día 12)       | Expulsada (Día 12)          | Expulsada (Día 12)        |
|                             | Ana Paula                   | | Inmune | | Nominada | | Inmune | Abandona (Día 11) | Abandona (Día 11) | Abandona (Día 11) | Abandona (Día 11) | Abandona (Día 11)                | Abandona (Día 11)         | Abandona (Día 11)           | Abandona (Día 11)          | Abandona (Día 11)           | Abandona (Día 11)                | Abandona (Día 11)        | Abandona (Día 11)           | Abandona (Día 11)          | Abandona (Día 11)           | Abandona (Día 11)         | Abandona (Día 11)        | Abandona (Día 11)           | Abandona (Día 11)         |
|                             | Fabrício                    | | Inmune | | Nominado | Expulsado (Día 9) | Expulsado (Día 9) | Expulsado (Día 9) | Expulsado (Día 9) | Expulsado (Día 9) | Expulsado (Día 9) | Expulsado (Día 9)                | Expulsado (Día 9)         | Expulsado (Día 9)           | Expulsado (Día 9)          | Expulsado (Día 9)           | Expulsado (Día 9)                | Expulsado (Día 9)        | Expulsado (Día 9)           | Expulsado (Día 9)          | Expulsado (Día 9)           | Expulsado (Día 9)         | Expulsado (Día 9)        | Expulsado (Día 9)           | Expulsado (Día 9)         |
|                             | Nelson                      | | Inmune | | Nominado | Expulsado (Día 9) | Expulsado (Día 9) | Expulsado (Día 9) | Expulsado (Día 9) | Expulsado (Día 9) | Expulsado (Día 9) | Expulsado (Día 9)                | Expulsado (Día 9)         | Expulsado (Día 9)           | Expulsado (Día 9)          | Expulsado (Día 9)           | Expulsado (Día 9)                | Expulsado (Día 9)        | Expulsado (Día 9)           | Expulsado (Día 9)          | Expulsado (Día 9)           | Expulsado (Día 9)         | Expulsado (Día 9)        | Expulsado (Día 9)           | Expulsado (Día 9)         |
|                             | Tatiane                     | | Inmune | | Nominada | Expulsada (Día 9) | Expulsada (Día 9) | Expulsada (Día 9) | Expulsada (Día 9) | Expulsada (Día 9) | Expulsada (Día 9) | Expulsada (Día 9)                | Expulsada (Día 9)         | Expulsada (Día 9)           | Expulsada (Día 9)          | Expulsada (Día 9)           | Expulsada (Día 9)                | Expulsada (Día 9)        | Expulsada (Día 9)           | Expulsada (Día 9)          | Expulsada (Día 9)           | Expulsada (Día 9)         | Expulsada (Día 9)        | Expulsada (Día 9)           | Expulsada (Día 9)         |
|                             | Márcia                      | | Inmune | | Nominada | Expulsada (Día 9) | Expulsada (Día 9) | Expulsada (Día 9) | Expulsada (Día 9) | Expulsada (Día 9) | Expulsada (Día 9) | Expulsada (Día 9)                | Expulsada (Día 9)         | Expulsada (Día 9)           | Expulsada (Día 9)          | Expulsada (Día 9)           | Expulsada (Día 9)                | Expulsada (Día 9)        | Expulsada (Día 9)           | Expulsada (Día 9)          | Expulsada (Día 9)           | Expulsada (Día 9)         | Expulsada (Día 9)        | Expulsada (Día 9)           | Expulsada (Día 9)         |
|                             | Uarzancler                  | | Inmune | | Nominado | Expulsado (Día 9) | Expulsado (Día 9) | Expulsado (Día 9) | Expulsado (Día 9) | Expulsado (Día 9) | Expulsado (Día 9) | Expulsado (Día 9)                | Expulsado (Día 9)         | Expulsado (Día 9)           | Expulsado (Día 9)          | Expulsado (Día 9)           | Expulsado (Día 9)                | Expulsado (Día 9)        | Expulsado (Día 9)           | Expulsado (Día 9)          | Expulsado (Día 9)           | Expulsado (Día 9)         | Expulsado (Día 9)        | Expulsado (Día 9)           | Expulsado (Día 9)         |
|                             | Neuma                       | | Inmune | | Nominada | Expulsada (Día 9) | Expulsada (Día 9) | Expulsada (Día 9) | Expulsada (Día 9) | Expulsada (Día 9) | Expulsada (Día 9) | Expulsada (Día 9)                | Expulsada (Día 9)         | Expulsada (Día 9)           | Expulsada (Día 9)          | Expulsada (Día 9)           | Expulsada (Día 9)                | Expulsada (Día 9)        | Expulsada (Día 9)           | Expulsada (Día 9)          | Expulsada (Día 9)           | Expulsada (Día 9)         | Expulsada (Día 9)        | Expulsada (Día 9)           | Expulsada (Día 9)         |
|                             | Jordana                     | | Inmune | | Nominada | Expulsada (Día 9) | Expulsada (Día 9) | Expulsada (Día 9) | Expulsada (Día 9) | Expulsada (Día 9) | Expulsada (Día 9) | Expulsada (Día 9)                | Expulsada (Día 9)         | Expulsada (Día 9)           | Expulsada (Día 9)          | Expulsada (Día 9)           | Expulsada (Día 9)                | Expulsada (Día 9)        | Expulsada (Día 9)           | Expulsada (Día 9)          | Expulsada (Día 9)           | Expulsada (Día 9)         | Expulsada (Día 9)        | Expulsada (Día 9)           | Expulsada (Día 9)         |
|                             | Theo                        | | Inmune | | Nominado | Expulsado (Día 9) | Expulsado (Día 9) | Expulsado (Día 9) | Expulsado (Día 9) | Expulsado (Día 9) | Expulsado (Día 9) | Expulsado (Día 9)                | Expulsado (Día 9)         | Expulsado (Día 9)           | Expulsado (Día 9)          | Expulsado (Día 9)           | Expulsado (Día 9)                | Expulsado (Día 9)        | Expulsado (Día 9)           | Expulsado (Día 9)          | Expulsado (Día 9)           | Expulsado (Día 9)         | Expulsado (Día 9)        | Expulsado (Día 9)           | Expulsado (Día 9)         |
|                             | Leonardo                    | | Inmune | | Nominado | Expulsado (Día 9) | Expulsado (Día 9) | Expulsado (Día 9) | Expulsado (Día 9) | Expulsado (Día 9) | Expulsado (Día 9) | Expulsado (Día 9)                | Expulsado (Día 9)         | Expulsado (Día 9)           | Expulsado (Día 9)          | Expulsado (Día 9)           | Expulsado (Día 9)                | Expulsado (Día 9)        | Expulsado (Día 9)           | Expulsado (Día 9)          | Expulsado (Día 9)           | Expulsado (Día 9)         | Expulsado (Día 9)        | Expulsado (Día 9)           | Expulsado (Día 9)         |
|                             | Bruno Canaan                | | Inmune | | Nominado | Expulsado (Día 9) | Expulsado (Día 9) | Expulsado (Día 9) | Expulsado (Día 9) | Expulsado (Día 9) | Expulsado (Día 9) | Expulsado (Día 9)                | Expulsado (Día 9)         | Expulsado (Día 9)           | Expulsado (Día 9)          | Expulsado (Día 9)           | Expulsado (Día 9)                | Expulsado (Día 9)        | Expulsado (Día 9)           | Expulsado (Día 9)          | Expulsado (Día 9)           | Expulsado (Día 9)         | Expulsado (Día 9)        | Expulsado (Día 9)           | Expulsado (Día 9)         |
|                             | Thay                        | | Inmune | | Nominada | Expulsada (Día 9) | Expulsada (Día 9) | Expulsada (Día 9) | Expulsada (Día 9) | Expulsada (Día 9) | Expulsada (Día 9) | Expulsada (Día 9)                | Expulsada (Día 9)         | Expulsada (Día 9)           | Expulsada (Día 9)          | Expulsada (Día 9)           | Expulsada (Día 9)                | Expulsada (Día 9)        | Expulsada (Día 9)           | Expulsada (Día 9)          | Expulsada (Día 9)           | Expulsada (Día 9)         | Expulsada (Día 9)        | Expulsada (Día 9)           | Expulsada (Día 9)         |
|                             | Ingrid                      | | Inmune | | Nominada | Expulsada (Día 9) | Expulsada (Día 9) | Expulsada (Día 9) | Expulsada (Día 9) | Expulsada (Día 9) | Expulsada (Día 9) | Expulsada (Día 9)                | Expulsada (Día 9)         | Expulsada (Día 9)           | Expulsada (Día 9)          | Expulsada (Día 9)           | Expulsada (Día 9)                | Expulsada (Día 9)        | Expulsada (Día 9)           | Expulsada (Día 9)          | Expulsada (Día 9)           | Expulsada (Día 9)         | Expulsada (Día 9)        | Expulsada (Día 9)           | Expulsada (Día 9)         |
|                             | Nemo                        | | Inmune | | Nominado | Expulsado (Día 9) | Expulsado (Día 9) | Expulsado (Día 9) | Expulsado (Día 9) | Expulsado (Día 9) | Expulsado (Día 9) | Expulsado (Día 9)                | Expulsado (Día 9)         | Expulsado (Día 9)           | Expulsado (Día 9)          | Expulsado (Día 9)           | Expulsado (Día 9)                | Expulsado (Día 9)        | Expulsado (Día 9)           | Expulsado (Día 9)          | Expulsado (Día 9)           | Expulsado (Día 9)         | Expulsado (Día 9)        | Expulsado (Día 9)           | Expulsado (Día 9)         |
|                             | Rita                        | | Inmune | | Nominada | Expulsada (Día 9) | Expulsada (Día 9) | Expulsada (Día 9) | Expulsada (Día 9) | Expulsada (Día 9) | Expulsada (Día 9) | Expulsada (Día 9)                | Expulsada (Día 9)         | Expulsada (Día 9)           | Expulsada (Día 9)          | Expulsada (Día 9)           | Expulsada (Día 9)                | Expulsada (Día 9)        | Expulsada (Día 9)           | Expulsada (Día 9)          | Expulsada (Día 9)           | Expulsada (Día 9)         | Expulsada (Día 9)        | Expulsada (Día 9)           | Expulsada (Día 9)         |
|                             | Diego                       | | Inmune | | Nominado | Expulsado (Día 9) | Expulsado (Día 9) | Expulsado (Día 9) | Expulsado (Día 9) | Expulsado (Día 9) | Expulsado (Día 9) | Expulsado (Día 9)                | Expulsado (Día 9)         | Expulsado (Día 9)           | Expulsado (Día 9)          | Expulsado (Día 9)           | Expulsado (Día 9)                | Expulsado (Día 9)        | Expulsado (Día 9)           | Expulsado (Día 9)          | Expulsado (Día 9)           | Expulsado (Día 9)         | Expulsado (Día 9)        | Expulsado (Día 9)           | Expulsado (Día 9)         |
|                             | Ricardo                     | | Inmune | Expulsado (Día 7) | Expulsado (Día 7) | Expulsado (Día 7) | Expulsado (Día 7) | Expulsado (Día 7) | Expulsado (Día 7) | Expulsado (Día 7) | Expulsado (Día 7) | Expulsado (Día 7)                | Expulsado (Día 7)         | Expulsado (Día 7)           | Expulsado (Día 7)          | Expulsado (Día 7)           | Expulsado (Día 7)                | Expulsado (Día 7)        | Expulsado (Día 7)           | Expulsado (Día 7)          | Expulsado (Día 7)           | Expulsado (Día 7)         | Expulsado (Día 7)        | Expulsado (Día 7)           | Expulsado (Día 7)         |
|                             | Gustavo                     | | Inmune | Abandono (Día 6) | Abandono (Día 6) | Abandono (Día 6) | Abandono (Día 6) | Abandono (Día 6) | Abandono (Día 6) | Abandono (Día 6) | Abandono (Día 6) | Abandono (Día 6)                 | Abandono (Día 6)          | Abandono (Día 6)            | Abandono (Día 6)           | Abandono (Día 6)            | Abandono (Día 6)                 | Abandono (Día 6)         | Abandono (Día 6)            | Abandono (Día 6)           | Abandono (Día 6)            | Abandono (Día 6)          | Abandono (Día 6)         | Abandono (Día 6)            | Abandono (Día 6)          |
|                             | Ana Karolina                | | Inmune | Abandona (Día 6) | Abandona (Día 6) | Abandona (Día 6) | Abandona (Día 6) | Abandona (Día 6) | Abandona (Día 6) | Abandona (Día 6) | Abandona (Día 6) | Abandona (Día 6)                 | Abandona (Día 6)          | Abandona (Día 6)            | Abandona (Día 6)           | Abandona (Día 6)            | Abandona (Día 6)                 | Abandona (Día 6)         | Abandona (Día 6)            | Abandona (Día 6)           | Abandona (Día 6)            | Abandona (Día 6)          | Abandona (Día 6)         | Abandona (Día 6)            | Abandona (Día 6)          |
|                             | Luiza                       | | Nominada | Expulsada (Día 5) | Expulsada (Día 5) | Expulsada (Día 5) | Expulsada (Día 5) | Expulsada (Día 5) | Expulsada (Día 5) | Expulsada (Día 5) | Expulsada (Día 5) | Expulsada (Día 5)                | Expulsada (Día 5)         | Expulsada (Día 5)           | Expulsada (Día 5)          | Expulsada (Día 5)           | Expulsada (Día 5)                | Expulsada (Día 5)        | Expulsada (Día 5)           | Expulsada (Día 5)          | Expulsada (Día 5)           | Expulsada (Día 5)         | Expulsada (Día 5)        | Expulsada (Día 5)           | Expulsada (Día 5)         |
|                             | Billy                       | | Nominado | Expulsado (Día 5) | Expulsado (Día 5) | Expulsado (Día 5) | Expulsado (Día 5) | Expulsado (Día 5) | Expulsado (Día 5) | Expulsado (Día 5) | Expulsado (Día 5) | Expulsado (Día 5)                | Expulsado (Día 5)         | Expulsado (Día 5)           | Expulsado (Día 5)          | Expulsado (Día 5)           | Expulsado (Día 5)                | Expulsado (Día 5)        | Expulsado (Día 5)           | Expulsado (Día 5)          | Expulsado (Día 5)           | Expulsado (Día 5)         | Expulsado (Día 5)        | Expulsado (Día 5)           | Expulsado (Día 5)         |
|                             | Ratinho                     | | Nominado | Expulsado (Día 5) | Expulsado (Día 5) | Expulsado (Día 5) | Expulsado (Día 5) | Expulsado (Día 5) | Expulsado (Día 5) | Expulsado (Día 5) | Expulsado (Día 5) | Expulsado (Día 5)                | Expulsado (Día 5)         | Expulsado (Día 5)           | Expulsado (Día 5)          | Expulsado (Día 5)           | Expulsado (Día 5)                | Expulsado (Día 5)        | Expulsado (Día 5)           | Expulsado (Día 5)          | Expulsado (Día 5)           | Expulsado (Día 5)         | Expulsado (Día 5)        | Expulsado (Día 5)           | Expulsado (Día 5)         |
|                             | Kadu                        | | Nominado | Expulsado (Día 5) | Expulsado (Día 5) | Expulsado (Día 5) | Expulsado (Día 5) | Expulsado (Día 5) | Expulsado (Día 5) | Expulsado (Día 5) | Expulsado (Día 5) | Expulsado (Día 5)                | Expulsado (Día 5)         | Expulsado (Día 5)           | Expulsado (Día 5)          | Expulsado (Día 5)           | Expulsado (Día 5)                | Expulsado (Día 5)        | Expulsado (Día 5)           | Expulsado (Día 5)          | Expulsado (Día 5)           | Expulsado (Día 5)         | Expulsado (Día 5)        | Expulsado (Día 5)           | Expulsado (Día 5)         |
|                             | Vini                        | | Nominado | Expulsado (Día 5) | Expulsado (Día 5) | Expulsado (Día 5) | Expulsado (Día 5) | Expulsado (Día 5) | Expulsado (Día 5) | Expulsado (Día 5) | Expulsado (Día 5) | Expulsado (Día 5)                | Expulsado (Día 5)         | Expulsado (Día 5)           | Expulsado (Día 5)          | Expulsado (Día 5)           | Expulsado (Día 5)                | Expulsado (Día 5)        | Expulsado (Día 5)           | Expulsado (Día 5)          | Expulsado (Día 5)           | Expulsado (Día 5)         | Expulsado (Día 5)        | Expulsado (Día 5)           | Expulsado (Día 5)         |
|                             | Sandro                      | | Nominado | Expulsado (Día 5) | Expulsado (Día 5) | Expulsado (Día 5) | Expulsado (Día 5) | Expulsado (Día 5) | Expulsado (Día 5) | Expulsado (Día 5) | Expulsado (Día 5) | Expulsado (Día 5)                | Expulsado (Día 5)         | Expulsado (Día 5)           | Expulsado (Día 5)          | Expulsado (Día 5)           | Expulsado (Día 5)                | Expulsado (Día 5)        | Expulsado (Día 5)           | Expulsado (Día 5)          | Expulsado (Día 5)           | Expulsado (Día 5)         | Expulsado (Día 5)        | Expulsado (Día 5)           | Expulsado (Día 5)         |
|                             | Marcus                      | | Nominado | Expulsado (Día 5) | Expulsado (Día 5) | Expulsado (Día 5) | Expulsado (Día 5) | Expulsado (Día 5) | Expulsado (Día 5) | Expulsado (Día 5) | Expulsado (Día 5) | Expulsado (Día 5)                | Expulsado (Día 5)         | Expulsado (Día 5)           | Expulsado (Día 5)          | Expulsado (Día 5)           | Expulsado (Día 5)                | Expulsado (Día 5)        | Expulsado (Día 5)           | Expulsado (Día 5)          | Expulsado (Día 5)           | Expulsado (Día 5)         | Expulsado (Día 5)        | Expulsado (Día 5)           | Expulsado (Día 5)         |
|                             | Jo                          | | Nominado | Expulsado (Día 5) | Expulsado (Día 5) | Expulsado (Día 5) | Expulsado (Día 5) | Expulsado (Día 5) | Expulsado (Día 5) | Expulsado (Día 5) | Expulsado (Día 5) | Expulsado (Día 5)                | Expulsado (Día 5)         | Expulsado (Día 5)           | Expulsado (Día 5)          | Expulsado (Día 5)           | Expulsado (Día 5)                | Expulsado (Día 5)        | Expulsado (Día 5)           | Expulsado (Día 5)          | Expulsado (Día 5)           | Expulsado (Día 5)         | Expulsado (Día 5)        | Expulsado (Día 5)           | Expulsado (Día 5)         |
|                             | Fran                        | | Nominada | Expulsada (Día 5) | Expulsada (Día 5) | Expulsada (Día 5) | Expulsada (Día 5) | Expulsada (Día 5) | Expulsada (Día 5) | Expulsada (Día 5) | Expulsada (Día 5) | Expulsada (Día 5)                | Expulsada (Día 5)         | Expulsada (Día 5)           | Expulsada (Día 5)          | Expulsada (Día 5)           | Expulsada (Día 5)                | Expulsada (Día 5)        | Expulsada (Día 5)           | Expulsada (Día 5)          | Expulsada (Día 5)           | Expulsada (Día 5)         | Expulsada (Día 5)        | Expulsada (Día 5)           | Expulsada (Día 5)         |
|                             | Flavinha                    | | Nominada | Expulsada (Día 5) | Expulsada (Día 5) | Expulsada (Día 5) | Expulsada (Día 5) | Expulsada (Día 5) | Expulsada (Día 5) | Expulsada (Día 5) | Expulsada (Día 5) | Expulsada (Día 5)                | Expulsada (Día 5)         | Expulsada (Día 5)           | Expulsada (Día 5)          | Expulsada (Día 5)           | Expulsada (Día 5)                | Expulsada (Día 5)        | Expulsada (Día 5)           | Expulsada (Día 5)          | Expulsada (Día 5)           | Expulsada (Día 5)         | Expulsada (Día 5)        | Expulsada (Día 5)           | Expulsada (Día 5)         |
|                             | Gaby                        | | Inmune | Abandona (Día 4) | Abandona (Día 4) | Abandona (Día 4) | Abandona (Día 4) | Abandona (Día 4) | Abandona (Día 4) | Abandona (Día 4) | Abandona (Día 4) | Abandona (Día 4)                 | Abandona (Día 4)          | Abandona (Día 4)            | Abandona (Día 4)           | Abandona (Día 4)            | Abandona (Día 4)                 | Abandona (Día 4)         | Abandona (Día 4)            | Abandona (Día 4)           | Abandona (Día 4)            | Abandona (Día 4)          | Abandona (Día 4)         | Abandona (Día 4)            | Abandona (Día 4)          |
|                             |                             | | | | | | | | | | |                                  |                           |                             |                            |                             |                                  |                          |                             |                            |                             |                           |                          |                             |                           |
| Nominados                   | Nominados                   | Anahí Biel Billy Brunno Danese Bruno Cardoso Cel Edlaine Fellipe Flavinha Fran Gabriela Hadad Hideo Jo João Victor Kadu Kaio Lucas Luiza Maizy Marcus Mari Matheus Poliana Ratinho Sandro Vini Vinigram | Anahí Biel Billy Brunno Danese Bruno Cardoso Cel Edlaine Fellipe Flavinha Fran Gabriela Hadad Hideo Jo João Victor Kadu Kaio Lucas Luiza Maizy Marcus Mari Matheus Poliana Ratinho Sandro Vini Vinigram | Ana Paula Anahí Andreia Brenno Bruno Canaan Carolina Cátia Cel Charles Danilo Diego Edlaine Fabrício Ingrid Jaline Jey Jey João Victor Jordana Lara Leonardo Lippe Luciano Maizy Márcia Mari Michael Nelson Nemo Neuma Raphinha Rita Tatiane Taty Thay Theo Uarzancler Ysani | Ana Paula Anahí Andreia Brenno Bruno Canaan Carolina Cátia Cel Charles Danilo Diego Edlaine Fabrício Ingrid Jaline Jey Jey João Victor Jordana Lara Leonardo Lippe Luciano Maizy Márcia Mari Michael Nelson Nemo Neuma Raphinha Rita Tatiane Taty Thay Theo Uarzancler Ysani | Amanda Baronesa Biel Bifão Bruninho Brunna Bruno Cardoso Cacau Carolina Cibelle Clevinho Dani Fábio Fernando Gabriela Geni Guipa Hanny Heitor Hideo Jéssica Jonas Lippe Liziane Lucas Luciana Madson Manoelzinho Maysa Michelle Nadya Preta Stephany Taty Thiago Cirillo Thiago Luz Vanessa Vinicius Wellen Will | Amanda Baronesa Biel Bifão Bruninho Brunna Bruno Cardoso Cacau Carolina Cibelle Clevinho Dani Fábio Fernando Gabriela Geni Guipa Hanny Heitor Hideo Jéssica Jonas Lippe Liziane Lucas Luciana Madson Manoelzinho Maysa Michelle Nadya Preta Stephany Taty Thiago Cirillo Thiago Luz Vanessa Vinicius Wellen Will | Aline Andreia Baronesa Biel Brenno Brunna Brunno Danese Cacau Cátia Claudia Danilo Edlaine Fellipe Graci Hadad Heitor Hideo Izumed Jaline Jey Jey João Victor Jonas Kaio Lara Lippe Liziane Lucas Luciano Maizy Mari Matheus Michael Nathana Poliana Raphinha Taty Vinigram Vivi Will Ysani | Aline Andreia Baronesa Biel Brenno Brunna Brunno Danese Cacau Cátia Claudia Danilo Edlaine Fellipe Graci Hadad Heitor Hideo Izumed Jaline Jey Jey João Victor Jonas Kaio Lara Lippe Liziane Lucas Luciano Maizy Mari Matheus Michael Nathana Poliana Raphinha Taty Vinigram Vivi Will Ysani | (nadie) | (nadie) | Baronesa Bruno Cardoso Will      | Anahí Brenno Kaio         | Cel Hadad Lucas             | Edlaine Guipa Liziane      | Cátia Fernando Taty         | Bruno Cardoso Fernando Guipa     | Brenno Guipa Lucas       | Anahí Fernando Will         | (nadie)                    | Fellipe Kaio Liziane        | Brenno Guipa Hadad Taty   | (nadie)                  | (nadie)                     | (nadie)                   |
| Salvado por Pruebla         | Salvado por Pruebla         | Biel Brunno Danese Gabriela Hideo Lucas Maizy Matheus | Biel Brunno Danese Gabriela Hideo Lucas Maizy Matheus | Edlaine Jaline Lara Luciano Raphinha | Edlaine Jaline Lara Luciano Raphinha | Biel Clevinho Fernando Gabriela Hideo Jonas Manoelzinho Maysa Thiago Cirillo Thiago Luz | Biel Clevinho Fernando Gabriela Hideo Jonas Manoelzinho Maysa Thiago Cirillo Thiago Luz | Jaline Jey Jey Lippe Lucas | Jaline Jey Jey Lippe Lucas | (nadie) | (nadie) | Will                             | Kaio                      | Cel                         | Liziane                    | Taty                        | Guipa                            | Brenno                   | Will                        | (nadie)                    | Fellipe                     | Hadad                     | (nadie)                  | (nadie)                     | (nadie)                   |
| Nominados por Expulsión     | Nominados por Expulsión     | Anahí Billy Bruno Cardoso Cel Edlaine Fellipe Flavinha Fran Hadad Jo João Victor Kadu Kaio Luiza Marcus Mari Poliana Ratinho Sandro Vini Vinigram                                                       | Anahí Billy Bruno Cardoso Cel Edlaine Fellipe Flavinha Fran Hadad Jo João Victor Kadu Kaio Luiza Marcus Mari Poliana Ratinho Sandro Vini Vinigram                                                       | Ana Paula Anahí Andreia Brenno Bruno Canaan Carolina Cátia Cel Charles Danilo Diego Fabrício Ingrid Jey Jey João Victor Jordana Leonardo Lippe Maizy Márcia Mari Michael Nelson Nemo Neuma Rita Tatiane Taty Thay Theo Uarzancler Ysani                                      | Ana Paula Anahí Andreia Brenno Bruno Canaan Carolina Cátia Cel Charles Danilo Diego Fabrício Ingrid Jey Jey João Victor Jordana Leonardo Lippe Maizy Márcia Mari Michael Nelson Nemo Neuma Rita Tatiane Taty Thay Theo Uarzancler Ysani                                      | Amanda Baronesa Bifão Bruninho Brunna Bruno Cardoso Cacau Carolina Cibelle Dani Fábio Geni Guipa Hanny Heitor Jéssica Lippe Liziane Lucas Luciana Madson Michelle Nadya Preta Stephany Taty Vanessa Vinicius Wellen Will                                                                                         | Amanda Baronesa Bifão Bruninho Brunna Bruno Cardoso Cacau Carolina Cibelle Dani Fábio Geni Guipa Hanny Heitor Jéssica Lippe Liziane Lucas Luciana Madson Michelle Nadya Preta Stephany Taty Vanessa Vinicius Wellen Will                                                                                         | Aline Andreia Baronesa Biel Brenno Brunna Brunno Danese Cacau Cátia Claudia Danilo Edlaine Fellipe Graci Hadad Heitor Hideo Izumed João Victor Jonas Kaio Lara Liziane Luciano Maizy Mari Matheus Michael Nathana Poliana Raphinha Taty Vinigram Vivi Will Ysani                            | Aline Andreia Baronesa Biel Brenno Brunna Brunno Danese Cacau Cátia Claudia Danilo Edlaine Fellipe Graci Hadad Heitor Hideo Izumed João Victor Jonas Kaio Lara Liziane Luciano Maizy Mari Matheus Michael Nathana Poliana Raphinha Taty Vinigram Vivi Will Ysani                            | Andreia Baronesa Bifão Brenno Brunna Cátia Charles Clevinho Edlaine Fellipe Fernando Gabriela Guipa Heitor Hideo Jaline Jey Jey João Victor Lippe Liziane Lucas Manoelzinho Mari Maysa Taty Thiago Cirillo Thiago Luz Vinigram Will Ysani | Andreia Baronesa Bifão Brenno Brunna Cátia Charles Clevinho Edlaine Fellipe Fernando Gabriela Guipa Heitor Hideo Jaline Jey Jey João Victor Lippe Liziane Lucas Manoelzinho Mari Maysa Taty Thiago Cirillo Thiago Luz Vinigram Will Ysani | Baronesa Bruno Cardoso Guipa     | Anahí Brenno Mari         | Hadad Lucas Vinigram        | Edlaine Guipa Kaio         | Cátia Fernando Hadad        | Bruno Cardoso Fernando Kaio      | Guipa Hadad Lucas        | Anahí Fernando Will         | Fellipe Geni Kaio Liziane  | Fernando Kaio Liziane       | Brenno Guipa Taty Will    | Cel Guipa Hadad Will     | Fernando Hideo Kaio Taty    | Fernando Hadad Kaio Will  |
| Expulsados                  | Expulsados                  | Gaby Abandona | Gaby Abandona | Ana Karolina Abandona | Ana Karolina Abandona | Ana Paula Abandona | Ana Paula Abandona | Cacau Abandona | Cacau Abandona | Thiago Luz 0,49% para salvar | Thiago Luz 0,49% para salvar | Baronesa 22,70% para salvar      | Mari 16,98% para salvar   | Vinigram 19,79% para salvar | Edlaine 25,22% para salvar | Cátia 27,92% para salvar    | Bruno Cardoso 23,96% para salvar | Lucas 27,22% para salvar | Anahí 15,58% para salvar    | Geni 15,27% para salvar    | Liziane 16,45% para salvar  | Fellipe Retirado          | Cel 11,95% para salvar   | Hideo 2,31% para salvar     | Fernando 3,45% para ganar |
| Expulsados                  | Expulsados                  | Gaby Abandona | Gaby Abandona | Gustavo Abandono | Gustavo Abandono | Nadya 0,38% para salvar | Nadya 0,38% para salvar | Jonas 0,33% para salvar | Jonas 0,33% para salvar | Maysa 0,98% para salvar | Maysa 0,98% para salvar | Baronesa 22,70% para salvar      | Mari 16,98% para salvar   | Vinigram 19,79% para salvar | Edlaine 25,22% para salvar | Cátia 27,92% para salvar    | Bruno Cardoso 23,96% para salvar | Lucas 27,22% para salvar | Anahí 15,58% para salvar    | Geni 15,27% para salvar    | Liziane 16,45% para salvar  | Fellipe Retirado          | Cel 11,95% para salvar   | Hideo 2,31% para salvar     | Fernando 3,45% para ganar |
| Expulsados                  | Expulsados                  | Flavinha 0,45% para salvar | Flavinha 0,45% para salvar | Ricardo Expulsado sin nominación | Ricardo Expulsado sin nominación | Hanny 0,60% para salvar | Hanny 0,60% para salvar | Luciano 0,38% para salvar | Luciano 0,38% para salvar | Charles 1% para salvar | Charles 1% para salvar | Baronesa 22,70% para salvar      | Mari 16,98% para salvar   | Vinigram 19,79% para salvar | Edlaine 25,22% para salvar | Cátia 27,92% para salvar    | Bruno Cardoso 23,96% para salvar | Lucas 27,22% para salvar | Anahí 15,58% para salvar    | Geni 15,27% para salvar    | Liziane 16,45% para salvar  | Fellipe Retirado          | Cel 11,95% para salvar   | Hideo 2,31% para salvar     | Fernando 3,45% para ganar |
| Expulsados                  | Expulsados                  | Flavinha 0,45% para salvar | Flavinha 0,45% para salvar | Diego 0,17% para salvar | Diego 0,17% para salvar | Jéssica 0,65% para salvar | Jéssica 0,65% para salvar | Lara 0,47% para salvar | Lara 0,47% para salvar | Manoelzinho 1,36% para salvar | Manoelzinho 1,36% para salvar | Baronesa 22,70% para salvar      | Mari 16,98% para salvar   | Vinigram 19,79% para salvar | Edlaine 25,22% para salvar | Cátia 27,92% para salvar    | Bruno Cardoso 23,96% para salvar | Lucas 27,22% para salvar | Anahí 15,58% para salvar    | Geni 15,27% para salvar    | Liziane 16,45% para salvar  | Fellipe Retirado          | Cel 11,95% para salvar   | Hideo 2,31% para salvar     | Fernando 3,45% para ganar |
| Expulsados                  | Expulsados                  | Fran 0,81% para salvar | Fran 0,81% para salvar | Rita 0,37% para salvar | Rita 0,37% para salvar | Amanda 0,72% para salvar | Amanda 0,72% para salvar | Claudia 0,53% para salvar | Claudia 0,53% para salvar | Thiago Cirillo 1,75% para salvar | Thiago Cirillo 1,75% para salvar | Baronesa 22,70% para salvar      | Mari 16,98% para salvar   | Vinigram 19,79% para salvar | Edlaine 25,22% para salvar | Cátia 27,92% para salvar    | Bruno Cardoso 23,96% para salvar | Lucas 27,22% para salvar | Anahí 15,58% para salvar    | Geni 15,27% para salvar    | Liziane 16,45% para salvar  | Fellipe Retirado          | Cel 11,95% para salvar   | Hideo 2,31% para salvar     | Fernando 3,45% para ganar |
| Expulsados                  | Expulsados                  | Fran 0,81% para salvar | Fran 0,81% para salvar | Nemo 0,55% para salvar | Nemo 0,55% para salvar | Vinicius 1,01% para salvar | Vinicius 1,01% para salvar | Matheus 0,60% para salvar | Matheus 0,60% para salvar | Jaline 1,94% para salvar | Jaline 1,94% para salvar | Baronesa 22,70% para salvar      | Mari 16,98% para salvar   | Vinigram 19,79% para salvar | Edlaine 25,22% para salvar | Cátia 27,92% para salvar    | Bruno Cardoso 23,96% para salvar | Lucas 27,22% para salvar | Anahí 15,58% para salvar    | Geni 15,27% para salvar    | Liziane 16,45% para salvar  | Fellipe Retirado          | Cel 11,95% para salvar   | Hideo 2,31% para salvar     | Fernando 3,45% para ganar |
| Expulsados                  | Expulsados                  | Jo 1,16% para salvar | Jo 1,16% para salvar | Ingrid 0,57% para salvar | Ingrid 0,57% para salvar | Cibelle 1,08% para salvar | Cibelle 1,08% para salvar | Izumed 0,71% para salvar | Izumed 0,71% para salvar | Clevinho 1,97% para salvar | Clevinho 1,97% para salvar | Baronesa 22,70% para salvar      | Mari 16,98% para salvar   | Vinigram 19,79% para salvar | Edlaine 25,22% para salvar | Cátia 27,92% para salvar    | Bruno Cardoso 23,96% para salvar | Lucas 27,22% para salvar | Anahí 15,58% para salvar    | Geni 15,27% para salvar    | Liziane 16,45% para salvar  | Fellipe Retirado          | Cel 11,95% para salvar   | Hideo 2,31% para salvar     | Will 9,53% para ganar     |
| Expulsados                  | Expulsados                  | Jo 1,16% para salvar | Jo 1,16% para salvar | Thay 0,79% para salvar | Thay 0,79% para salvar | Luciana 1,17% para salvar | Luciana 1,17% para salvar | Nathana 0,73% para salvar | Nathana 0,73% para salvar | Heitor 2% para salvar | Heitor 2% para salvar | Baronesa 22,70% para salvar      | Mari 16,98% para salvar   | Vinigram 19,79% para salvar | Edlaine 25,22% para salvar | Cátia 27,92% para salvar    | Bruno Cardoso 23,96% para salvar | Lucas 27,22% para salvar | Anahí 15,58% para salvar    | Geni 15,27% para salvar    | Liziane 16,45% para salvar  | Fellipe Retirado          | Cel 11,95% para salvar   | Hideo 2,31% para salvar     | Will 9,53% para ganar     |
| Expulsados                  | Expulsados                  | Marcus 1,81% para salvar | Marcus 1,81% para salvar | Bruno Canaan 0,82% para salvar | Bruno Canaan 0,82% para salvar | Wellen 1,28% para salvar | Wellen 1,28% para salvar | Raphinha 0,83% para salvar | Raphinha 0,83% para salvar | Ysani 2,42% para salvar | Ysani 2,42% para salvar | Baronesa 22,70% para salvar      | Mari 16,98% para salvar   | Vinigram 19,79% para salvar | Edlaine 25,22% para salvar | Cátia 27,92% para salvar    | Bruno Cardoso 23,96% para salvar | Lucas 27,22% para salvar | Anahí 15,58% para salvar    | Geni 15,27% para salvar    | Liziane 16,45% para salvar  | Fellipe Retirado          | Cel 11,95% para salvar   | Hideo 2,31% para salvar     | Will 9,53% para ganar     |
| Expulsados                  | Expulsados                  | Sandro 2,31% para salvar | Sandro 2,31% para salvar | Leonardo 0,90% para salvar | Leonardo 0,90% para salvar | Preta 1,58% para salvar | Preta 1,58% para salvar | Biel 1,08% para salvar | Biel 1,08% para salvar | Lippe 2,44% para salvar | Lippe 2,44% para salvar | Baronesa 22,70% para salvar      | Mari 16,98% para salvar   | Vinigram 19,79% para salvar | Edlaine 25,22% para salvar | Cátia 27,92% para salvar    | Bruno Cardoso 23,96% para salvar | Lucas 27,22% para salvar | Anahí 15,58% para salvar    | Geni 15,27% para salvar    | Liziane 16,45% para salvar  | Brenno 13,49% para salvar | Guipa 14,94% para salvar | Taty 20,32% para salvar     | Will 9,53% para ganar     |
| Expulsados                  | Expulsados                  | Vini 2,33% para salvar | Vini 2,33% para salvar | Theo 0,98% para salvar | Theo 0,98% para salvar | Madson 1,59% para salvar | Madson 1,59% para salvar | Poliana 1,32% para salvar | Poliana 1,32% para salvar | Gabriela 2,61% para salvar | Gabriela 2,61% para salvar | Baronesa 22,70% para salvar      | Mari 16,98% para salvar   | Vinigram 19,79% para salvar | Edlaine 25,22% para salvar | Cátia 27,92% para salvar    | Bruno Cardoso 23,96% para salvar | Lucas 27,22% para salvar | Anahí 15,58% para salvar    | Geni 15,27% para salvar    | Liziane 16,45% para salvar  | Brenno 13,49% para salvar | Guipa 14,94% para salvar | Taty 20,32% para salvar     | Will 9,53% para ganar     |
| Expulsados                  | Expulsados                  | Kadu 2,34% para salvar | Kadu 2,34% para salvar | Jordana 1% para salvar | Jordana 1% para salvar | Vanessa 1,63% para salvar | Vanessa 1,63% para salvar | Danilo 1,53% para salvar | Danilo 1,53% para salvar | João Victor 2,76% para salvar | João Victor 2,76% para salvar | Baronesa 22,70% para salvar      | Mari 16,98% para salvar   | Vinigram 19,79% para salvar | Edlaine 25,22% para salvar | Cátia 27,92% para salvar    | Bruno Cardoso 23,96% para salvar | Lucas 27,22% para salvar | Anahí 15,58% para salvar    | Geni 15,27% para salvar    | Liziane 16,45% para salvar  | Brenno 13,49% para salvar | Guipa 14,94% para salvar | Taty 20,32% para salvar     | Will 9,53% para ganar     |
| Expulsados                  | Expulsados                  | Ratinho 2,48% para salvar | Ratinho 2,48% para salvar | Neuma 1,05% para salvar | Neuma 1,05% para salvar | Stephany 1,63% para salvar | Stephany 1,63% para salvar | Aline 1,69% para salvar | Aline 1,69% para salvar | Bifão 2,78% para salvar | Bifão 2,78% para salvar | Baronesa 22,70% para salvar      | Mari 16,98% para salvar   | Vinigram 19,79% para salvar | Edlaine 25,22% para salvar | Cátia 27,92% para salvar    | Bruno Cardoso 23,96% para salvar | Lucas 27,22% para salvar | Anahí 15,58% para salvar    | Geni 15,27% para salvar    | Liziane 16,45% para salvar  | Brenno 13,49% para salvar | Guipa 14,94% para salvar | Taty 20,32% para salvar     | Hadad 35,19% para ganar   |
| Expulsados                  | Expulsados                  | Ratinho 2,48% para salvar | Ratinho 2,48% para salvar | Uarzancler 1,12% para salvar | Uarzancler 1,12% para salvar | Fábio 1,71% para salvar | Fábio 1,71% para salvar | Vivi 1,90% para salvar | Vivi 1,90% para salvar | Brunna 2,80% para salvar | Brunna 2,80% para salvar | Baronesa 22,70% para salvar      | Mari 16,98% para salvar   | Vinigram 19,79% para salvar | Edlaine 25,22% para salvar | Cátia 27,92% para salvar    | Bruno Cardoso 23,96% para salvar | Lucas 27,22% para salvar | Anahí 15,58% para salvar    | Geni 15,27% para salvar    | Liziane 16,45% para salvar  | Brenno 13,49% para salvar | Guipa 14,94% para salvar | Taty 20,32% para salvar     | Hadad 35,19% para ganar   |
| Expulsados                  | Expulsados                  | Billy 2,64% para salvar | Billy 2,64% para salvar | Márcia 1,13% para salvar | Márcia 1,13% para salvar | Michelle 1,76% para salvar | Michelle 1,76% para salvar | Graci 1,93% para salvar | Graci 1,93% para salvar | Jey Jey 2,86% para salvar | Jey Jey 2,86% para salvar | Baronesa 22,70% para salvar      | Mari 16,98% para salvar   | Vinigram 19,79% para salvar | Edlaine 25,22% para salvar | Cátia 27,92% para salvar    | Bruno Cardoso 23,96% para salvar | Lucas 27,22% para salvar | Anahí 15,58% para salvar    | Geni 15,27% para salvar    | Liziane 16,45% para salvar  | Brenno 13,49% para salvar | Guipa 14,94% para salvar | Taty 20,32% para salvar     | Hadad 35,19% para ganar   |
| Expulsados                  | Expulsados                  | Billy 2,64% para salvar | Billy 2,64% para salvar | Tatiane 1,27% para salvar | Tatiane 1,27% para salvar | Carolina 1,80% para salvar | Carolina 1,80% para salvar | Brunno Danese 2% para salvar | Brunno Danese 2% para salvar | Jey Jey 2,86% para salvar | Jey Jey 2,86% para salvar | Baronesa 22,70% para salvar      | Mari 16,98% para salvar   | Vinigram 19,79% para salvar | Edlaine 25,22% para salvar | Cátia 27,92% para salvar    | Bruno Cardoso 23,96% para salvar | Lucas 27,22% para salvar | Anahí 15,58% para salvar    | Geni 15,27% para salvar    | Liziane 16,45% para salvar  | Brenno 13,49% para salvar | Guipa 14,94% para salvar | Taty 20,32% para salvar     | Hadad 35,19% para ganar   |
| Expulsados                  | Expulsados                  | Luiza 2,86% para salvar | Luiza 2,86% para salvar | Nelson 1,40% para salvar | Nelson 1,40% para salvar | Bruninho 1,85% para salvar | Bruninho 1,85% para salvar | Maizy 2,01% para salvar | Maizy 2,01% para salvar | Andreia 2,97% para salvar | Andreia 2,97% para salvar | Baronesa 22,70% para salvar      | Mari 16,98% para salvar   | Vinigram 19,79% para salvar | Edlaine 25,22% para salvar | Cátia 27,92% para salvar    | Bruno Cardoso 23,96% para salvar | Lucas 27,22% para salvar | Anahí 15,58% para salvar    | Geni 15,27% para salvar    | Liziane 16,45% para salvar  | Brenno 13,49% para salvar | Guipa 14,94% para salvar | Taty 20,32% para salvar     | Hadad 35,19% para ganar   |
| Expulsados                  | Expulsados                  | Luiza 2,86% para salvar | Luiza 2,86% para salvar | Fabrício 1,57% para salvar | Fabrício 1,57% para salvar | Dani 1,85% para salvar | Dani 1,85% para salvar | Michael 2,23% para salvar | Michael 2,23% para salvar | Andreia 2,97% para salvar | Andreia 2,97% para salvar | Baronesa 22,70% para salvar      | Mari 16,98% para salvar   | Vinigram 19,79% para salvar | Edlaine 25,22% para salvar | Cátia 27,92% para salvar    | Bruno Cardoso 23,96% para salvar | Lucas 27,22% para salvar | Anahí 15,58% para salvar    | Geni 15,27% para salvar    | Liziane 16,45% para salvar  | Brenno 13,49% para salvar | Guipa 14,94% para salvar | Taty 20,32% para salvar     | Hadad 35,19% para ganar   |
| Salvados                    | Salvados                    | Anahí No divulgado para salvar | Anahí No divulgado para salvar | Ana Paula No divulgado para salvar | Ana Paula No divulgado para salvar | Baronesa No divulgado para salvar | Baronesa No divulgado para salvar | Andreia No divulgado para salvar | Andreia No divulgado para salvar | Baronesa No divulgado para salvar | Baronesa No divulgado para salvar | Guipa 30,58% para salvar         | Brenno 32,11% para salvar | Lucas 29,39% para salvar    | Guipa 35,94% para salvar   | Fernando 31,48% para salvar | Fernando 36,61% para salvar      | Guipa 28,53% para salvar | Fernando 32,10% para salvar | Fellipe 15,74% para salvar | Fernando 25,76% para salvar | Taty 23,69% para salvar   | Hadad 32,66% para salvar | Fernando 28,58% para salvar | Kaio 51,83% para ganar    |
| Salvados                    | Salvados                    | Anahí No divulgado para salvar | Anahí No divulgado para salvar | Ana Paula No divulgado para salvar | Ana Paula No divulgado para salvar | Baronesa No divulgado para salvar | Baronesa No divulgado para salvar | Baronesa No divulgado para salvar | | Baronesa No divulgado para salvar | Baronesa No divulgado para salvar | Guipa 30,58% para salvar         | Brenno 32,11% para salvar | Lucas 29,39% para salvar    | Guipa 35,94% para salvar   | Fernando 31,48% para salvar | Fernando 36,61% para salvar      | Guipa 28,53% para salvar | Fernando 32,10% para salvar | Fellipe 15,74% para salvar | Fernando 25,76% para salvar | Taty 23,69% para salvar   | Hadad 32,66% para salvar | Fernando 28,58% para salvar | Kaio 51,83% para ganar    |
| Salvados                    | Salvados                    | Bruno Cardoso No divulgado para salvar | Bruno Cardoso No divulgado para salvar | Andreia No divulgado para salvar | Andreia No divulgado para salvar | Bifão No divulgado para salvar | Bifão No divulgado para salvar | Brenno No divulgado para salvar | Brenno No divulgado para salvar | Brenno No divulgado para salvar | Brenno No divulgado para salvar | Guipa 30,58% para salvar         | Brenno 32,11% para salvar | Lucas 29,39% para salvar    | Guipa 35,94% para salvar   | Fernando 31,48% para salvar | Fernando 36,61% para salvar      | Guipa 28,53% para salvar | Fernando 32,10% para salvar | Fellipe 15,74% para salvar | Fernando 25,76% para salvar | Taty 23,69% para salvar   | Hadad 32,66% para salvar | Fernando 28,58% para salvar | Kaio 51,83% para ganar    |
| Salvados                    | Salvados                    | Bruno Cardoso No divulgado para salvar | Bruno Cardoso No divulgado para salvar | Brenno No divulgado para salvar | Brenno No divulgado para salvar | Bifão No divulgado para salvar | Bifão No divulgado para salvar | Brunna No divulgado para salvar | Brunna No divulgado para salvar | Brenno No divulgado para salvar | Brenno No divulgado para salvar | Guipa 30,58% para salvar         | Brenno 32,11% para salvar | Lucas 29,39% para salvar    | Guipa 35,94% para salvar   | Fernando 31,48% para salvar | Fernando 36,61% para salvar      | Guipa 28,53% para salvar | Fernando 32,10% para salvar | Fellipe 15,74% para salvar | Fernando 25,76% para salvar | Taty 23,69% para salvar   | Hadad 32,66% para salvar | Fernando 28,58% para salvar | Kaio 51,83% para ganar    |
| Salvados                    | Salvados                    | Cel No divulgado para salvar | Cel No divulgado para salvar | Carolina No divulgado para salvar | Carolina No divulgado para salvar | Brunna No divulgado para salvar | Brunna No divulgado para salvar | Cátia No divulgado para salvar | Cátia No divulgado para salvar | Cátia No divulgado para salvar | Cátia No divulgado para salvar | Guipa 30,58% para salvar         | Brenno 32,11% para salvar | Lucas 29,39% para salvar    | Guipa 35,94% para salvar   | Fernando 31,48% para salvar | Fernando 36,61% para salvar      | Guipa 28,53% para salvar | Fernando 32,10% para salvar | Fellipe 15,74% para salvar | Fernando 25,76% para salvar | Taty 23,69% para salvar   | Hadad 32,66% para salvar | Fernando 28,58% para salvar | Kaio 51,83% para ganar    |
| Salvados                    | Salvados                    | Cel No divulgado para salvar | Cel No divulgado para salvar | Cátia No divulgado para salvar | Cátia No divulgado para salvar | Brunna No divulgado para salvar | Brunna No divulgado para salvar | Edlaine No divulgado para salvar | Edlaine No divulgado para salvar | Edlaine No divulgado para salvar | Edlaine No divulgado para salvar | Guipa 30,58% para salvar         | Brenno 32,11% para salvar | Lucas 29,39% para salvar    | Guipa 35,94% para salvar   | Fernando 31,48% para salvar | Fernando 36,61% para salvar      | Guipa 28,53% para salvar | Fernando 32,10% para salvar | Fellipe 15,74% para salvar | Fernando 25,76% para salvar | Taty 23,69% para salvar   | Hadad 32,66% para salvar | Fernando 28,58% para salvar | Kaio 51,83% para ganar    |
| Salvados                    | Salvados                    | Edlaine No divulgado para salvar | Edlaine No divulgado para salvar | Charles No divulgado para salvar | Charles No divulgado para salvar | Cacau No divulgado para salvar | Cacau No divulgado para salvar | Fellipe No divulgado para salvar | Fellipe No divulgado para salvar | Fellipe No divulgado para salvar | Fellipe No divulgado para salvar | Guipa 30,58% para salvar         | Brenno 32,11% para salvar | Lucas 29,39% para salvar    | Guipa 35,94% para salvar   | Fernando 31,48% para salvar | Fernando 36,61% para salvar      | Guipa 28,53% para salvar | Fernando 32,10% para salvar | Liziane 22,97% para salvar | Fernando 25,76% para salvar | Guipa 24,88% para salvar  | Hadad 32,66% para salvar | Fernando 28,58% para salvar | Kaio 51,83% para ganar    |
| Salvados                    | Salvados                    | Fellipe No divulgado para salvar | Fellipe No divulgado para salvar | Danilo No divulgado para salvar | Danilo No divulgado para salvar | Guipa No divulgado para salvar | Guipa No divulgado para salvar | Heitor No divulgado para salvar | Heitor No divulgado para salvar | Fernando No divulgado para salvar | Fernando No divulgado para salvar | Guipa 30,58% para salvar         | Brenno 32,11% para salvar | Lucas 29,39% para salvar    | Guipa 35,94% para salvar   | Fernando 31,48% para salvar | Fernando 36,61% para salvar      | Guipa 28,53% para salvar | Fernando 32,10% para salvar | Liziane 22,97% para salvar | Fernando 25,76% para salvar | Guipa 24,88% para salvar  | Hadad 32,66% para salvar | Fernando 28,58% para salvar | Kaio 51,83% para ganar    |
| Salvados                    | Salvados                    | Hadad No divulgado para salvar | Hadad No divulgado para salvar | Jey Jey No divulgado para salvar | Jey Jey No divulgado para salvar | Heitor No divulgado para salvar | Heitor No divulgado para salvar | Hideo No divulgado para salvar | Hideo No divulgado para salvar | Guipa No divulgado para salvar | Guipa No divulgado para salvar | Guipa 30,58% para salvar         | Brenno 32,11% para salvar | Lucas 29,39% para salvar    | Guipa 35,94% para salvar   | Fernando 31,48% para salvar | Fernando 36,61% para salvar      | Guipa 28,53% para salvar | Fernando 32,10% para salvar | Liziane 22,97% para salvar | Fernando 25,76% para salvar | Guipa 24,88% para salvar  | Hadad 32,66% para salvar | Fernando 28,58% para salvar | Kaio 51,83% para ganar    |
| Salvados                    | Salvados                    | João Victor No divulgado para salvar | João Victor No divulgado para salvar | João Victor No divulgado para salvar | João Victor No divulgado para salvar | Lippe No divulgado para salvar | Lippe No divulgado para salvar | João Victor No divulgado para salvar | João Victor No divulgado para salvar | Hideo No divulgado para salvar | Hideo No divulgado para salvar | Bruno Cardoso 46,72% para salvar | Anahí 50,91% para salvar  | Hadad 50,82% para salvar    | Kaio 38,84% para salvar    | Hadad 40,60% para salvar    | Kaio 39,43% para salvar          | Hadad 44,25% para salvar | Will 52,32% para salvar     | Liziane 22,97% para salvar | Kaio 57,79% para salvar     | Guipa 24,88% para salvar  | Will 40,45% para salvar  | Kaio 48,79% para salvar     | Kaio 51,83% para ganar    |
| Salvados                    | Salvados                    | Kaio No divulgado para salvar | Kaio No divulgado para salvar | Lippe No divulgado para salvar | Lippe No divulgado para salvar | Liziane No divulgado para salvar | Liziane No divulgado para salvar | Liziane No divulgado para salvar | Liziane No divulgado para salvar | Liziane No divulgado para salvar | Liziane No divulgado para salvar | Bruno Cardoso 46,72% para salvar | Anahí 50,91% para salvar  | Hadad 50,82% para salvar    | Kaio 38,84% para salvar    | Hadad 40,60% para salvar    | Kaio 39,43% para salvar          | Hadad 44,25% para salvar | Will 52,32% para salvar     | Liziane 22,97% para salvar | Kaio 57,79% para salvar     | Guipa 24,88% para salvar  | Will 40,45% para salvar  | Kaio 48,79% para salvar     | Kaio 51,83% para ganar    |
| Salvados                    | Salvados                    | Kaio No divulgado para salvar | Kaio No divulgado para salvar | Maizy No divulgado para salvar | Maizy No divulgado para salvar | Lucas No divulgado para salvar | Lucas No divulgado para salvar | Mari No divulgado para salvar | Mari No divulgado para salvar | Lucas No divulgado para salvar | Lucas No divulgado para salvar | Bruno Cardoso 46,72% para salvar | Anahí 50,91% para salvar  | Hadad 50,82% para salvar    | Kaio 38,84% para salvar    | Hadad 40,60% para salvar    | Kaio 39,43% para salvar          | Hadad 44,25% para salvar | Will 52,32% para salvar     | Liziane 22,97% para salvar | Kaio 57,79% para salvar     | Guipa 24,88% para salvar  | Will 40,45% para salvar  | Kaio 48,79% para salvar     | Kaio 51,83% para ganar    |
| Salvados                    | Salvados                    | Mari No divulgado para salvar | Mari No divulgado para salvar | Mari No divulgado para salvar | Mari No divulgado para salvar | Taty No divulgado para salvar | Taty No divulgado para salvar | Taty No divulgado para salvar | Taty No divulgado para salvar | Mari No divulgado para salvar | Mari No divulgado para salvar | Bruno Cardoso 46,72% para salvar | Anahí 50,91% para salvar  | Hadad 50,82% para salvar    | Kaio 38,84% para salvar    | Hadad 40,60% para salvar    | Kaio 39,43% para salvar          | Hadad 44,25% para salvar | Will 52,32% para salvar     | Kaio 46,02% para salvar    | Kaio 57,79% para salvar     | Will 37,94% para salvar   | Will 40,45% para salvar  | Kaio 48,79% para salvar     | Kaio 51,83% para ganar    |
| Salvados                    | Salvados                    | Mari No divulgado para salvar | Mari No divulgado para salvar | Michael No divulgado para salvar | Michael No divulgado para salvar | Taty No divulgado para salvar | Taty No divulgado para salvar | Vinigram No divulgado para salvar | Vinigram No divulgado para salvar | Taty No divulgado para salvar | Taty No divulgado para salvar | Bruno Cardoso 46,72% para salvar | Anahí 50,91% para salvar  | Hadad 50,82% para salvar    | Kaio 38,84% para salvar    | Hadad 40,60% para salvar    | Kaio 39,43% para salvar          | Hadad 44,25% para salvar | Will 52,32% para salvar     | Kaio 46,02% para salvar    | Kaio 57,79% para salvar     | Will 37,94% para salvar   | Will 40,45% para salvar  | Kaio 48,79% para salvar     | Kaio 51,83% para ganar    |
| Salvados                    | Salvados                    | Poliana No divulgado para salvar | Poliana No divulgado para salvar | Taty No divulgado para salvar | Taty No divulgado para salvar | Will No divulgado para salvar | Will No divulgado para salvar | Will No divulgado para salvar | Will No divulgado para salvar | Vinigram No divulgado para salvar | Vinigram No divulgado para salvar | Bruno Cardoso 46,72% para salvar | Anahí 50,91% para salvar  | Hadad 50,82% para salvar    | Kaio 38,84% para salvar    | Hadad 40,60% para salvar    | Kaio 39,43% para salvar          | Hadad 44,25% para salvar | Will 52,32% para salvar     | Kaio 46,02% para salvar    | Kaio 57,79% para salvar     | Will 37,94% para salvar   | Will 40,45% para salvar  | Kaio 48,79% para salvar     | Kaio 51,83% para ganar    |
| Salvados                    | Salvados                    | Poliana No divulgado para salvar | Poliana No divulgado para salvar | Ysani No divulgado para salvar | Ysani No divulgado para salvar | Will No divulgado para salvar | Will No divulgado para salvar | Ysani No divulgado para salvar | Ysani No divulgado para salvar | Vinigram No divulgado para salvar | Vinigram No divulgado para salvar | Bruno Cardoso 46,72% para salvar | Anahí 50,91% para salvar  | Hadad 50,82% para salvar    | Kaio 38,84% para salvar    | Hadad 40,60% para salvar    | Kaio 39,43% para salvar          | Hadad 44,25% para salvar | Will 52,32% para salvar     | Kaio 46,02% para salvar    | Kaio 57,79% para salvar     | Will 37,94% para salvar   | Will 40,45% para salvar  | Kaio 48,79% para salvar     | Kaio 51,83% para ganar    |
| Salvados                    | Salvados                    | Vinigram No divulgado para salvar | Vinigram No divulgado para salvar | Anahí No divulgado para salvar | Anahí No divulgado para salvar | Bruno Cardoso No divulgado para salvar | Bruno Cardoso No divulgado para salvar | Hadad No divulgado para salvar | Hadad No divulgado para salvar | Will No divulgado para salvar | Will No divulgado para salvar | Bruno Cardoso 46,72% para salvar | Anahí 50,91% para salvar  | Hadad 50,82% para salvar    | Kaio 38,84% para salvar    | Hadad 40,60% para salvar    | Kaio 39,43% para salvar          | Hadad 44,25% para salvar | Will 52,32% para salvar     | Kaio 46,02% para salvar    | Kaio 57,79% para salvar     | Will 37,94% para salvar   | Will 40,45% para salvar  | Kaio 48,79% para salvar     | Kaio 51,83% para ganar    |
| Salvados                    | Salvados                    | Vinigram No divulgado para salvar | Vinigram No divulgado para salvar | Cel No divulgado para salvar | Cel No divulgado para salvar | Geni No divulgado para salvar | Geni No divulgado para salvar | Kaio No divulgado para salvar | Kaio No divulgado para salvar | Will No divulgado para salvar | Will No divulgado para salvar | Bruno Cardoso 46,72% para salvar | Anahí 50,91% para salvar  | Hadad 50,82% para salvar    | Kaio 38,84% para salvar    | Hadad 40,60% para salvar    | Kaio 39,43% para salvar          | Hadad 44,25% para salvar | Will 52,32% para salvar     | Kaio 46,02% para salvar    | Kaio 57,79% para salvar     | Will 37,94% para salvar   | Will 40,45% para salvar  | Kaio 48,79% para salvar     | Kaio 51,83% para ganar    |

|  | Casa Verde |  | Casa Azul |  | Casa Naranja |

## Participantes de A Grande Conquista en otros programas
- A Fazenda
  - Vivi Fernandez - Décima sexta edición (2024) - Expulsada

- Game dos 100
  - Babi Cris - Primera edición (2025) - Expulsada
  - Biel Azevedo - Primera edición (2025)
  - Blade - Primera edición (2025) - Expulsado
  - Brunno Danese - Primera edición (2025) - Expulsado
  - Day Oliveira - Primera edición (2025) - Expulsada
  - Graci Zermiani - Primera edición (2025) - Expulsada
  - Marcus Cowboy - Primera edición (2025) - Expulsado
  - MC Mello - Primera edición (2025) - Expulsada
  - Michael Calasans - Primera edición (2025)
  - Poliana Roberta - Primera edición (2025)
  - Rayana Diniz - Primera edición (2025)
  - Yanne Anttunes - Primera edición (2025) - Expulsada

- La Venganza de los Ex: Caribe
  - Natália Deodato - Temporada 4: VIP (2022) - Participante
  - Victoria Macan - Temporada 4: VIP (2022) - Participante